# رؤساء الولايات المتحدة على طوابع البريد الأمريكية
ظهرت صورُ رؤساء الولايات المتحدة بشكل متكررٍ على طوابعِ البريد الأمريكية منذ مُنتصف القرن التاسع عشر. أصدرت خدمة البريد الأمريكية أول طابعين بريديين لها في عام 1847؛ كان أحدهما يحملُ صورةَ جورج واشنطن، الرئيس الأول للولايات المتحدة، والآخر يحملُ صورة بنجامين فرانكلين؛ أحد الآباء المؤسسين.
كانت الصور المنقوشة لرؤساء الولايات المتحدة هي التصاميم الوحيدة الموجودة على البريد الأمريكيّ من عام 1847 حتى عام 1869، مع استثناء واحد وهو بنجامين فرانكلين. خلال هذه الفترة، أصدرَت خدمةُ البريد طوابعَ بريدية مختلفة تحمل صور جورج واشنطن في المقام الأول، وبنجامين فرانكلين، وتوماس جيفرسون، وأندرو جاكسون، وأبراهام لنكولن).
يعتبر جورج واشنطن وأبراهام لنكولن أكثر الرؤساء ظهورًا على طوابع البريد الأمريكية.

## أُولى الطوابع
ظهرت صور الرؤساء الأمريكيين المتعاقبين لأول مرة على الطوابع البريدية الأمريكية في فترات زمنية مختلفة. يعتبر جورج واشنطن، الذي ظهرَ نقشَهُ (إلى جانبِ نقش بنجامين فرانكلين) على أولى الطوابعِ البريدية الأمريكية التي أصدرتها هيئة البريد الأمريكية في الأول من يوليو عام 1847، من أكثر الرؤساء ظهورًا على الطوابع الأمريكية، خاصةً المبكّرة، والتي بدأت حتى قبل تأسيس هيئة البريد بواسطة مُديري البريد المحليين. كما يعتبر توماس جيفرسون أيضًا من الأكثر ظهورًا، وقد ظهرت صورته لأول مرة على البريد الأمريكيّ في مارس 1856، أي بعد تسع سنوات من إصدار النسخ الأولى من طوابع هيئة البريد. كما يعتبر أندرو جاكسون، الذي ظهرَ بعد خمسة عشر عامًا من إصدار الطوابع الأولى، من الأكثر ظهورًا، إلى جانب أبراهام لنكولن الذي ظهرَ لأول مرة على عام 1866، بعد وفاته بعام واحد.

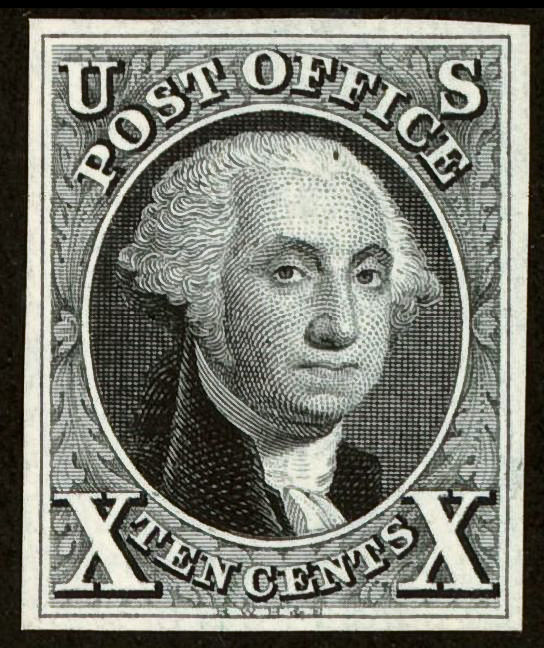
طابع جورج واشنطن (10 سنت)، 1847
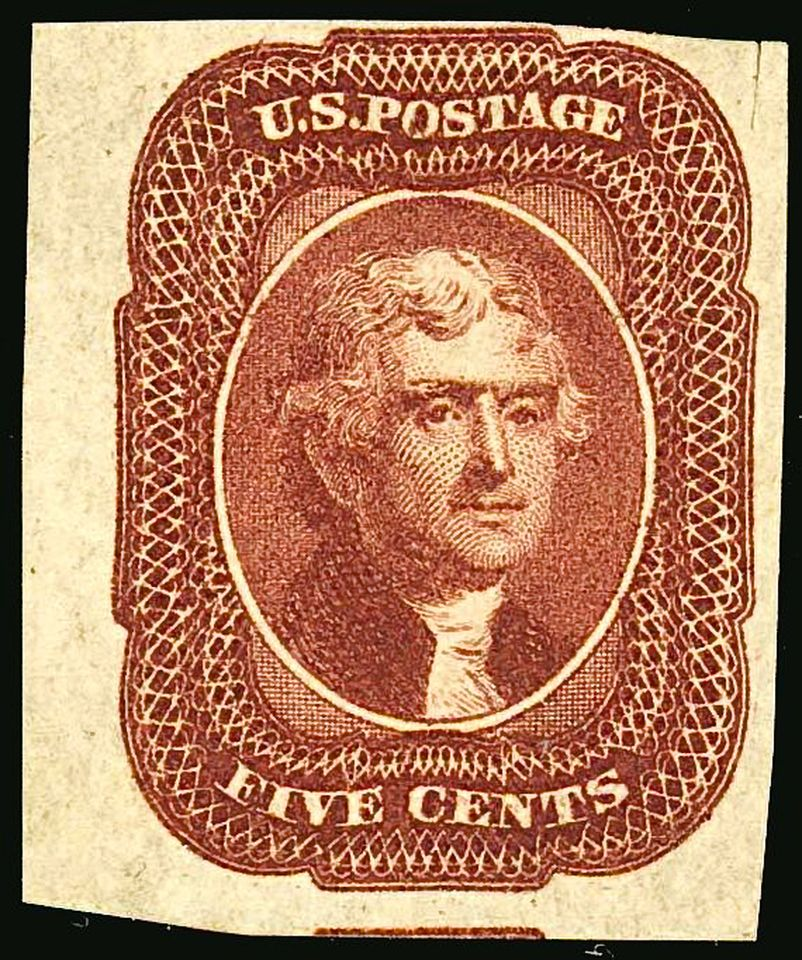
طابع توماس جيفرسون (5 سنت)، 1856
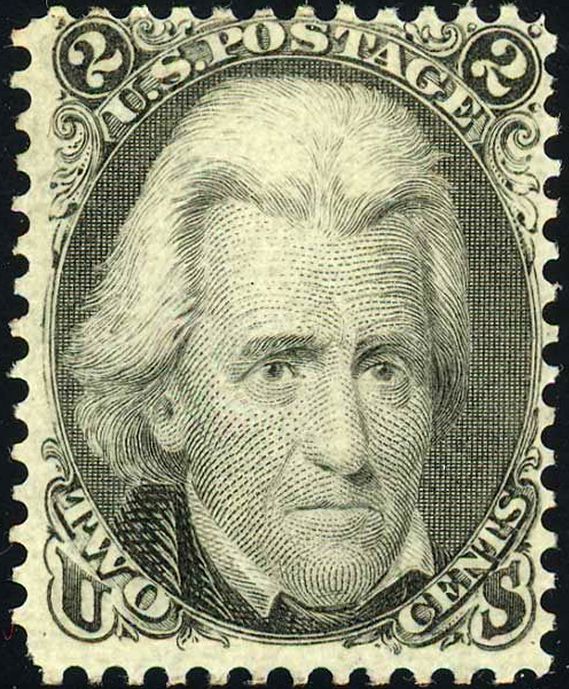
طابع أندرو جاكسون (2 سنت)، 1962
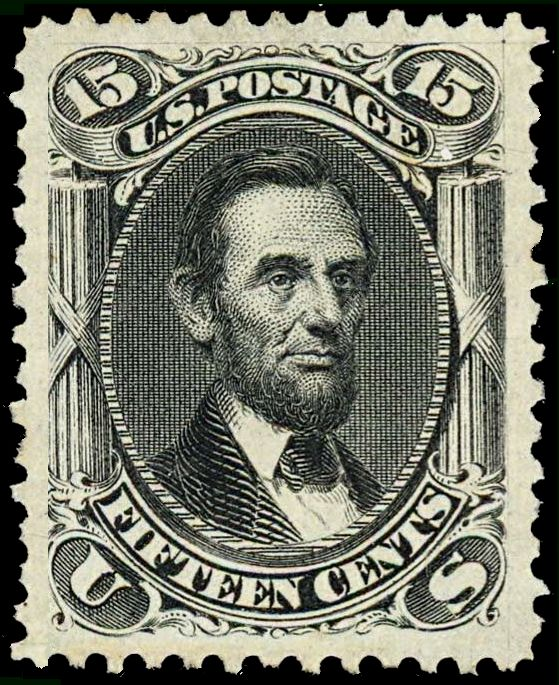
طابع أبراهام لنكولن (15 سنت)، 1866

- تم إصدار طابعي البريد بقيمة 5 سنتات لفرانكلين و10 سنتات لواشنطن في عام 1847، وكانا أولى الطوابـع البريدية التي تصدر وتُعتمد للاستخدام البريدي على مستوى البلاد من قبل هيئة البريد الأمريكية. مُنحت شركة راودون، رايت، هاتش، وإديسون (بالإنجليزية: Rawdon, Wright, Hatch, and Edson) من مدينة نيويورك عقدًا لمدة أربع سنوات لطباعة أول طوابـع بريدية أمريكية في عام 1847. الحروف الأولى "RWH&E" منقوشةٌ بوضوح في أسفل كلا الطابعين. نَقشُ صورة واشنطن مُطابق تمامًا للنقش الذي أعدّه الحفّار المُتخصص في البورتريه "شر براون دوراند (بالإنجليزية: Asher Brown Durand) على ورقة نقدية صادرة عن بنك مقاطعة فيرفيلد في كونيتيكت، خلال فترةٍ كانت فيها العديد من البنوك تصدرُ عملاتها الورقية الخاصة. أُعيد طباعة إصداري واشنطن وفرانكلين في عام 1875 مع اختلافات طفيفة عن النسخ الأصلية.[1]
- في مارس 1856، أصدر مكتب البريد أول طابع بريد يحمل صورة توماس جيفرسون. تم إصدار هذا الطابع في البداية بدون ثقوب، ونُقش وطُبع بواسطة شركة "توبان، كاربنتر، كاسيليار وشركاؤهم". استخدم طابع جيفرسون في الخدمة البريدية من ربيع 1856 حتى صيف 1857. استند نقش جيفرسون إلى بورتريه رَسمهُ جيلبرت . بحلول منتصف عام 1857، تم إصدار الطوابـع بدون التمديدات العلوية والسفلية في التصميم، مع إضافة ثقوب. وقد طُبع هذا الإصدار بستة تدرجات لونية رئيسية على الأقل.
- في الأول من يوليو عام 1863، أصدرَ مكتبُ البريد طابعَ بريد بقيمة 2 سنت يحملُ صورة أندرو جاكسون، والذي يُعرف بين هواة جمع الطوابـع باسم طابع "بلاك جاك". طُبع هذا الطابع وصدر في نفس اليوم الذي تم فيه رفع تعريفة البريد للرسائل المُسلَّمة داخل المدينة إلى سِنتين. يعدّ جاكسون ثالث رئيس أمريكي يتم تكريمه على طوابـع البريد الأمريكية بعد واشنطن وفرانكلين.[2]
- في 14 أبريل 1866، أي بعد عام واحد من اغتيال لنكولن عام 1865، أصدرَ مكتبُ البريد الأمريكيّ أول طابع بريد تكريمًا لأبراهام لنكولن. تم إعداد نقش الصورة بواسطة جوزيف أوردان (بالإنجليزية: Joseph Ourdan) استنادًا إلى صورة فوتوغرافية التقطها سي. إس. جيرمان (بالإنجليزية: C.S. German).

## جورج واشنطن
جورج واشنطن (22 فبراير 1732 - 14 ديسمبر 1799) كان أول رئيس للولايات المتحدة، حيثُ خدمَ في منصبهِ من عام 1789 إلى عام 1797، وقبل ذلك، شغلَ منصب قائد الجيش القاريّ في الحرب الثورية الأمريكية من عام 1775 إلى عام 1783. انتخبت الهيئة الانتخابية واشنطن بالإجماع في 1789، ومرة أخرى في انتخابات 1792. يظلُّ جورج واشنطن الرئيس الأمريكيّ الوحيد الذي حصل على 100% من الأصوات الانتخابية. أدى واشنطن اليمين الدستورية أثناء وقوفه على شرفة القاعة الفيدرالية في نيويورك.
يبدأ التسلسل الزمني لظهورِ الرؤساء على طوابع البريد بجورج واشنطن. مع اقتراب نهاية الفترة الثانية لواشنطن كرئيس، كَلَّفت زوجته، مارثا واشنطن، فنان البورتريه جيلبرت ستيوارت برسمِ صورتها وصورة الرئيس. كان ستيوارت معروفًا باستغراقهِ وقتًا طويلاً لإكمال لوحاته، ولم يتمكن الرئيس ولا زوجتهُ من رؤية اللوحات مُكتملة. ظلت الصورتان غير مُكتملتين ومُثبتتين على بابٍ في ورشة ستيوارت في بوسطن حتى وفاته في عام 1828. في عام 1860، أنهى الفنان رامبرانت بيل ما عَمِلَ عليه ستيوارت. أصبحَ تصويرُ ستيوارت لواشنطن الصورةَ النموذجيةَ لعددٍ كبيرٍ من إصداراتِ البريد في القرنين التاسع عشر والعشرين.
يظلُّ جورج واشنطن الشخصية المحورية الموجودة على الطوابع البريدية في الولايات المتحدة ويظهر على الطوابع أكثر من أي رئيس آخر، وقد شكلت الصورُ المنقوشةُ لواشنطن على الإصداراتِ المبكّرة السابقة، والتي اتبعتها جميع إصدارات البريد الأمريكية في العقود التالية. في الواقع، في كل سلسلة طوابع أمريكية نهائية - تقريبًا - صدرتْ بين عامي 1851 و1932، ظهرَ واشنطن على طوابع السعر القياسي (الاستثناء الوحيد هو الإصدار المُصور قصير الأمد لعام 1869)؛ بينما اقتصرت صور الرؤساء ورجال الدولة والأميركيين المشهورين الآخرين على الفئات الأقل استخدامًا. منذ أن أصدرَ مكتب البريد أول طابع بريديّ أمريكي، ظهرت نماذج لجورج واشنطن على الطوابع البريدية أكثر من جميع الرؤساء الأمريكيين الآخرين مجتمعين، بما في ذلك توماس جيفرسون، وأندرو جاكسون، وأبراهام لنكولن، وحتى بنجامين فرانكلين الذي تم تصويره كثيرًا (والذي لم يكن رئيسًا).

### أولى الإصدارات
عندما أصدرَ مكتب البريد الأمريكيّ طابعَ واشنطن بقيمة 10 سنتات في عام 1847 كجزء من أول إصدارٍ لطابع بريديّ وطنيّ أمريكيّ، كانت صورة واشنطن تظهرُ بالفعل منذ خمس سنوات على طوابع البريد بواسطة خدمات نقل الرسائل الخاصة ومُديري مكاتب البريد المحليين. في الواقع، كان أول طابع بريد تم إنتاجه على الإطلاق في نصف الكرة الغربي عبارة عن إصدار بقيمة 3 سنتات يحمل نقشًا - بدائيًا إلى حد ما - لواشنطن، وقد قدَّمهُ مكتبُ البريد في مدينة نيويورك عام 1842.[بحاجة لمصدر]
في عام 1845، أصدرَ مديرُ مكتب البريد في نيويورك طابعًا مؤقتًا للاستخدامِ المحليّ والذي عرض صورة أكثر وضوحًا لواشنطن، نَقشتها شركة "راودون ورايت وهاتش"(بالإنجليزية: Rawdon, Wright and Hatch) (نفس الشركة التي أنتجت بعد عامين أول طوابع بريدية وطنية أمريكية). وفي ذلك العام، ظهرَ واشنطن أيضًا على عُملة مؤقتة نادرة بقيمة 5 سنتات قدَّمها مكتب البريد في ميلبوري بولاية ماساتشوستس.

### الفترة الكلاسيكية
كانت تصميمات طوابع البريد في هذه الفترة مأخوذة عادةً من اللوحات والأعمال الأخرى لفنانين مشهورين، والتي أصبحت أساسًا لتصميمات الطوابع في السنوات التالية. استخدم النقَّاشون في تلك الفترة عادةً أعمال جون ترومبول وجيلبرت ستيوارت وجان أنطوان هودون ‏ كنماذج لنقوشهم.

إصدارات واشنطن-فرانكلين
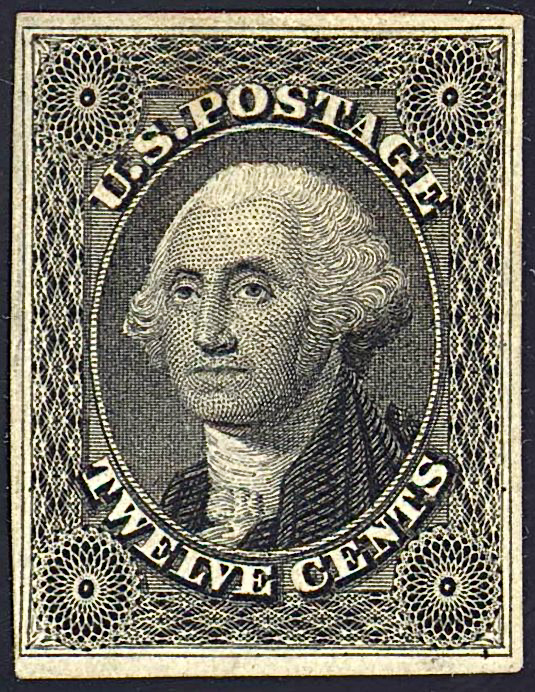
إصدار 1851
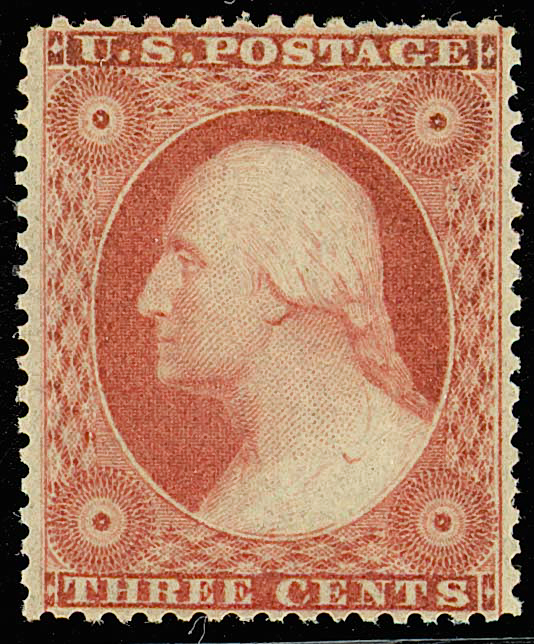
إصدار 1851
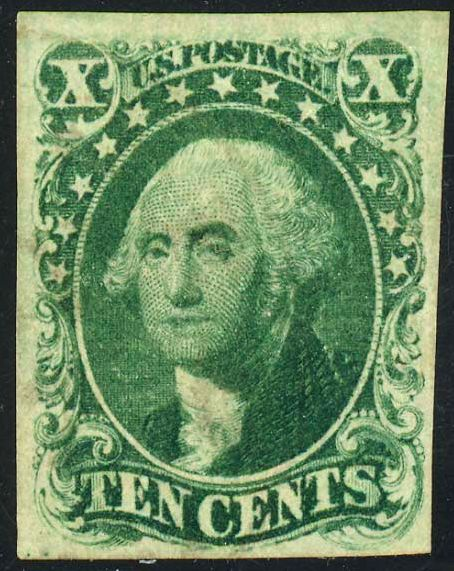
إصدار 1855
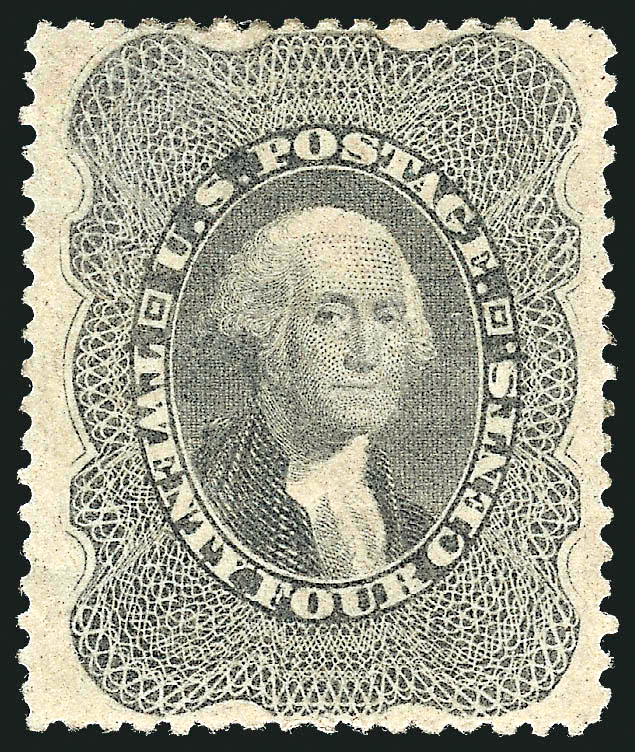
إصدار 1860
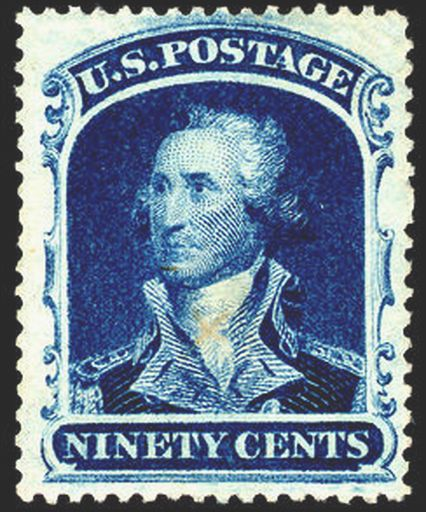
إصدار 1860

- في 1 يوليو 1851، أصدرَ مكتبُ البريدِ الأمريكيّ طابع بريد بقيمة 3 سنتات. بسبب تعديلات القوالب، والتحويلات المزدوجة من القالب إلى اللوحة واستخدام أنواع مختلفة من الورق في الطباعة، يُظهر هذا الإصدار في العديد من الأنواع المختلفة. الكتاب المرجعي حول هذا الإصدار، "طوابع الولايات المتحدة الكلاسيكية 1845–1869"، كتبه كارول تشايس (بالإنجليزية: Carroll Chase) ونُشر عام 1962. نُقشت الصورة استنادًا إلى تمثالٍ لجان أنطوان هودون [الإنجليزية]‏. لم يقم مكتب البريد بإنتاج إصدارات مثقوبة من هذا الطابع حتى عام 1857.
- أصدرَ مكتب البريد طابع البريد بقيمة 12 سنتًا في 4 أغسطس 1851. نُقشت صورة جورج واشنطن استنادًا إلى بورتريه للرسام جيلبرت ستيوارت. عند طباعة إصدار الـ12 سنتًا، كان هذا الطابع هو أعلى فئة بريدية تم إصدارها في ذلك الوقت. طُبع ذاكَ الإصدار بواسطة شركة توبان وكارپنتر وكاسيليار وشركاه (بالإنجليزية: Toppan, Carpenter, Casilear & Co.). ظهرت النسخة المثقوبة في عام 1857.
- في عام 1855، زِيدت رسوم البريد للرسائل المتجهة إلى وجهات تزيد عن 3000 ميل من 6 سنتات إلى 10 سنتات، وهو التغيير الذي دفعَ لإصدار طابع واشنطن 10 سنتات لعام 1855. تم طباعة هذا الطابع الأخضر بقيمة 10 سنتات بواسطة شركة توبان وكارپنتر وكاسيليار وشركاه، الذين أعادوا استخدامَ النقش الخاص بصورة واشنطن (التصميم الزخرفي) من إصدار طابع واشنطن 12 سنتًا لعام 1851 لهذا الطابع البريديّ بقيمة 10 سنتات. نُقشت الصورة استنادًا إلى بورتريه جيلبرت ستيوارت لجورج واشنطن. ظهرت النسخة المثقوبة في عام 1857.
- في عام 1857، صُنعت ألواح طباعة لإصدار طابع واشنطن بقيمة 24 سنتًا، ولكنَّ الطابعَ نفسَهُ لم يتمّ إنتاجه حتى عام 1860؛ وأقدم تاريخٍ معروف لاستخدامه هو 7 يوليو.
- في 13 أغسطس 1860، أصدرَ مكتب البريد طابع واشنطن بقيمة 90 سنتًا. نُقشت صورة واشنطن استنادًا إلى بورتريه للرسام لجون ترومبول، بعنوان "جورج واشنطن قبل معركة ترينتون"، التي رسمها عام 1792. أُصدِر هذا الطابع فقط في عام 1860، وبسبب قيمته العالية فقد تم إنتاج 29,000 نسخة فقط، وتعدّ النُسخ المتبقّية نادرة.

### فترة الحرب الأهلية
تولَّى أبراهام لنكولن منصبهُ في مارس 1861، وبعد شهرٍ واحدٍ فقط أطلقت القوات الكونفدرالية النارَ على حصن سمتر مما أدى إلى بداية الحرب الأهلية الأمريكية. تم إصدار تلك الطوابع بعد أشهر قليلة من معركة فورت سمتر، ولم يكن لأيّ سلسلة أخرى من الطوابع الصادرة خلال الفترة الكلاسيكية ارتباطٌ مهم بالتاريخ الأمريكيّ مثل إصدارات شركة الأوراق المالية الوطنية (بالإنجليزية: National Bank Note Company) لعام 1861. كما هو الحال في السلسلة الصادرة بين عامي 1851 و1860، يظهرُ اسمَ واشنطن خمسَ مراتٍ في مجموعة 1861 بينما يظهر اسم فرانكلين مرتين وجيفرسون مرة واحدة.

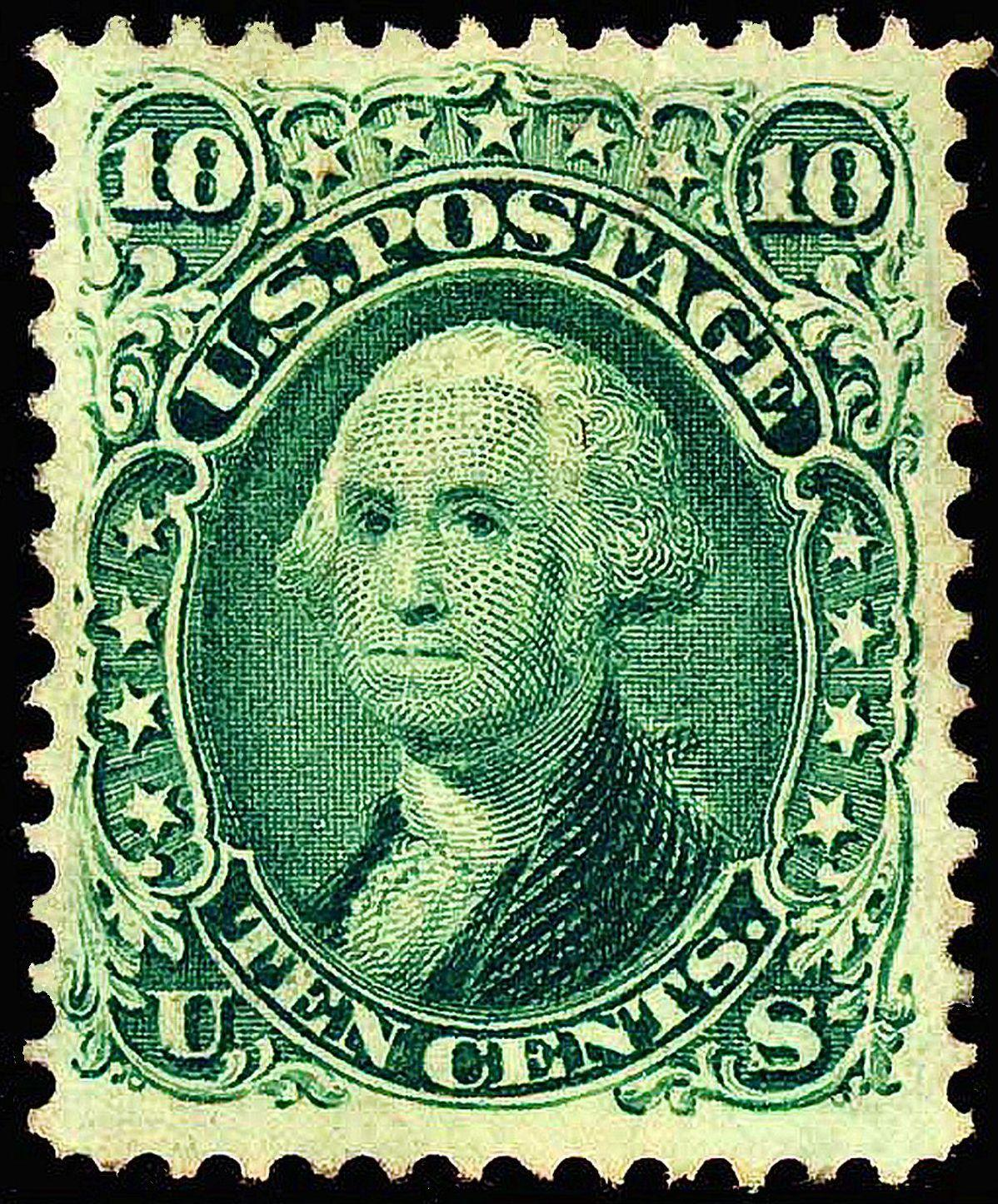
إصدار 1861
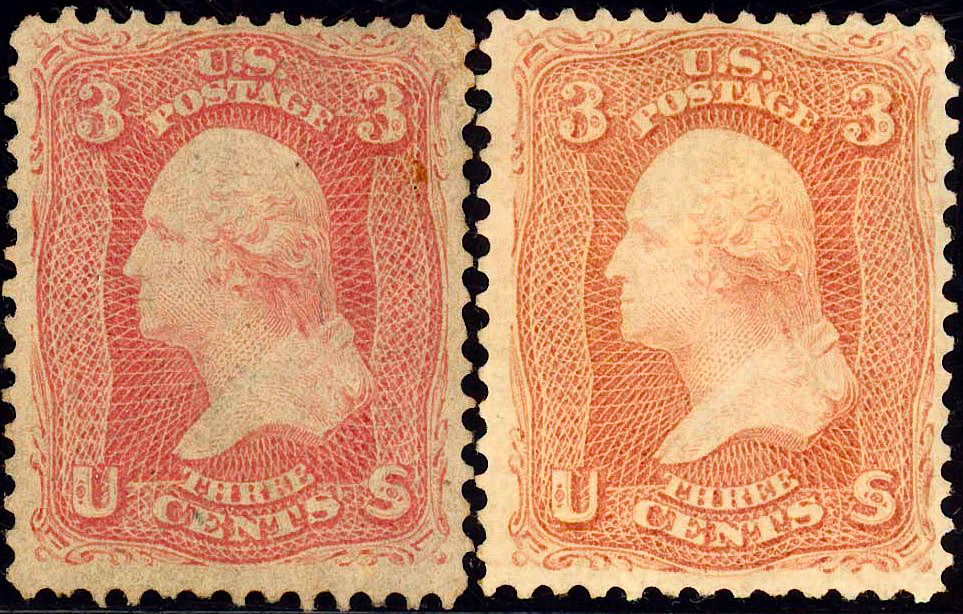
إصدار 1861 (زوج)

- أصدرَ مكتبُ البريد النسخة الخضراء بقيمة 10 سنتات في 20 أغسطس 1861. نُقشت صورة واشنطن بواسطة ويليام مارشال الذي استخدمَ صورة جيلبرت ستيوارت غير المكتملة لأول رئيس أمريكي كنموذج.[1]
- صدرت عملة واشنطن فئة 3 سنتات من سلسلة عام 1861 في 19 أغسطس من نفس العام. صُممت الصورة المنقوشة على هيئة تمثال نصفيّ لواشنطن بواسطة جان أنطوان هودون.[6]

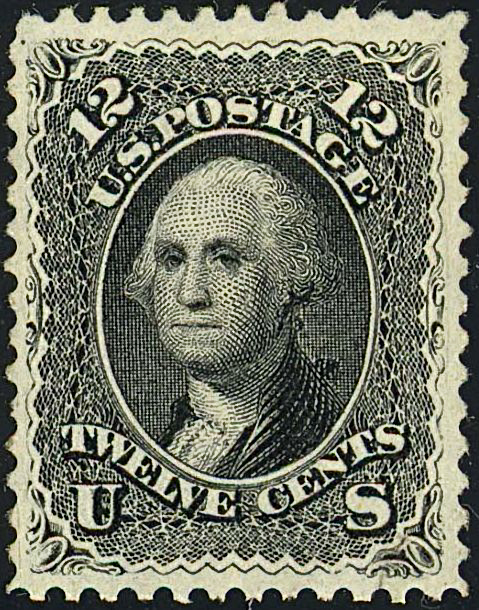
إصدار 1861
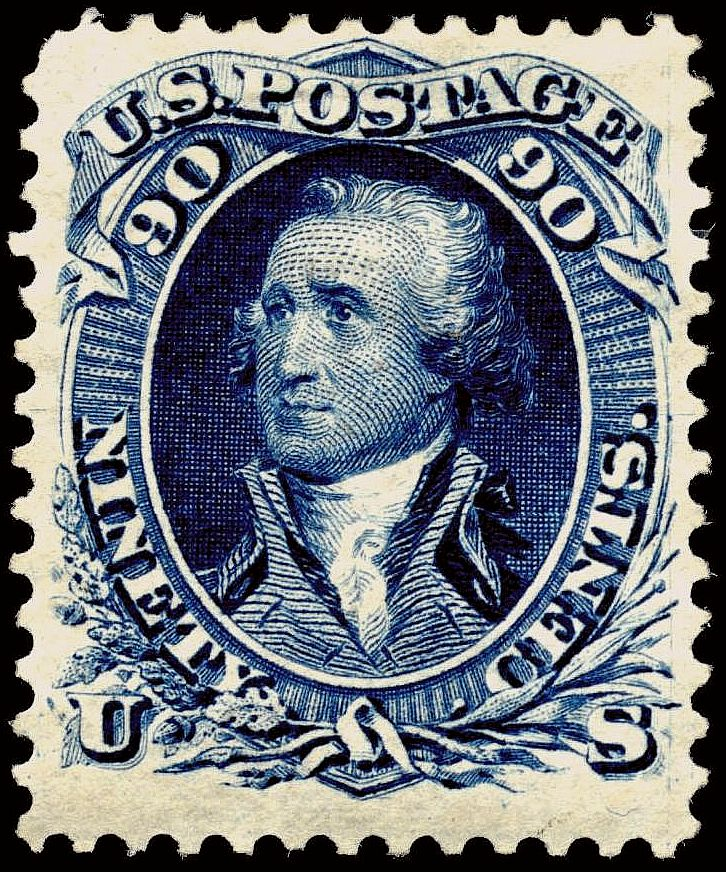
إصدار 1861
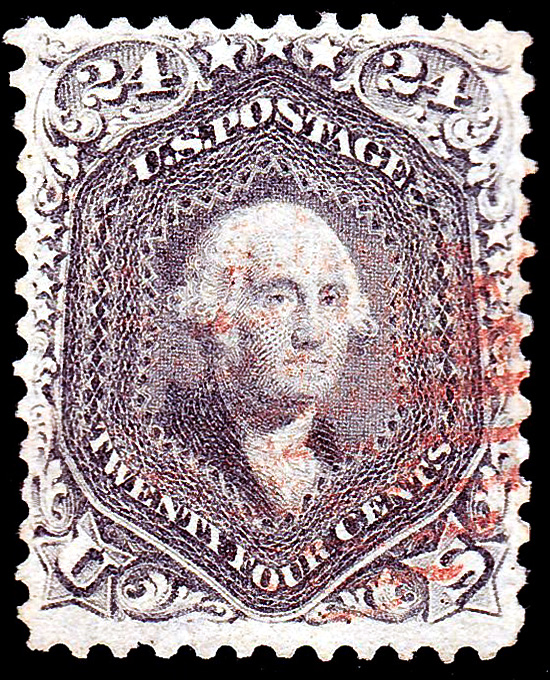
إصدار 1862

- تأسَّست شركة الأوراق المالية الوطنية (بالإنجليزية: National Bank Note Company) في عام 1859، وكان ويليام مارشال من أوائلِ نقّاشي الصُور الذين تم تعيينهم. بحلول أوائل عام 1860، كُلف مارشال بنقشِ صورةِ واشنطن لإصدار عام 1861. تم إرساله إلى بوسطن لاستخدام لوحة جيلبرت ستيوارت لصورة جورج واشنطن كنموذج للنقش الجديد.[7]
- تم إصدار طابع 24 سنتًا باللونِ الأرجواني في 7 يناير 1862. تم أخذ النقش من نفس لوحة جيلبرت ستيوارت، رغم أن الصورة كانت معكوسة. كان النقّاش هو ويليام مارشال، نفس الفنان الذي أنتج طوابع 10 و12 سنتًا من إصدار واشنطن لعام 1861. وكان ويليام دي. نيكولز وسايروس دوران (مخترع الآلة التي كانت تُستخدم لإنتاج النقوش المعقدة باستخدام أدوات المخرطة) هما من نقَشا إطار الطابع.[8]
- تم إصدار طابع واشنطن بقيمة 90 سنتًا في آخر أسبوعين من أغسطس 1861 لعددٍ محدود من مكاتب البريد. وكان أول استخدام معروف للطابع على الرسائل في 27 نوفمبر 1861. أُخذ النقش من نفس صورة جون ترومبول التي استخدمت في إصدار عام 1860.

### بعد الحرب الاهلية
كان انتهاء الحرب الأهلية الأمريكية بمثابة بداية لتغيير موضوعات وتصميم الطوابع الأمريكية. جلبَ انتصارُ الاتحاد معه أفكار القومية الأمريكية بين السكان في جميع أنحاء الشمال ومعظم أنحاء البلاد. كان هذا الشعور الوطني مسؤولاً إلى حد كبير عن ظهورِ شخصيات الحرب الأهلية المختلفة على البريد الأمريكي. حتى عام 1869، وباستثناء بنجامين فرانكلين، كانت صور الرؤساء الأميركيين فقط هي الحاضرة على طوابع البريد الأميركي. في أبريل 1870، ظهرت صور هنري كلاي، ودانييل ويبستر، ووينفيلد سكوت، وألكسندر هاملتون، وأوليفر هازارد بيري على طوابع بريدية جديدة من فئة 12 سنتًا، و15 سنتًا، و24 سنتًا، و30 سنتًا، و90 سنتًا، وفي العام التالي ظهرت صورة إدوين م. ستانتون، وزير الحرب في عهد لنكولن، على طابع بريديّ بقيمة 7 سنتات.
سبعينيات القرن التاسع عشر
طُبعت الطوابع البريدية التي صدرت في الولايات المتحدة خلال هذه الفترة بواسطة شركة الأوراق المالية الوطنية على ورق مُموَّج أبيض. كانت الطبعة الأولى قد صدرت مع "الشبكات" وهي قطع صغيرة في الورق لامتصاص الحبر. تم إصدار الطبعات التالية دون استخدامِ الشبكات. انتهى عقد شركة الأوراق المالية الوطنية في عام 1873، وفازت شركة الأوراق المالية القارّية (بالإنجليزية: Continental Bank Note Company) بالعقد لمواصلة طباعة السلسلة وتولَّت بعضَ القوالب والصفائح التي كانت تستخدمها سابقتها. استخدمت الشركة الجديدة علامات سرية على الطوابع ذات القيمةِ المنخفضة لتمييزِ عملها عن الطباعة الأولى. تم طبع طابع واشنطن الأخضر ذو قيمة 3 سنتات بكميات كبيرة لدرجة أن النماذج التي استخدمت بريديًا لا تزال غير مكلفة حتى اليوم، تتراوح من القروش إلى عدة دولارات، حسب نوع الإلغاء والحالة. (تمت إعادة طباعة النسخة الخضراء مرة أخرى بواسطة شركة الأوراق المالية الوطنية، أيضًا بكميات كبيرة، وتم إصدارها في 16 يوليو 1881). طُبع تصميم واشنطن بقيمة 3 سنتات للمرة الرابعة باللونِ الأحمر في عام 1887. كانت طوابع 3 سنتات تدفع سعر الرسالة المحلية لرسالة بوزن نصف أونصة.
صُممت صورة جورج واشنطن الشخصية الموجودة على إصدارات بريدية مختلفة في أواخر القرن التاسع عشر وأوائل القرن العشرين على غِرار تمثال نصفي لواشنطن بواسطة النحات جان أنطوان هودون. وقد قام العديد من النقاشين للصور الرئاسية على البريد الأمريكيّ بتصميم نقوشهم على غِرار منحوتات هودون.
ثمانينيات القرن التاسع عشر
في عام 1883، خَفضت خدمة البريد رسوم الرسائل من الدرجة الأولى من 3 سنتات إلى 2 سنت لرسالة بوزنِ نصف أوقية تُرسل داخل الولايات المتحدة القارية، وهو ما وافقَ عليه الكونغرس في 3 مارس 1883، ودخلَ حيّز التنفيذ في 1 أكتوبر 1883. أصدرت خدمة البريد على الفور طابع واشنطن بقيمة 2 سنت، حتى تظل صورة أول رئيس للولايات المتحدة حاضرةً في الرسائل الأكثر استخدامًا.
تسعينيات القرن التاسع عشر
طُبعت طوابع البريد خلال تسعينيات القرن التاسع عشر لأول مرة بواسطة شركة العملات الورقية الوطنية في عام 1890 ثم بواسطة مكتب النقش والطباعة في عام 1894. تم إنتاج الصورة لكلا الإصدارين بواسطة نقش تم تصميمه استنادًا إلى تمثال نصفي لواشنطن من صُنع النحات جان أنطوان هودون ‏.

### أوائل القرن العشرين
في بدايةِ القرن العشرين، ظلَّ تصوير جورج واشنطن الأكثر حضورًا على أوجهِ طوابعِ البريدِ الأمريكية. ويأتي بنجامين فرانكلين في المرتبة الثانية (يرجع ذلك جزئيًا إلى أن فرانكلين يتم تصويره على العديد من الفئات في سلسلة واشنطن-فرانكلين بنفس عدد مرات تصوير واشنطن). ومن المُلاحظ أن واشنطن لم يظهر على أي إصدار تذكاريّ حتى عام 1925 (بظهورٍ على طابع بريد يخلِّد ذكرى حدثٍ تاريخيّ آخر).

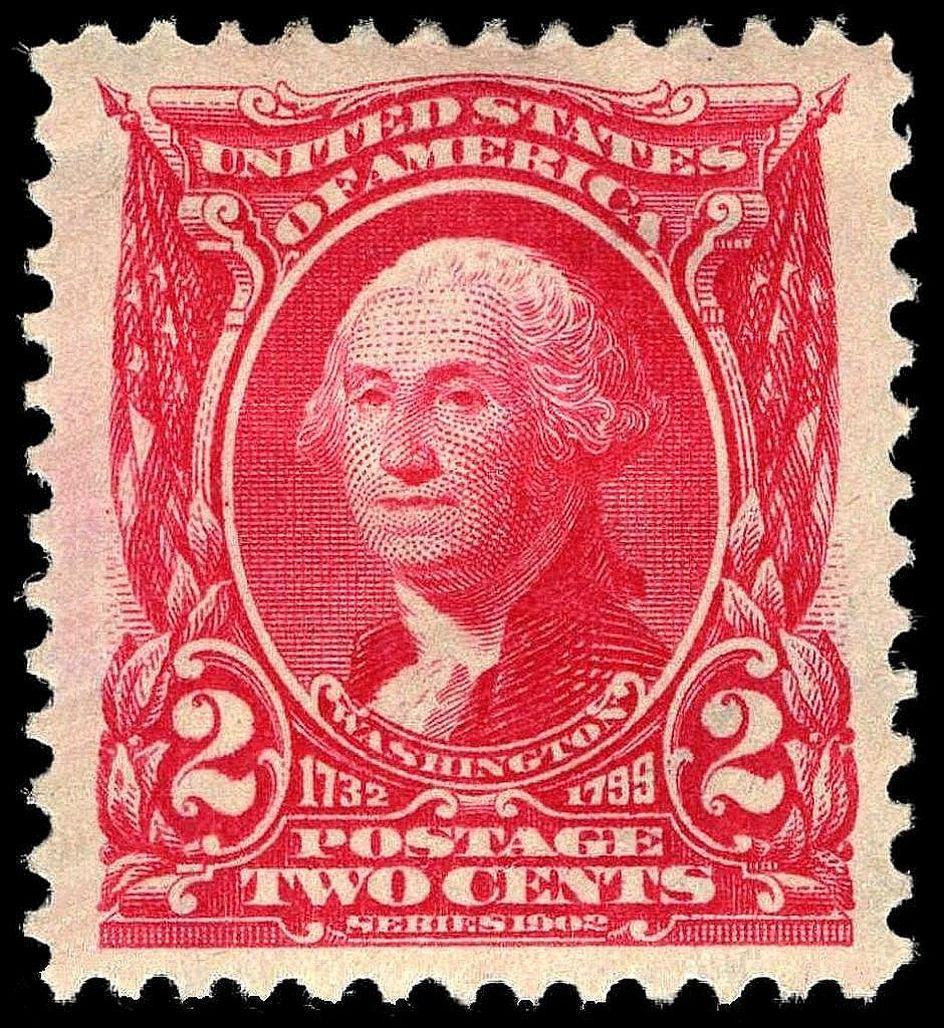
إصدار 1903
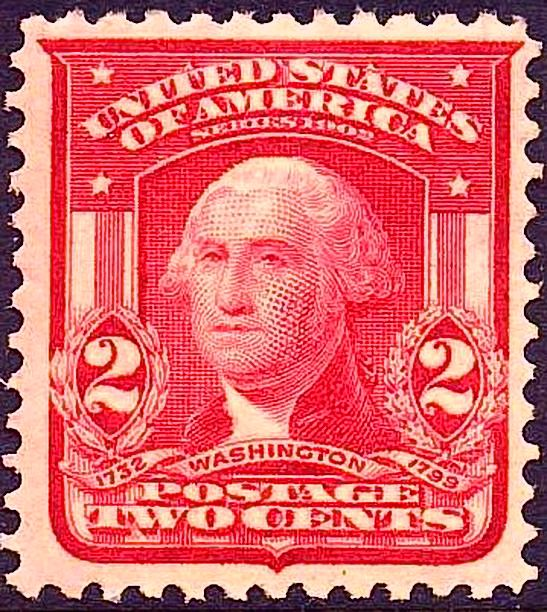
إصدار 1903

- تم إصدار طابع البريد من فئة 2 سنت باللونِ القرمزيّ الأحمر الذي يظهرُ صورةَ جورج واشنطن في 17 يناير 1903. يتضمن الطابعُ نقشة مُستوحاة من لوحة للفنان جيلبرت ستيوارت التي تظهر صورة جانبية لواشنطن من الربع الأيسر. صمَّمه آر. أوسترندر سميث (بالإنجليزية: R. Ostrander Smith). وتُعرف الصورة التي تحملُ العَلمين الأمريكيين باسم "طابع العلم" الخاص بواشنطن. نُقشت صورة واشنطن على يد جورج إف. سي. سميلي (بالإنجليزية: George F. C. Smillie)، الذي نقشَ العديد من الصور للطوابع لصالح مكتب النقش والطباعة.
- في 12 نوفمبر 1903، وبسبب استياءِ الجمهور من طابع البريد 2 سنت "العلم" لواشنطن، أصدرَ مكتب البريد طابعًا جديدًا من فئة 2 سنت يُظهر صورة واشنطن داخل درع مكون من نجوم وخطوط. يُعرف هذا الطابع باسم "طابع واشنطن الدرع" وتم إصداره في 12 نوفمبر 1903. بالإضافة إلى خلفية الدرع، يُحيط بالأرقام على الجانبين أوراق الغار على اليسار وأوراق البلّوط على اليمين، مما يرمزُ إلى دور واشنطن رئيسًا في أوقات السلم وجنرالًا في أوقات الحرب. على عكس طابع 2 سنت الأول من 1903، صُمِّم هذا الطابع بواسطة كلير أوبري هيوستن استنادًا إلى لوحة لجيلبرت ستيوارت. نُقشت صورة واشنطن على يد جورج ف. سي. سميلي. يُعرف طابع "واشنطن الدرع" بتعدّد درجات لونه، حيث تميَّز جامعو الطوابع بأكثر من مئة درجة من الألوان لهذا الإصدار.

### إصدارات واشنطن-فرانكلين

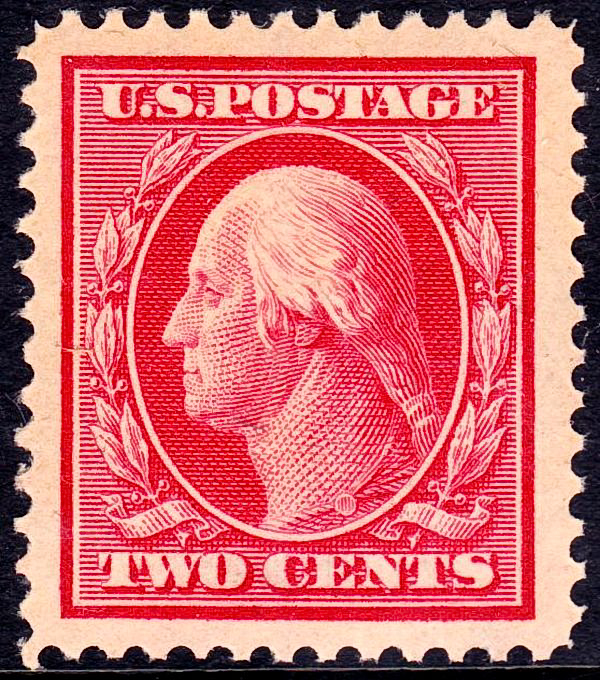
إصدار 1908
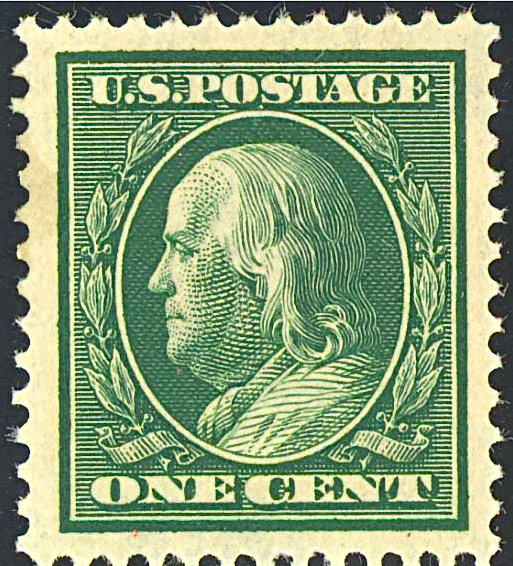
إصدار 1908
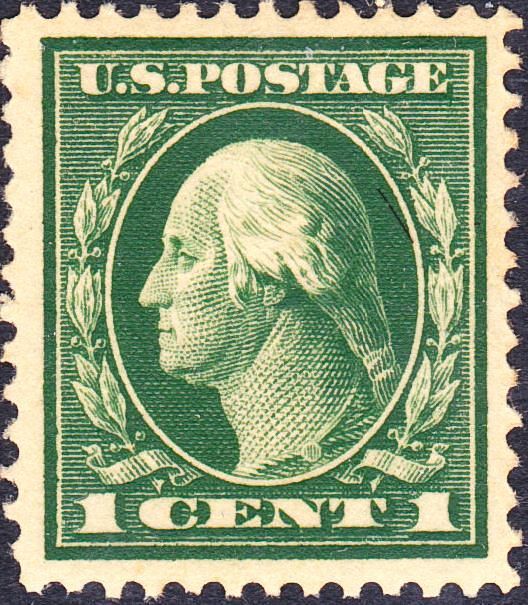
إصدار 1912
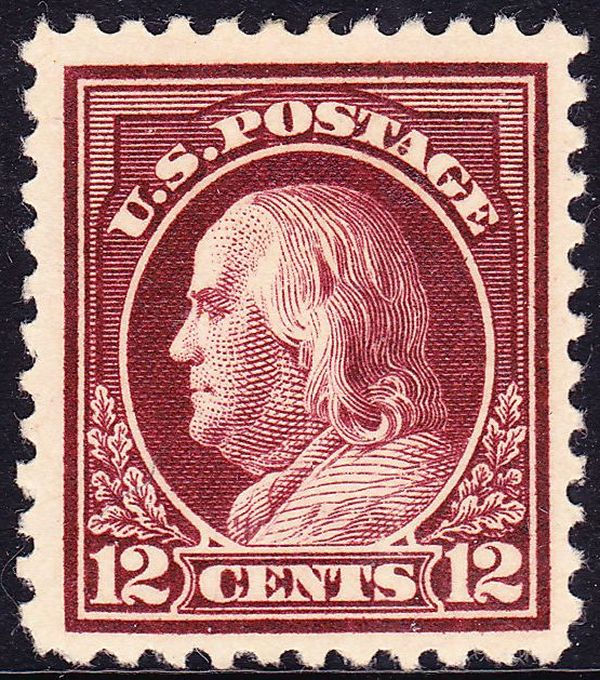
إصدار 1917
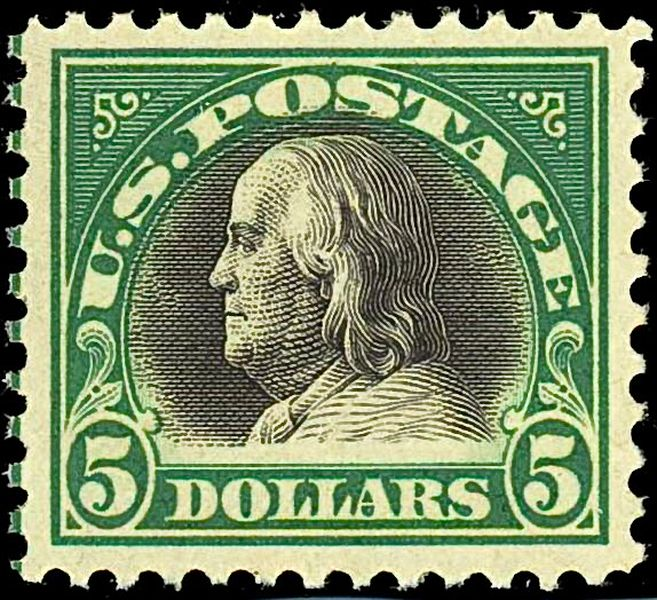
إصدار 1918

كانت إصدارات واشنطن-فرانكلين فريدة من نوعها. بدءًا من عام 1908، أُصدرت طوابع واشنطن-فرانكلين النهائية على مدى اثنيَ عشر عامًا في فئاتٍ تتراوحُ من سنت واحد إلى خمسة دولارات، بألوانٍ مختلفة لكل فئة، وكلها تحملُ نفس الصورة المنقُوشة لواشنطن أو فرانكلين. في حين يظهرُ كل منٍ واشنطن وفرانكلين على قيم 1 سنت، وكلاهما باللونِ الأخضر، إلا أن أحدهما فقط يظهرُ في سلسلة معينة (فرانكلين في الإصدارات حتى عام 1912)، في حين استُخدمت نفس صورة واشنطن في الفئات الحادية عشر المتبقية، والتي تراوحت من سنتين إلى دولار واحد. في الإصداراتِ اللاحقة، كان واشنطن حاضرًا فقط على الفئات السبع بين سنت واحد وسبعة سنتات، وتم تخصيص جميع القيم الأعلى لفرانكلين. صُمم نقش واشنطن على غِرار تمثال نصفي للنحات جان أنطوان هودون.
في الإصدارات المبكرة لطوابع واشنطن-فرانكلين (1908-1911)، كان كل تصميم يتضمَّن زوجًا من أغصان الزيتون تُحيط بأحد الصورتين الجانبيتين. ولكن ابتداءً من عام 1912، كانت إصدارات طوابع رأس فرانكلين تظهر بدلاً من ذلك مع أوراق بلّوط بالقرب من أسفل الإطار البيضاوي في الصورة. تُستخدم أغصان الزيتون وأوراق البلّوط غالبًا كرموز للسلام (أغصان الزيتون) والقوة (أوراق البلّوط)، رغم أنه لم يتم الاعتراف رسميًا بأي دلالة لهذه الرموز في استخداماتها هنا. تم إصدار طوابع واشنطن-فرانكلين بفئات تتراوح من 1 سنت إلى 5 دولارات، حيث تم طباعة كل قيمة باستخدام حبر ملون مختلف. استُخدم النقش لواشنطن أو فرانكلين في خمس موضوعات تصميم أساسية (مثل الإطار، الزخارف، الكتابة) التي تم استخدامها لطباعة أكثر من 250 إصدارًا مختلفًا وفريدًا للطوابع على مدار فترة أربعة عشر عامًا. خلال هذه الفترة، ظهرت سبع سلاسل منفصلة بشكل متتابع، حيث كانت كل سلسلة تختلفُ قليلاً عن سابقتها من حيث الخصائص (مثل نوع الورق، حجم الثقوب، إلخ)، بينما أدخَلت بعض السلاسل فئات مطبوعة بألوان جديدة. تم إنتاج هذه الإصدارات بواسطة مكتب النقش والطباعة في واشنطن العاصمة، وكانت تُطبع عادة باستخدام عملية الطباعة اللوحية، ولكن بعض الإصدارات استُخدمت أيضًا أساليبِ طباعةٍ جديدة وتجريبية أخرى، بما في ذلك استخدام آلة الطباعة الدوّارة. أول طابع بريد واشنطن-فرانكلين تم إصدارهُ كان طابعًا من فئة 2 سنت تم إصداره في 16 نوفمبر 1908. تبعته فئات أخرى بسرعة واستمرت في الظهور خلال سنوات الحرب العالمية الأولى، مع إصدار آخر طابع بريد من طوابع واشنطن-فرانكلين في عام 1923. وبالتالي، استمرت السلسلة لما يقرب من خمسة عشر عامًا، وهو أطول من أي سلسلة طوابع بريدية أمريكية سابقة تم إنتاجها من قبل منظمة طباعة واحدة.
في التاسع والعشرين من يناير 1909، أصدرَ مكتب البريد طابعًا بقيمة دولار واحد يحمل تصوير رأس واشنطن. كان هذا هو آخر طابع بريد من الإصدار الأول لمجموعة واشنطن-فرانكلين. ظلت الطوابع معروضة للبيع في مكاتب البريد لأكثر من ثلاث سنوات قبل استبدالها بطابع يحمل رأس فرانكلين بقيمة دولار واحد في عام 1912. يعتبر طابع الدولار الواحد أعلى فئة تظهر عليها صورة واشنطن في هذه السلسلة. يتم الاحتفاء بفرانكلين على فئات الدولارين والخمسة دولارات.

### الإصدارات التذكارية
حتى نهايةِ الحرب العالمية الأولى، كانت هيئةُ البريد تصدرُ طوابع تذكارية - كقاعدة عامة - لسببٍ واحد فقط: الترويج لمعرض وطنيّ مهم نظَّمته مدينةٌ أمريكية (الاستثناء الوحيد كان إصدار نصب لنكولن التذكاري عام 1909). إن النطاقَ المحدود لموضوعات الطوابع المناسبة لهذه المعارض التجارية لم يترك أي مجال لصورة واشنطن على مثل هذه التذكارات - على الرغم من أنه كان الموضوع الرئيسي للطوابع البريدية الأمريكية النهائية خلال هذه السنوات. ولم يظهر واشنطن للمرة الأولى في إصدار تذكاري إلا بعد إلغاء هذا القيد في عام 1925. كان هذا بعد واحد وعشرين عامًا من سلسلة معرض صفقة لويزيانا، والتي تضمَّنت أول ثلاث احتفالات أمريكية تذكارية لتكريم رؤساء محددين: توماس جيفرسون وجيمس مونرو وويليام ماكينلي.

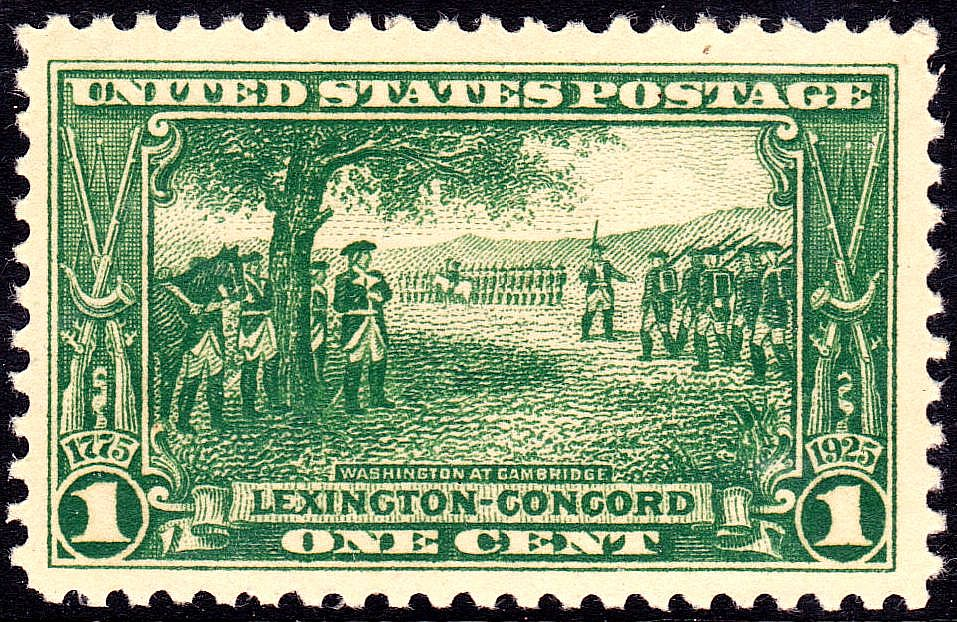
إصدار 1925 (واشنطن في كامبريدج)
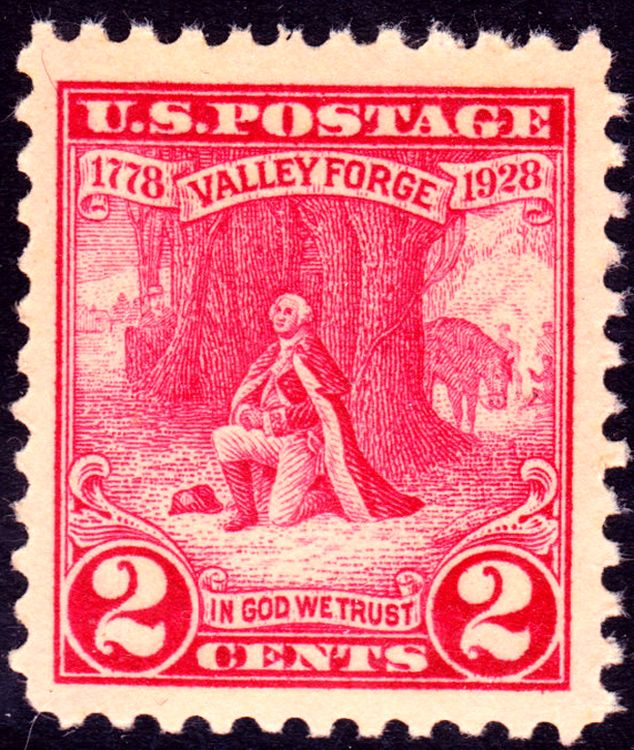
إصدار 1928 (واشنطن يصلي قبل المعركة)
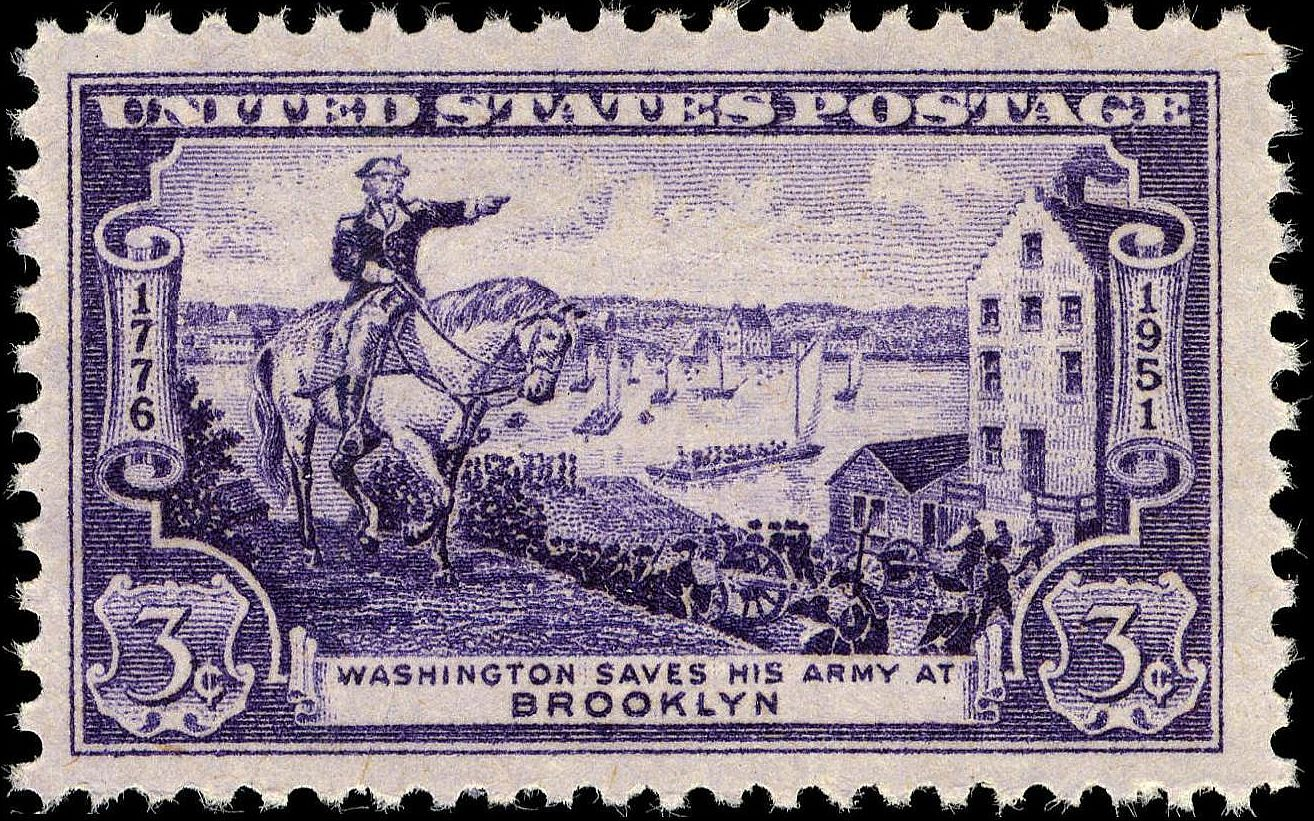
إصدار 1951 (معركة بروكلين)
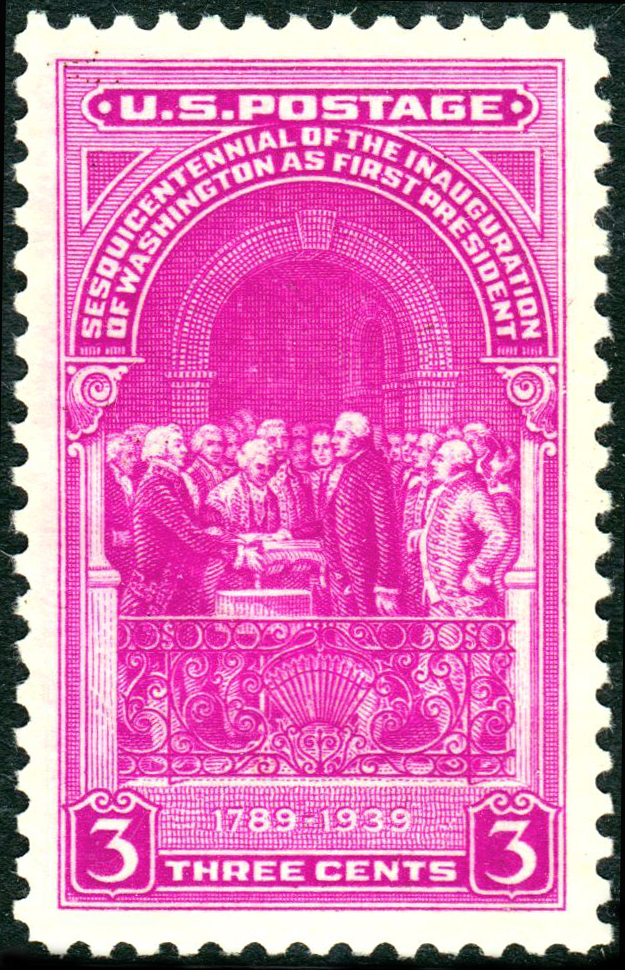
إصدار 1939 (واشنطن يؤدي القسم)

- على طابع البريد بقيمة سنت واحد، والذي يُصِّور معارك ليكسينجتون-كونكورد، يظهر واشنطن وهو يقود قوات ماساتشوستس في كامبريدج ضد الجنرال جايج والقوات البريطانية النظامية. كانت تلك السلسلة هي الأولى من بين العديد من الاحتفالات بالذكرى السنوية المائة والخمسين للأحداث المهمة في الثورة الأمريكية. كما هو الحال مع جميع إصدارات هذه الفترة، تم إنتاج هذه الطوابع بواسطة مكتب النقش والطباعة.

- تم إصدار هذا الطابع البريديّ الأحمر بقيمة 2 سنت في 26 مايو 1928 احتفالاً بالذكرى الـ 150 لمعركة جورج واشنطن في وادي فورج، وتصوّره رَاكعًا مُصليًا قبل المعركة.
- أصدرَ مكتب البريد طابعًا تذكاريًا بقيمة 3 سنتات في العاشر من ديسمبر عام 1951 في بروكلين، نيويورك، لإحياء الذكرى الخامسة والسبعين بعد المئة لمعركة مرتفعات بروكلين. يُصور الطابع إجلاء جنود الجنرال واشنطن من بروكلين في موقع منزل عبّارة فولتون، مع تصوير دقيق للمنزل والعبّارات المسطحة التي كانت تستخدم لعبور نهر إيست.
- في 30 أبريل 1789، أدى الرئيس واشنطن اليمين الدستورية كرئيس للولايات المتحدة. وفي الذكرى المائة والخمسين لتوليه منصبه، في 30 أبريل 1939، أصدرَ مكتب البريد طابعًا تذكاريًا بقيمة 3 سنتات احتفالًا بهذا الحدث. يصور النقشُ واشنطن واقفًا في شُرفة القاعة الفيدرالية في نيويورك وهو يتلُو قسمَ توليه منصبه.[3]

### الذكرى المئوية الثانية لواشنطن
في الأول من يناير عام 1932، وبمناسبة الذكرى المئوية الثانية لميلاد جورج واشنطن، أصدرت خدمة البريد الأمريكية سلسلة طوابع واشنطن التذكارية، وهي سلسلة مكونة من اثني عشر طابعًا بريديًا، كل منها يحمل صورة مختلفة لواشنطن. كان كل نقش مصممًا استنادًا إلى لوحة مختلفة من فنان أمريكي من الرُوَّاد، وتُظهر الصور واشنطن في فترات مختلفة من حياته. وغالبًا ما تظهر النقوش لواشنطن ملفه الشخصي. في سلسلة الذكرى المئويتين لعام 1932، هناك إصداران يظهرُ فيهما واشنطن بجانب وجهه، أحدهما مائلٌ لليسار والآخر لليمين.
كانت إصدارات الذكرى المئوية الثانية لواشنطن لعام 1932 أول طوابع بريدية تذكارية تُصدرها هيئة البريد لتكريم وتصوير جورج واشنطن بمفرده (وليس مع أشخاص أو أماكن أو أحداث أخرى كما هو الحال مع الطوابع التذكارية الثلاثة التي تحمل صورة واشنطن والتي صدرت قبل 1932). تم إنتاج 4.2 مليار نسخة من قيمة واشنطن 2 سنت في هذه السلسلة، وهو إجمالي يظلّ أكبر طباعة للطوابع من إصدارٍ واحد يحدث على الإطلاق في تاريخ البريد الأمريكي. صُممت السلسلة من قبل مُصممي مکتب النقش والطباعة كلير أوبري هيوستن وألفين ميسنر (بالإنجليزية: Alvin Meissner). تعرضُ القيم السعرية من ½ سنت إلى 10 سنت صورًا لواشنطن مستوحاة من لوحات أو نقوش أو تماثيل تمّت خلال حياته. صمَّم هيوستن سبعةَ طوابع من السلسلة: الطوابع بقيمة ½ سنت، 1½ سنت، 2 سنت، 3 سنت، 6 سنت، 8 سنت و9 سنت؛ بينما صمَّمَميسنر الطوابع الخمسة المتبقية.

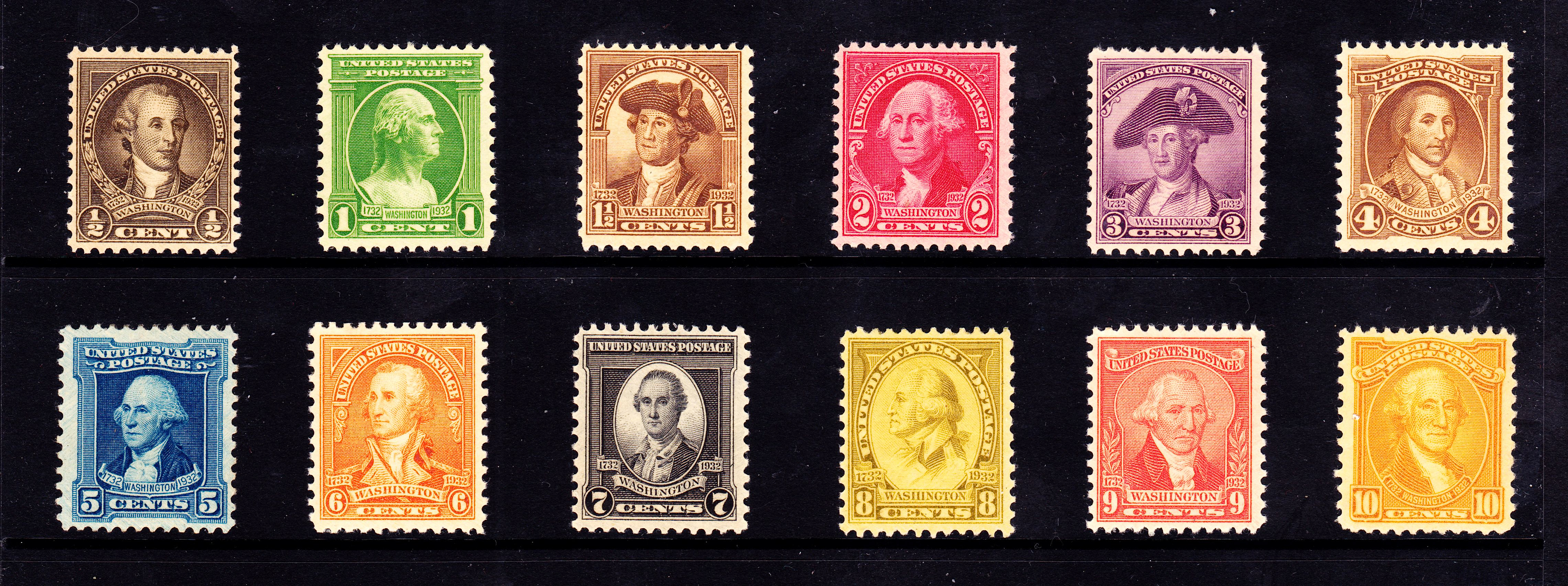
إصدارات الذكرى المئوية الثانية لواشنطن - 1932

### منتصف القرن العشرين

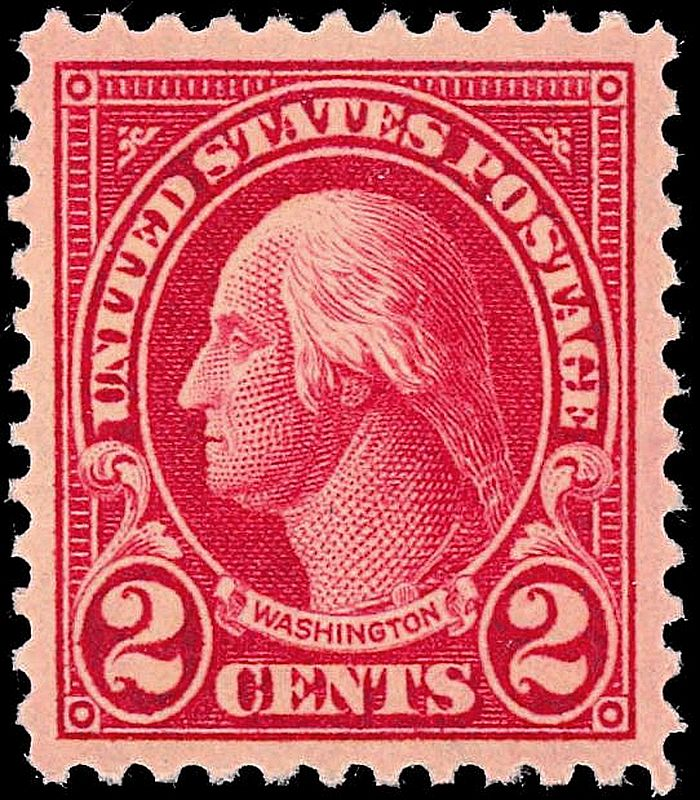
إصدار 1923
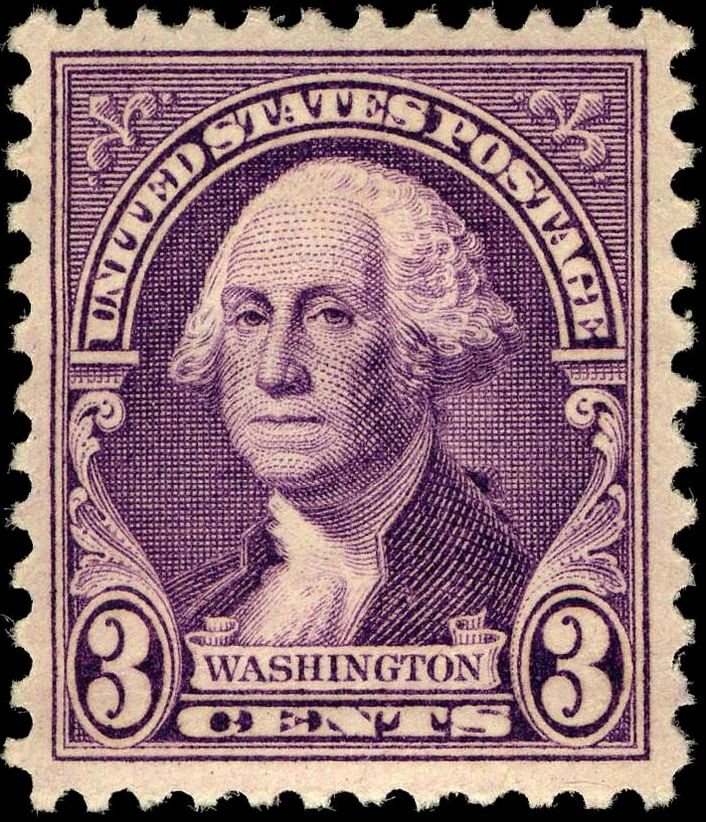
إصدار 1932
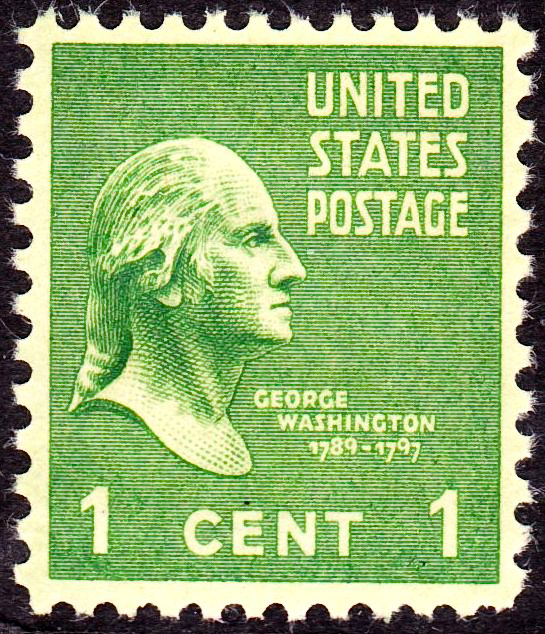
إصدار 1938

- في 15 يناير 1923، أصدرت خدمة البريد طابع بريد جديد بقيمة 2 سنت باللونِ الأحمر يحمل صورة جورج واشنطن كجزء من السلسلة النهائية الجديدة، مما استمر في تقليد تكريم واشنطن في الطوابع المستخدمة في البريد اليومي. تم استخدام نقشة موجودة لواشنطن كانت قد أُعِّدت للاستخدام في إصدارات واشنطن-فرانكلين. هذه النَقشة، التي قام بها ماركوس بالدوين، كانت مُستوحاة من تمثال نصفي صنعه كلارك ميلز في عام 1853، والذي كان بدوره استنساخاً لتمثال نصفي نحتته جان أنطوان هودون في منزل واشنطن في ماونت فيرنون عام 1785. قامَ كلير أوبري هيوستن بتصميم إطار الطابع، الذي تم نقشه بواسطة إدوارد إم. هول (بالإنجليزية: Edward M. Hall) ويواكيم سي. بنزينج (بالإنجليزية: Joachim C. Benzing).
- بعد الإعلان عن زيادة سعر الرسائل العادية من 2 سنت إلى 3 سنت في عام 1932، اتخذت خدمة البريد خطوات لضمان عدم حرمان الجمهور من طابع واشنطن النهائي لمراسلاتهم اليومية، وهو تقليد يعود إلى أكثر من ستين عامًا. بدلاً من تحويل طابع واشنطن النهائي لعام 1923 إلى السعر الجديد، قامت خدمة البريد بإعادة تصميم طابع واشنطن الذي يحيي الذكرى المئوية الثانية ليصبح طابعًا بقيمة 3 سنت للطوابع العادية، مع إزالة أبرز ميزة تذكارية في التصميم الأصلي: الأشرطة التي تحمل تاريخَي الميلاد والوفاة اللذين كانا يُحيطان بالصورة. ظهرَ هذا الإصدار في 15 يونيو 1932، أي قبل ثلاثة أسابيع من دخول الزيادة حيز التنفيذ.[18]
- في 25 أبريل 1938، أصدرت خدمة البريد طابع بريد أخضر بقيمة 1 سنت يحمل صورة جورج واشنطن. كان هذا أول طابع من سلسلة طوابع "الرؤساء" لعام 1938، وهي سلسلة ضمَّت صور جميع الرؤساء المتوفين بالترتيب العددي، وبالتالي كانت بمثابة انقطاع عن التقليد الطويل المتمثل في تخصيص طابع الرسائل العادية النهائي لواشنطن. بدلاً من ذلك، شهد هذا الإصدار من طابع واشنطن استخدامه في البريد العادي من بطاقات بريدية ورسائل حتى أواخر الخمسينات. كانت سلسلةُ طوابع "الرؤساء" لعام 1938 فكرة من فرانكلين روزفلت. كان روزفلت جامع طوابع، واقترح مجموعة من الطوابع تكريمًا للرؤساء الأمريكيين السابقين. في عام 1937، وبعد نقاش طويل، تم إصدار سلسلة جديدة من الطوابع باستخدام أفكار روزفلت. تم تنظيم مسابقة وطنية، حيث تم تقديم أكثر من 1200 مشاركة، وتم اختيار تصميم الطابع الخاص بواشنطن من تصميم الشابة إلين راولينسون، وهي طالبة فنون من نيويورك.[2]

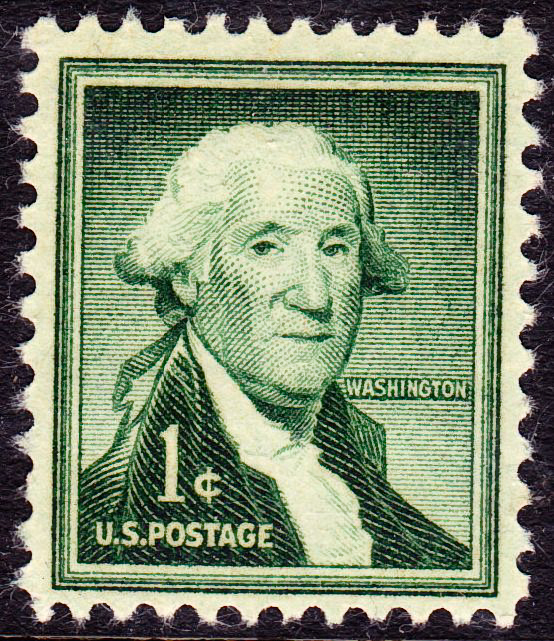
إصدار 1954
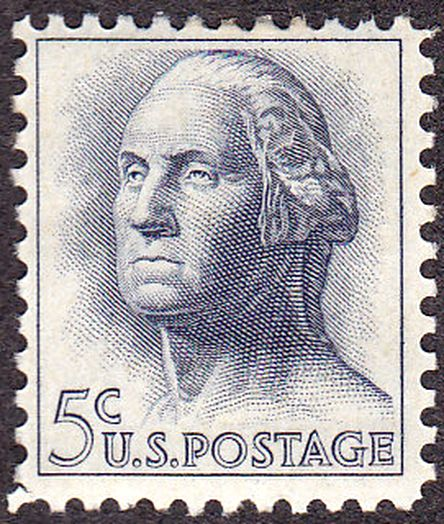
إصدار 1962
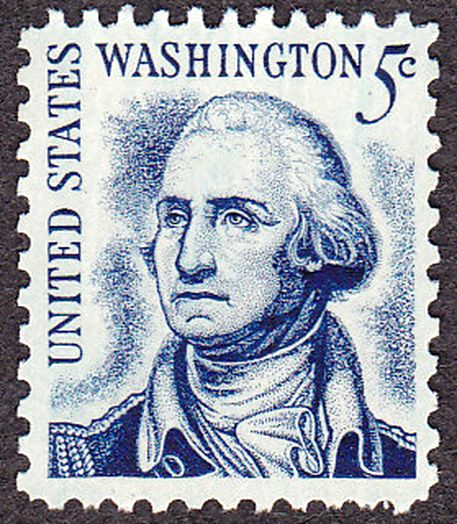
إصدار 1966

- أصدرَ مكتب البريد طابع واشنطن بقيمة سنت واحد في 26 أغسطس 1954، في شيكاغو، إلينوي. تم نقش صورة جورج واشنطن استنادًا إلى صورة شخصية للرسام جيلبرت ستيوارت (1755-1828). تم تصميمه من قبل تشارلز ر. تشيكرينغ، الذي أنتج رسوماته الخاصة من صورة فوتوغرافية حصل عليها من المعرض الوطني. تم نقش صورة واشنطن بواسطة ريتشارد م. باور من مكتب النقش والطباعة.
- في 23 نوفمبر 1962، أصدرَ مكتب البريد طابع واشنطن بقيمة 5 سنتات، والذي تم إصداره لأول مرة من خلال مكتب بريد مدينة نيويورك، نيويورك. صُمِّم نقش واشنطن على يد ويليام شراج (بالإنجليزية: William Schrage)، مثل العديد من النقوش الأخرى لهذا الرئيس، على أساس تمثال نصفي لواشنطن تم نحته في عام 1785 على يد جان هودون.
- في 22 فبراير 1966، أصدرَ مكتب البريد طابع واشنطن الأزرق بقيمة 5 سنتات. قام بيل هايد بتصميم الطابع على غِرار صورة للرسام رامبرانت بيل. وقد وصف النقاد مظهر واشنطن على هذه الطوابع بأنه "مليء بالثقوب" وغير مهذّب، وقد صدرت نسخة أعيد نقشها بشكل أكثر سلاسة في 17 نوفمبر 1967.[19]

### الإصدارات الحديثة
في السنوات الأخيرة، ظهر واشنطن بوتيرةٍ أقلّ على الطوابع مقارنةً بما كان عليه الحال خلال القرن التاسع عشر وأوائل القرن العشرين.
في الذكرى الـ250 لميلاد جورج واشنطن، تم إصدار طابع تذكاري بقيمة 20 سنتًا في 22 فبراير 1982، في ماونت فيرنون، فيرجينيا. قام المصمَّمَمارك إنجليش، من مدينة كانساس بولاية ميزوري بإنجاز التصميم. وأصدرت هيئة البريد طابعًا في 16 أبريل 1984، احتفالًا بالذكرى الخمسين للأرشيف الوطني، وتضمَّن الطابعُ صورًا ظلّية لواشنطن وأبراهام لنكولن في التصميم. كما يظهر واشنطن أيضًا في إصدار الطوابع الرئاسية أميريبكس (بالإنجليزية: AMERIPEX) الذي صدر عام 1986.
في 19 أغسطس 1994، أصدرَ مكتب البريد طابعًا بقيمة 5 دولارات يحمل اسم واشنطن جاكسون في بيتسبرغ، بنسلفانيا، في المعرض السنوي للطوابع الذي أقامته الجمعية الأمريكية لهواة جمع الطوابع. صُمم الطابع على غِرار تصميم عام 1869 من قبل شركة الأوراق المالية الوطنية، والذي تم إعداده في الأصل ولكن لم يتم استخدامه مطلقًا لسلسلة البريد لعام 1869. تتميز الصورة المركزية أو المقطع الصغير بصورة لجورج واشنطن وأندرو جاكسون. نُقشت صور واشنطن وجاكسون من خلال عملية النقش الغائر وتم إصدارها في أوراق صغيرة من عشرين طابعًا.
في عام 2001، ظهر واشنطن على طابعٍ بريديّ أحمر-بني بقيمة 20 سنتًا، وتم استخدام نفس صورة واشنطن في ذلك العام على طابعٍ بريديّ بقيمة 23 سنتًا باللونِ الأخضر الداكن.
تم إصدار طابع القلب الأرجواني (مستوحى من وسام القلب الأرجواني الذي أطلقه واشنطن في 1782) لأول مرة في عام 2003 بفئة 37 سنتًا. أعيد إصداره لاحقًا في عام 2006 كطابع بقيمة 39 سنتًا، وفي عام 2007 كطابع بقيمة 41 سنتًا، وفي عام 2008 كطابع بقيمة 42 سنتًا، وفي 28 أبريل 2009 كطابع بقيمة 44 سنتًا. وأُصدر مرة أخرى في 5 مايو 2011.
في 11 أبريل 2011، أصدرت هيئة البريد طابعًا بقيمة 20 سنتًا يحمل صورة ملونة لواشنطن وهي الصورة الشهيرة التي رسمها الفنان جيلبرت ستيوارت.

## جون آدامز

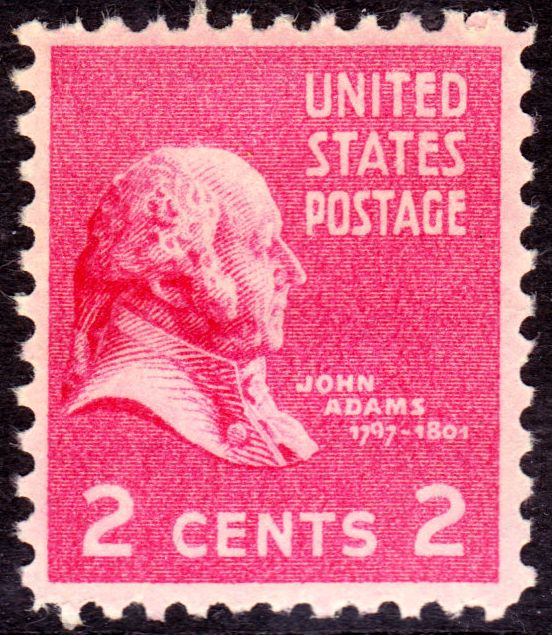
إصدار 1938

جون آدامز (30 أكتوبر 1735 - 4 يوليو 1826)، الرئيس الثاني للولايات المتحدة، تولّى المنصب من عام 1797 إلى عام 1801.
يظهر آدامز في طابع بقيمة 2 سنت ضمن سلسلة الإصدارات الرئاسية الصادرة في 3 يونيو 1938. اعتمد نموذجُ التصميم على تمثال آدمز النصفيّ المصنوع من الرخام والذي صَنعه دانيال تشيستر فرينش عام 1889.
يظهر آدامز أيضًا في الإصدار الرئاسي أميريبكس (بالإنجليزية: AMERIPEX) لعام 1986.

## توماس جيفرسون
توماس جيفرسون (13 أبريل 1743 - 4 يوليو 1826)، الرئيس الثالث للولايات المتحدة، تولّى المنصب من عام 1801 إلى عام 1809.

تم تصوير وجه توماس جيفرسون على وجهِ إصدارات البريد المختلفة على مر السنين. أُصدرَ أول طابع بريديّ يُصور جيفرسون في عام 1856، بعد تسع سنوات من إصدار مكتب البريد أول طابعين بريديين يُصوران واشنطن وفرانكلين في عام 1847. (قبل ذلك الوقت، كانت الأختام اليدوية تُستخدم لتأكيد دفع البريد). وعلى الرغم من أن جيفرسون يتمتع بشهرةٍ وشعبيةٍ تُقاربُ جورج واشنطن، إلا أنه يظهرُ على الطوابع البريدية الأمريكية بوتيرةٍ أقل، وبخلاف ظهوره في سلسلة واشنطن وفرانكلين، يظهرُ جيفرسون فقط على إصدارين تذكاريين آخرين، أحدهما في عام 1904، والآخر إصدار AMERIPEX الرئاسي لعام 1986. أما بقيّة صوره فتقتصر على الإصدارات العادية.

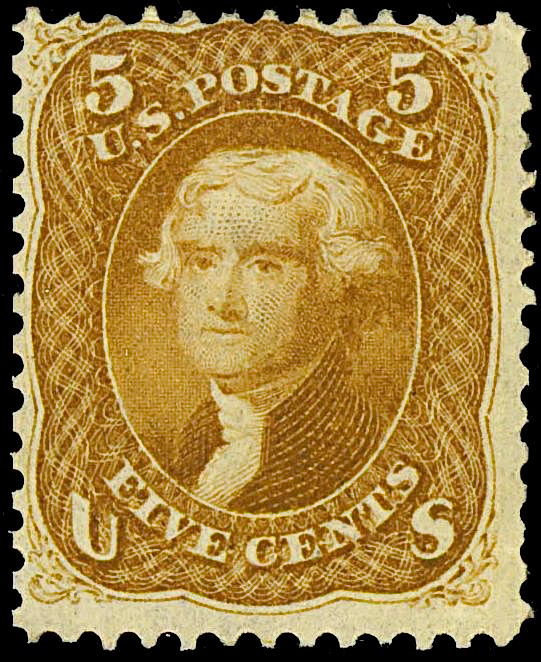
إصدار 1861
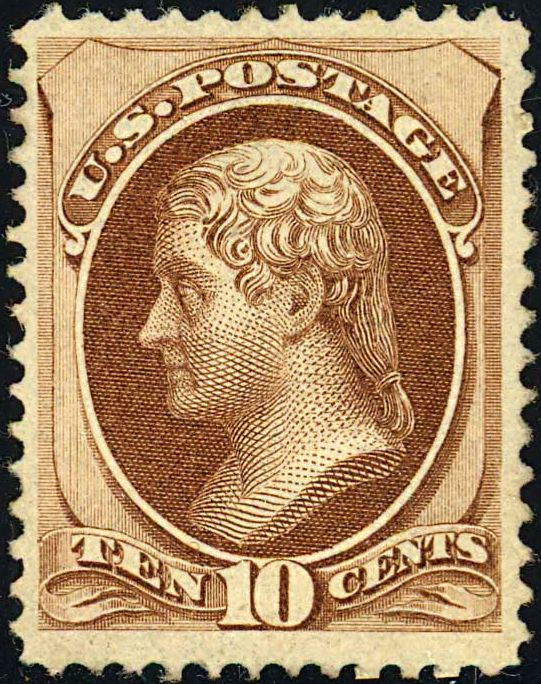
إصدار 1870
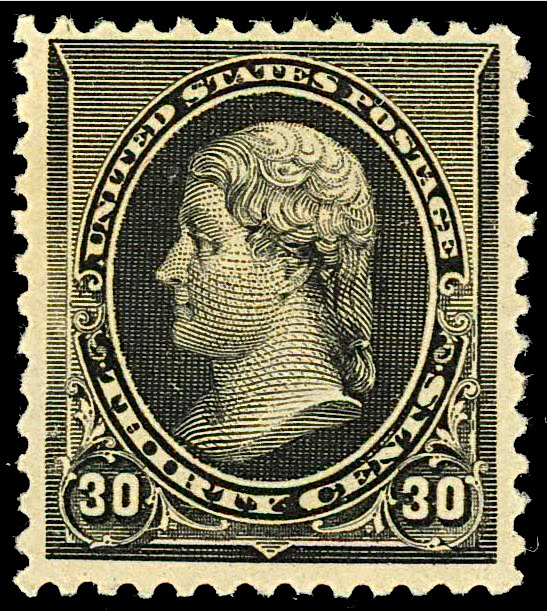
إصدار 1890
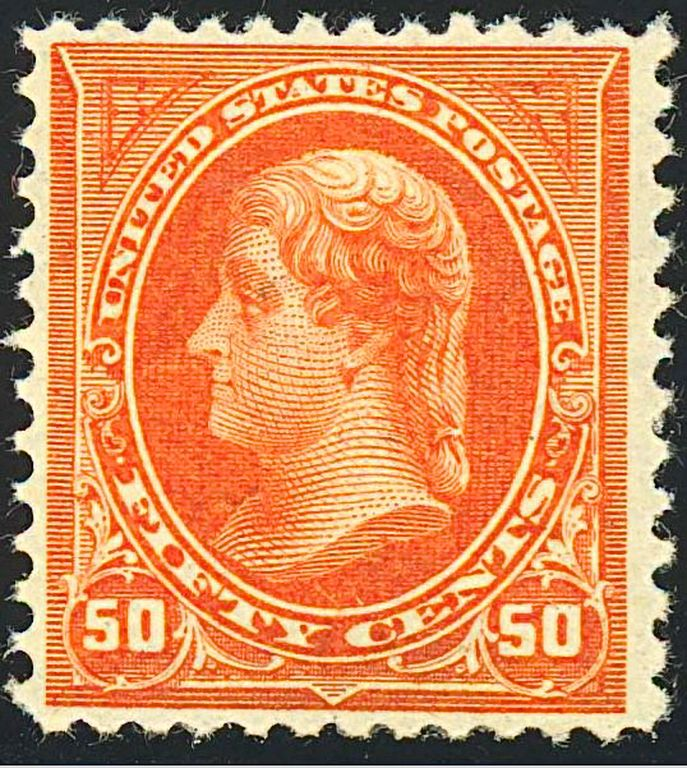
إصدار 1894

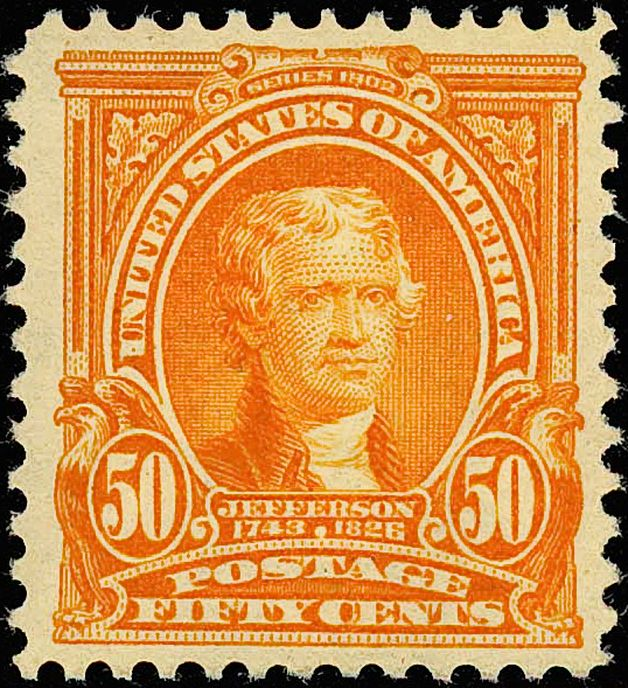
في 19 أغسطس 1861، وبينما كانت الحرب الأهلية تعصف بفيرجينيا ومناطق أخرى، أصدرَ مكتبُ البريد طابعًا بريديًا بقيمة 5 سنتات بلون أصفر-بنيّ لتكريم توماس جيفرسون. صُمِّم النقشُ المستخدم لإنتاج الصورة بناءً على لوحة رسمها جيلبرت ستيوارت. وكان النقَّاشُ الذي صمَّمَ هذا الإصدار هو ويليام مارشال، الذي قام أيضًا بنقش صورة واشنطن لعدة إصدارات خلال تلك الفترة.[1] ويأتي إصدارُ جيفرسون ذاكَ بعدّةِ درجات مميزة من اللون البنيّ. وأُعيد طباعة هذه الصورة مرة أخرى في 3 فبراير 1863 بلون بنيّ داكن. وفي عام 1861 أيضًا، أصبحَ جيفرسون أول رئيس أمريكي يظهر على طابع كونفدرالي: طابع بقيمة 10 سنتات باللون الأزرق، أُعيد إصداره في عام 1862 بلون ورديّ.
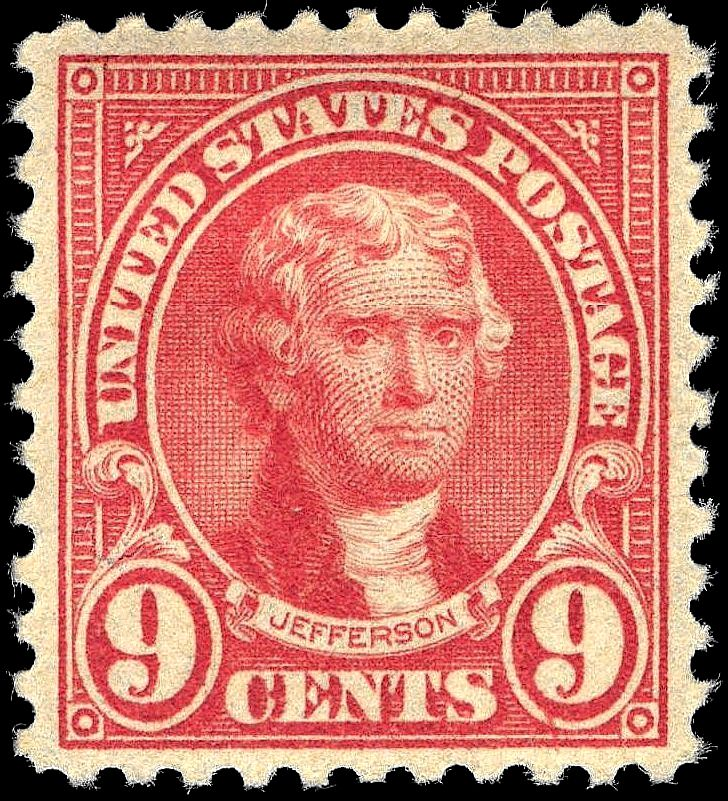
في 12 أبريل 1870، صدرَ الطابع الثالث الذي يكرم توماس جيفرسون عن مكتب البريد. كانت قيمة هذا الطابع 10 سنتات وطُبعَ بواسطة شركة الأوراق المالية الوطنية في عام 1859، كلَّفت الحكومة الأمريكية النحات هيرام باورز بصنع تمثالين بالحجم الطبيعي من الرخام لوضعهما في مبنى الكابيتول. كان أحدهما لبنجامين فرانكلين والآخر لتوماس جيفرسون، الذي اكتمل في عام 1863. واستخدم باورز هذا التمثال كنموذج لتصميم نقش جيفرسون على الطابع بقيمة 10 سنتات في إصدار عام 1870.
- في 22 فبراير 1890، صدرَ مكتب البريد طابع بريد بقيمة 30 سنتًا تكريمًا لتوماس جيفرسون مرة أخرى. قام النقاش والفنان ألفريد جونز (1819-1900) بإنشاء صورة جيفرسون التي تظهر على هذا الإصدار. اشتهرَ جونز بلوحاته المنقوشة ومشاهده التاريخية أثناء عمله في شركة الأوراق المالية الأمريكية.
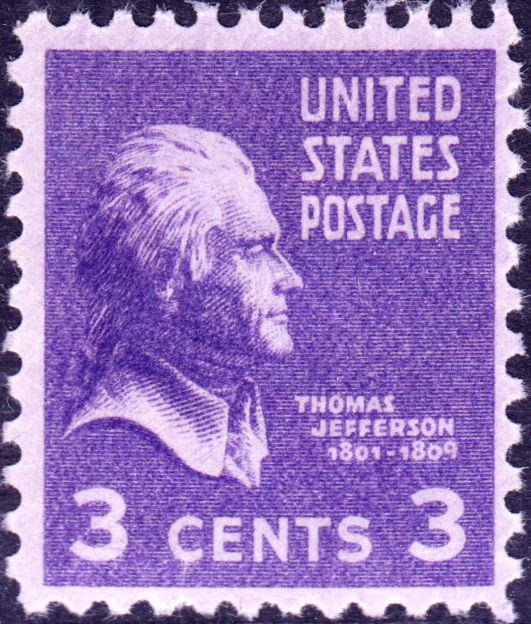
في 1 نوفمبر 1894، صدرَ أول طابع بريدي بقيمة 50 سنتًا كجزء من سلسلة الطوابع الرسمية الأولى التي طبعها مكتب النقش والطباعة. استندَ تصميمه إلى تصميم إصدار بقيمة 30 سنتًا باللون الأسود يعود إلى عام 1890، واستخدمَ نفس صورة جيفرسون المنقوشة التي قام بها ألفريد جونز. وبرغم أن التصميم متشابه معه إلى حد كبير، إلا أنه يمكن تمييزه بسهولة عبر لونه البرتقاليّ والمثلثات الموجودة في الزوايا العلوية.  - إصدار 1903 - إصدار 1923 - إصدار 1938
- صدرَ الطابع الثاني بقيمة 50 سنتًا باللون البرتقالي الذي يصوّر جيفرسون في 23 مارس 1903. صُمم الطابع بواسطة ر. أوستراندير سميث (بالإنجليزية: R. Ostrander Smith)، مستندًا إلى لوحة لجيفرسون رسمها جيلبرت ستيوارت عام 1805. ونُقشت صورة جيفرسون بواسطة جورج إف. سي. سميلي (بالإنجليزية: George F. C. Simille).
- عاد جيفرسون للظهور على الطوابع البريدية الأمريكية في السلسلة الرسمية التالية (1923)، حيث تم تصويره على طابع بقيمة تسعة سنتات من تصميم كلير أوبري هيوستن. أعاد هيوستن استخدامَ النقشِ الذي صممه جورج إف. سي. سميلي لجيفرسون، والذي كان قد ظهرَ سابقًا على الطابع بقيمة سنتين من سلسلة معرض صفقة شراء لويزيانا لعام 1904. (كان النموذج المستخدم في نقش سميلي لوحة لجيفرسون رسمها جيلبرت ستيوارت عام 1805). نُقِل نقش سميلي إلى قالب جديد واستُعيد بواسطة نقاشي المكتب جون إيسلر وليو كوفمان لاستخدامه في إصدار جيفرسون لعام 1923.
- ظهرَ جيفرسون على طابع بقيمة ثلاثة سنتات ضمن سلسلة الرؤساء لعام 1938، والتي كانت تُستخدم لتغطية رسوم الرسائل العادية. كانت هذه أول سلسلة طوابع رسمية أمريكية تُصمم لتضع رئيسًا غير واشنطن على طابعٍ مخصصٍ لفئة الرسائل العادية.[25]

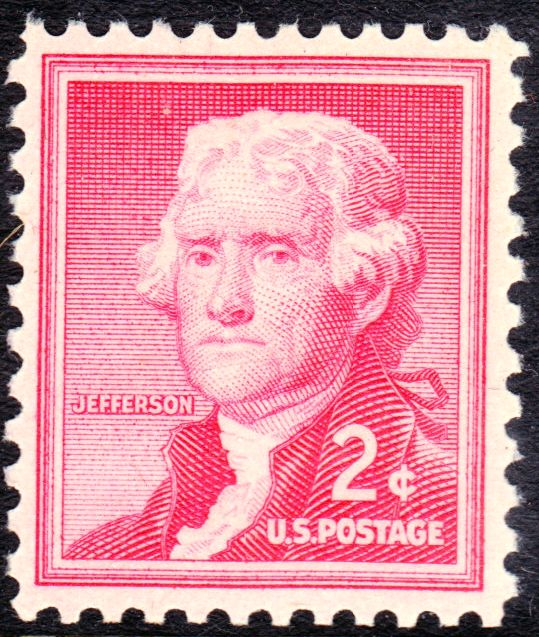
إصدار 1954
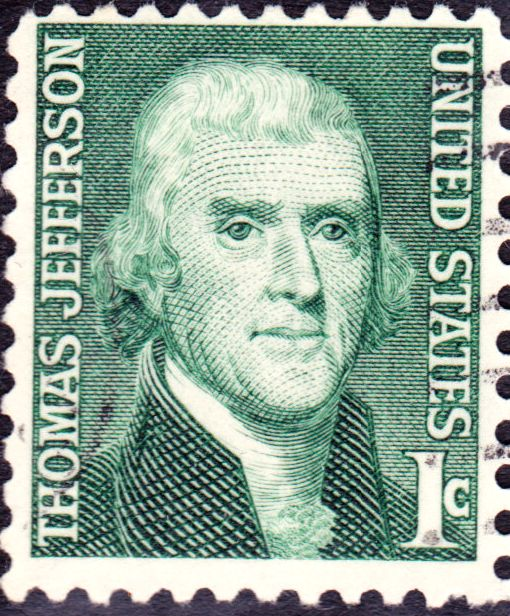
إصدار 1968

- في 15 سبتمبر 1954، طابع جيفرسون بقيمة 2 سنت من سلسلة الحرية في سان فرانسيسكو، كاليفورنيا. صادفَ أن رسوم إرسال البطاقات البريدية ارتفعت إلى 2 سنت في نفس يوم إصدار هذا الطابع، مما جعله شائعَ الاستخدام في البريد. أًخذ نقش جيفرسون من لوحة رسمها جيلبرت ستيوارت، المعروضة حاليًا في متحف كلية بودوين للفنون في برونزويك، ماين.
- في 12 يناير 1968، صدرَ طابع بقيمة 1 سنت باللون الأخضر في جيفرسونفيل، إنديانا. صُمم هذا الإصدار بواسطة روبرت جيسمان (بالإنجليزية: Robert Geissmann)، مستندًا إلى لوحة لجيفرسون رسمها رامبرانت بيل عام 1800. قام إدوارد آر. فيلفر (بالإنجليزية: Edward R. Felver) بنقش صورة جيفرسون.[26]
- في 13 أبريل 1993، أصدرَ مكتب البريد طابعًا بقيمة 29 سنتًا يصور توماس جيفرسون في شارلوتسفيل، فرجينيا. يحتوي نقش الطابع على صورة لجيفرسون وهو جزء من سلسلة "الأمريكيون العظماء". صُمِّم الطابع بواسطة كريستوفر كال (بالإنجليزية: Christopher Calle)، بينما تم نقش القالب الخاص بالطابع بواسطة شركة ستامب فينتشرز (بالإنجليزية: Stamp Venturers, Inc.).

### الإصدارات التذكارية
ظهر توماس جيفرسون فقط على إصدارَين تذكاريَين أمريكيين، كان الأول قد صدر في عام 1904 وكان واحدًا من أولى الإصدارات التذكارية الثلاثة التي كرّمت رؤساء الولايات المتحدة (إلى جانب مونرو وماكينلي).

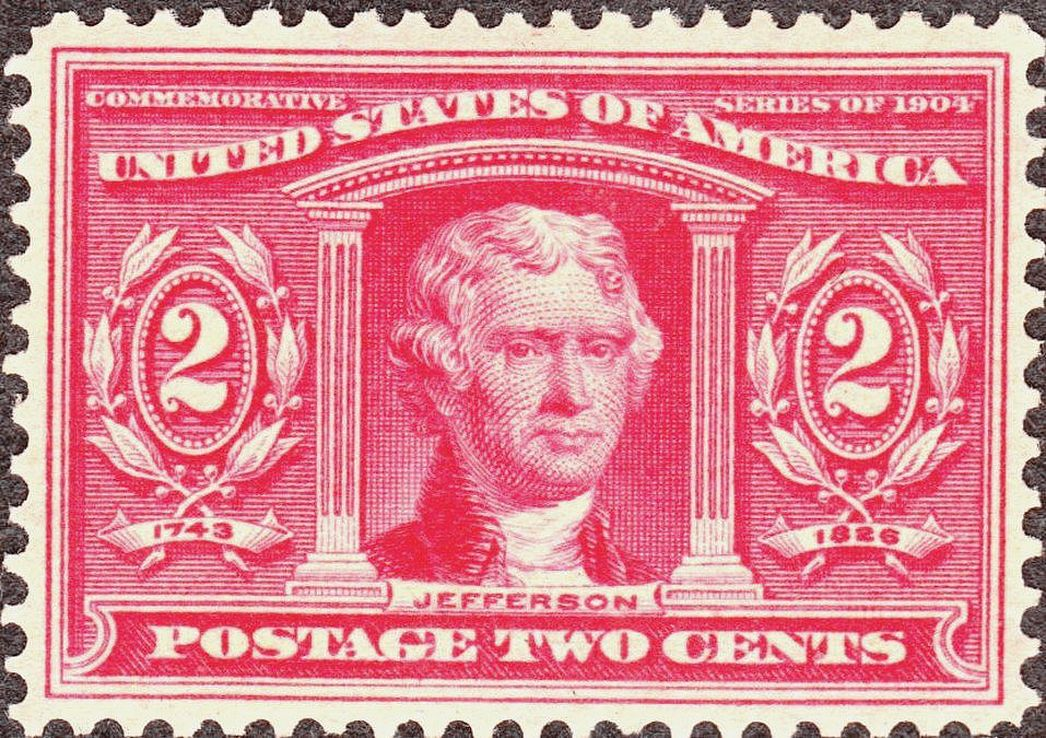
ضمن مجموعة الطوابع التذكارية الرئاسية الأولى: طابع لتوماس جيفرسون بمناسبة معرض صفقة شراء لويزيانا (1904)

- كان أول طابع تذكاري يصور جيفرسون هو إصدار معرض صفقة لويزيانا (في ذكرى صفقة لويزيانا) بقيمة 2 سنت في عام 1904.[27]
- الإصدار الوحيد الآخر لتكريم جيفرسون حتى الآن هو إصدار رئاسي تذكاري بقيمة 22 سنتًا ضمن سلسلة أميريبكس والذي صدرَ في عام 1986.

## جيمس ماديسون
جيمس ماديسون الابن (16 مارس 1751 - 28 يونيو 1836) رابع رئيس للولايات المتحدة من 1809 – 1817.

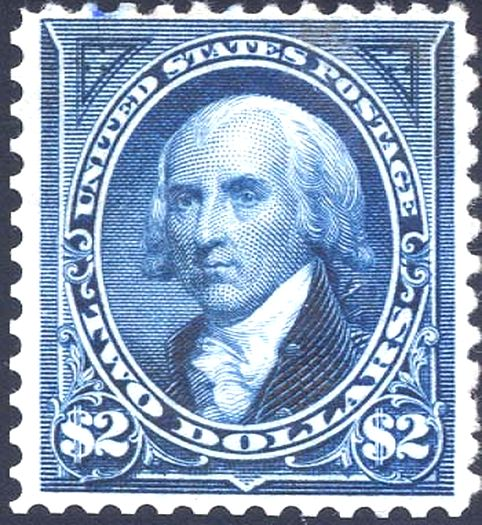
1894
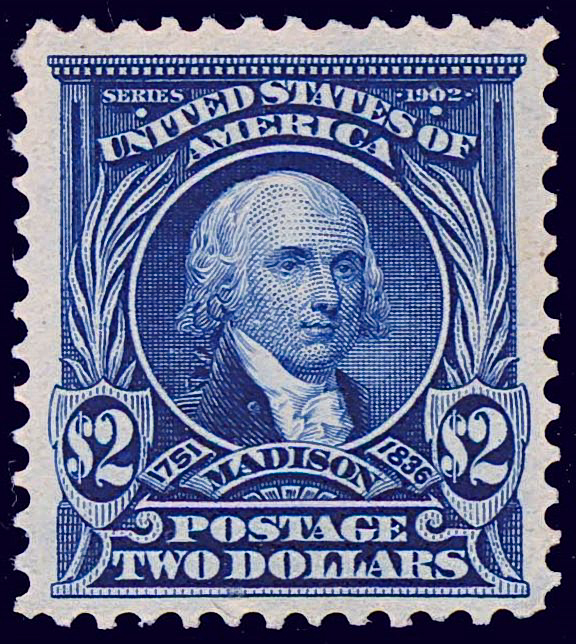
1903

- في 10 ديسمبر 1894، أصدرَ مكتب البريد طابعًا بقيمة 2 دولار في ماديسون. صُمِّم نقش ماديسون على غِرار تصويره من قبل جيلبرت ستيوارت، الذي رسم ما مجموعه أربعة صور للرئيس. (في عام 1994، ظهرت أربع صور لهذا الطابع على ورقة تذكارية احتفالاً بالذكرى المئوية لإنتاج الطوابع بواسطة مكتب النقش والطباعة).
- في 5 يونيو 1903، أصدرَ مكتب البريد طبعًا بقيمة 2 دولار. صُمِّمت صورة الطابع بواسطة آر. أوسترندر سميث (بالإنجليزية: R. Ostrander Smith) من لوحة لفنانٍ غير معروف، ونُقشت صورة ماديسون بواسطة جورج إف. سي. سميلي (بالإنجليزية: George F. C. Smillie). غالبًا ما كان مكتب البريد يستخدم طوابع الدولارين الصادرة في عامي 1894 و1903 في التحويلات الداخلية للأموال.[28]

أصدرَ مكتب البريد طابعًا بقيمة 4 سنتات من مدينة ماديسون في الأول من يوليو عام 1938، كجزء من الإصدار الرئاسي الذي صدرَ في ذلك العام. صُمِّم نقش ماديسون في هذا الإصدار على غِرار تمثال نصفيّ لفريدريك ويليام سيفرز معروض في مبنى الكابيتول في ريتشموند، فيرجينيا.

### الطوابع التذكارية
على الرغم من ظهورهِ على طوابع بريدية رسمية، لم يظهر ماديسون أبدًا على أي طابع تذكاري أمريكي حتى تم تضمينه مع الرؤساء السابقين الآخرين في إصدارٍ رئاسيّ تذكاريّ بقيمة 22 سنتًا في مجموعة أميريبكس صدر في عام 1986.
في عام 2001، كرمت هيئةُ البريد جيمس ماديسون أخيرًا بإصدار طابع تذكاري واحد بمناسبة الذكرى السنوية الـ250 لميلاده، وتم إصداره لأول مرة في نيويورك، في 18 أكتوبر 2001. صُمِّم الطابع بواسطة جون تومسون (بالإنجليزية: John Thompson).

## جيمس مونرو
جيمس مونرو (28 أبريل 1758 - 4 يوليو 1831)، كان الرئيس الخامس للولايات المتحدة، والذي خدم لفترتين من 1817 إلى 1825.

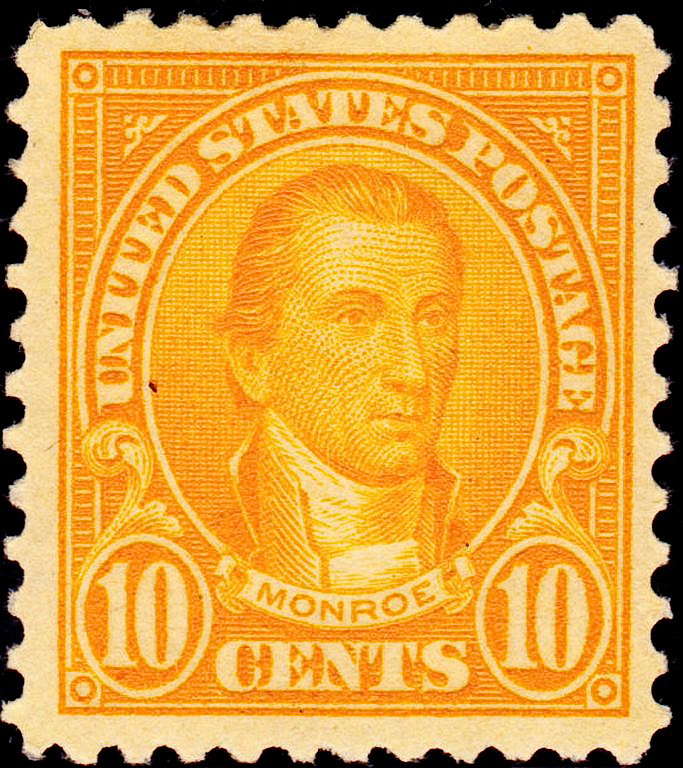
1925
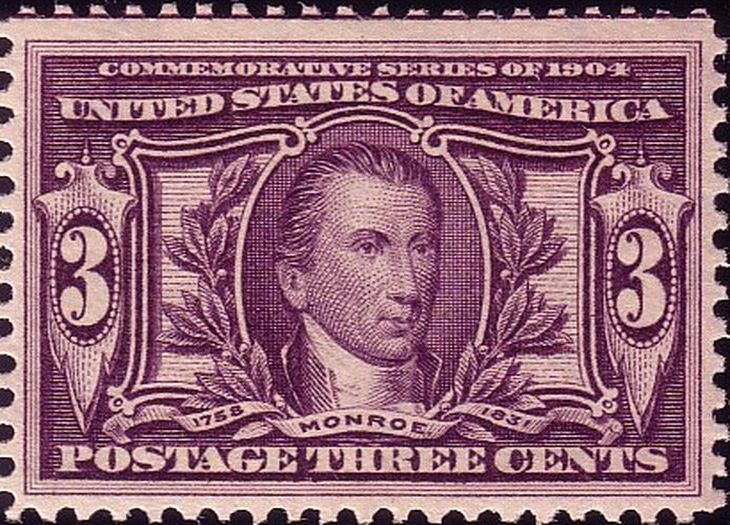
1904
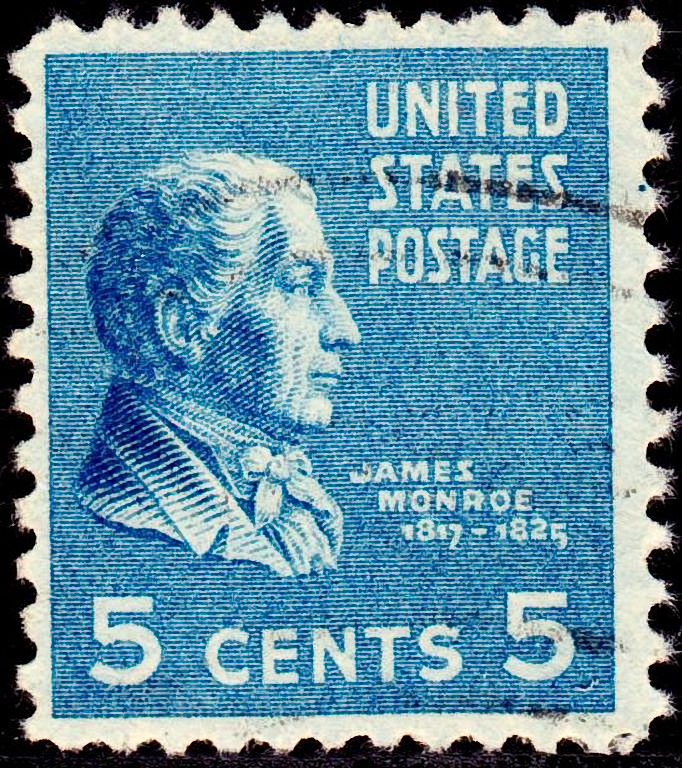
1938

- كان أول طابع بريديّ أمريكي لتكريم مونرو هو طابعُ حملة شراء لويزيانا التذكاريّ بقيمة 3 سنتات عام 1904. نُقشت صورة مونرو على يد جورج إف سي سيميل، على غِرار لوحة لجون فانديرلين مُعلقة الآن في قاعة المدينة في مدينة نيويورك. بِيعت إصدارات الطوابع الخمسة لهذه المجموعة - ثلاثة منها تضمَّنت أول صور رئاسية تظهر في الإصدارات التذكارية الأمريكية - فقط خلال الأشهر السبعة التي استغرقها المعرض.
- تم إصدار الإصدار العادي "البرتقالي/الأصفر" بقيمة 10 سنتات في أعوام 1923 و1925 و1927، وكان أول إصدار نهائي لتكريم مونرو.[2] صمم كلير أوبري هيوستن طابع مونرو، واختار صورة الرئيس المستخدمة سابقًا في إصدار الثلاثة سنتات من سلسلة معرض صفقة شراء لويزيانا لعام 1904. قام إدوارد جيه هاين بنقل صورة جورج سيميل المنقوشة إلى قالب جديد وترميمها.[30]
- يصوِّر الإصدار الرئاسي بقيمة 5 سنتات لعام 1938 مونرو في صورة جانبية، كما هو الحال مع جميع صور تلك السلسلة. نُقشت صورة مونرو على غِرار ميدالية الكونجرس التي صممها موريتز فورست [الإنجليزية]‏ وسكّتها دار سك العملة الأمريكية.[31][25]

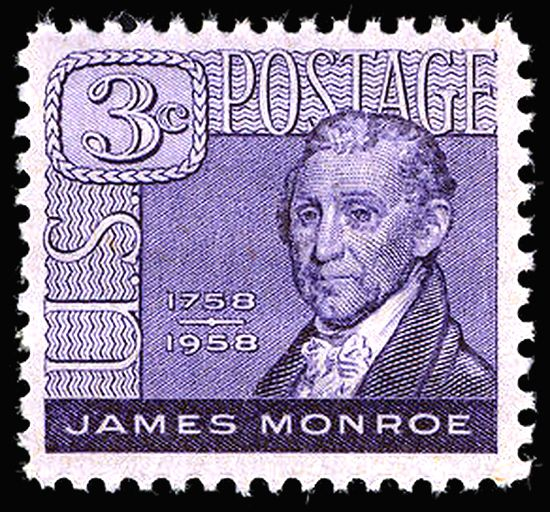
1958
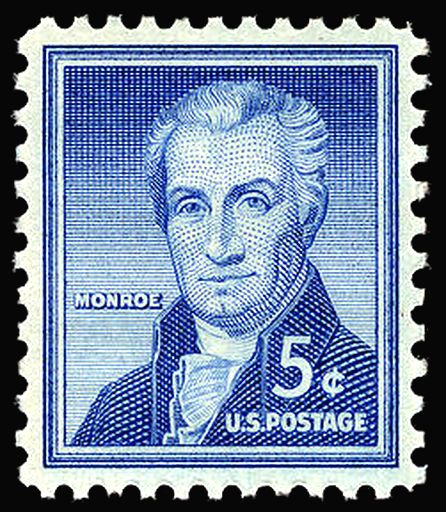
1954

- في 28 أبريل 1958، أصدرَ مكتب البريد في مونتروس بولاية فرجينيا طابعًا بقيمة 3 سنتات لإحياء الذكرى المئوية الثانية لميلاد جيمس مونرو. صُمِّم هذا الإصدار من قبل فرانك كونلي على غِرار صورة مونرو التي رسمها جيلبرت ستيوارت.
- صُمِّمت صورة إصدار 5 سنتات لعام 1954 على غِرار صورة لرامبرانت بيل وهي معروضة في مكتب ومتحف جيمس مونرو للمحاماة في فريدريكسبيرج بفيرجينيا، وهو المبنى الذي عمل فيه جيمس مونرو كمحامٍ.[2]

تم تكريم مونرو في الإصدار الرئاسي التذكاري (أميريبكس) في عام 1986 عبر طابع بقيمة 22 سنت،

## أندرو جاكسون
أندرو جاكسون (15 مارس 1767 - 8 يونيو 1845)، الرئيس السابع للولايات المتحدة. خدمَ لفترتين مُتتابعتَين من عام 1829 إلى عام 1837. كان قائد القوات الأمريكية في معركة نيو أورليانز في عام 1815. توفي جاكسون في عام 1845، وأصدرَ مكتب البريد أول طابع تكريمًا له بعد 18 عامًا من وفاته. في ذلك الوقت، كان قد ظهر بالفعل على طابعَين مختلفَين من فئة 2 سنت تابعين للاتحاد الكونفدرالي.

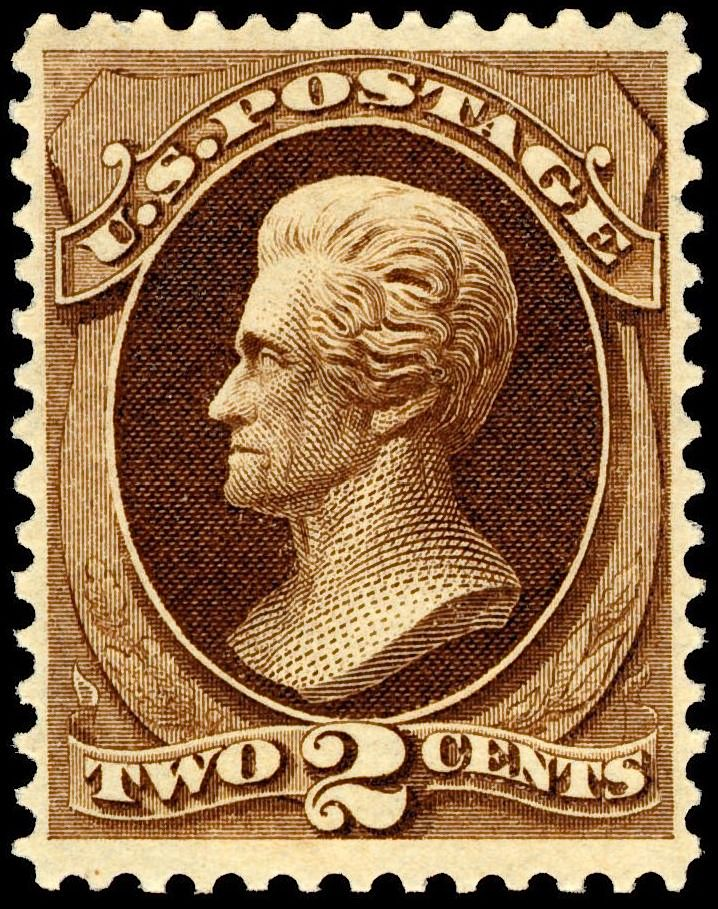
2 سنت، 1870،
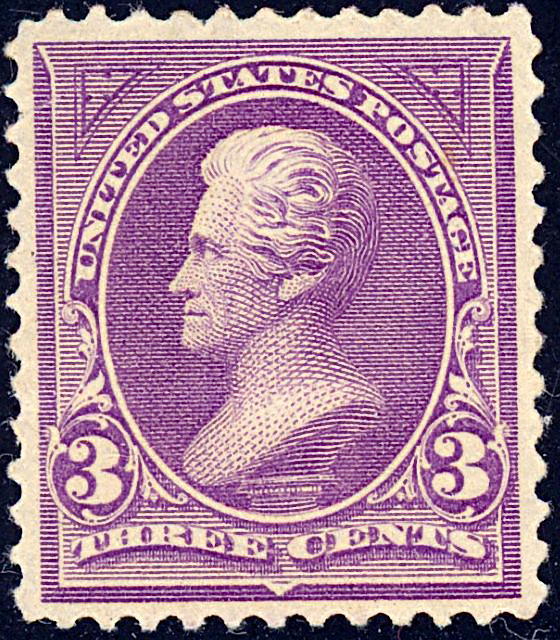
3 سنت، 1894

- كان هيرام باورز (1805-1873) أحد أبرز النحّاتين في الولايات المتحدة في العقود الأولى من القرن التاسع عشر. في عام 1834، وقفَ أندرو جاكسون عدة مرات أمام باورز لينحتَ تمثالاً نصفيًا لهُ، وقد انتهى باورز من العمل خلال أقل من عام. وكان هذا التمثال هو التصميم المُلهم للطابع الذي أصدرته شركة الأوراق المالية الوطنية في عام 1870 بقيمة 2 سنت.
- تضمَّنَ إصدار 3 سنتات لعام 1894 صورةً لجاكسون مشابهة لتلك الموجودة في إصدارات عامي 1873 و1883، وهي مأخوذة أيضًا من تصوير تمثال باورز.[32]

الإصدارات المنتظمة للقرن العشرين
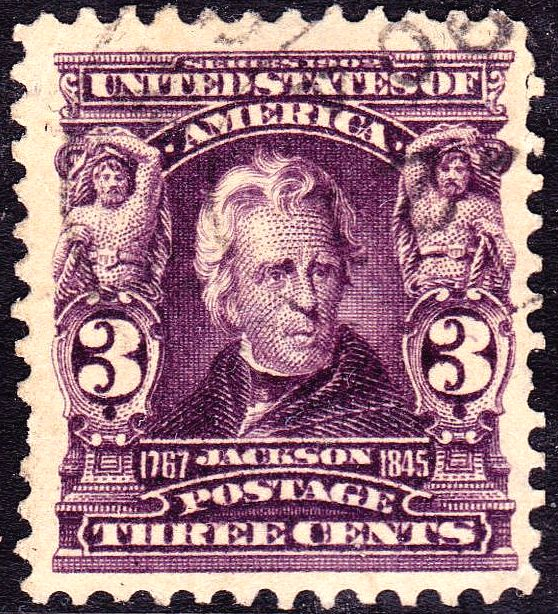
إصدار 1903
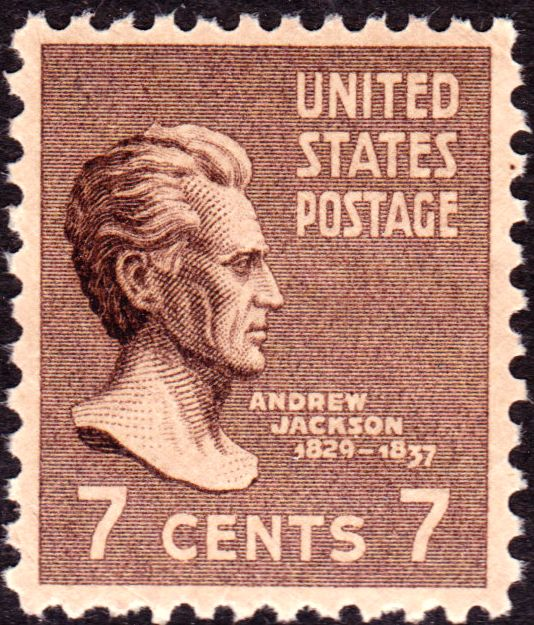
إصدار 1938
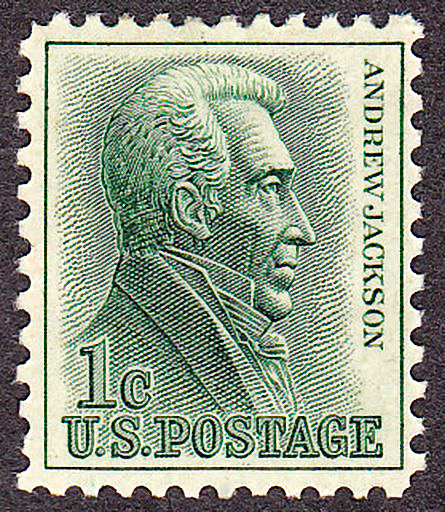
إصدار 1963
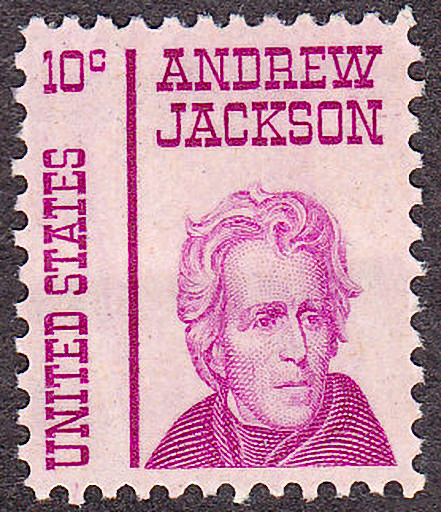
إصدار 1967

- نُقش طابع 3 سنتات لعام 1903 بواسطة أ. سيلي (بالإنجليزية: A. Sealey) الذي صمَّمَ صورته على غِرار صورة جاكسون التي رسمها توماس سولي. في عام 1824، رسم سولي بورتريه تفصيليّ عن حياة أندرو جاكسون. في ذلك الوقت، كان جاكسون عضوًا بمجلس الشيوخ ومُرشحًا للانتخابات الرئاسية القادمة عام 1824. وبعدَ عقدين من الزمن، اكتملت اللوحة، قبل وقت قصير من وفاة جاكسون في أبريل 1845. كانت صورة سولي نموذجًا للنقوشِ المُستخدمة على إصداراتِ البريد لعامي 1903 و1967. لوحةُ سولي مُعلَّقة حاليًا في المعرض الوطني للفنون في واشنطن العاصمة.[33]
- تضمَّنَ الإصدارُ الرئاسيّ لعام 1938، والذي يبلغ سعره 7 سنتات، صورةً لجاكسون قد صُمِّمت على غرارِ التمثال البرونزيّ الذي نحته بيل كيني (بالإنجليزية: Belle Kinney) وليوبولد ف. شولز (بالإنجليزية: Leopold F. Scholz) والذي يوجد في القاعة المستديرة في الكابيتول.[34][25]
- صُمِّم طابع 1 سنت لعام 1963 بواسطة ويليام ك. شرانج (بالإنجليزية: William K. Schrange). صُمِّمت صورة جاكسون على غرارِ الميدالية التي صنعها موريتز فورست [الإنجليزية]‏ في عام 1829.[31]
- أُخذ نقش جاكسون على طابع 10 سنتات لعام 1967 من نفس لوحة توماس سولي. قام ليستر بيل (بالإنجليزية: Lester Beal) بتصميم صورة الطابع والتصميم الشامل.[31][35]

### الإصدارات التذكارية
يظهر أندرو جاكسون في الإصدارات التذكارية التالية:

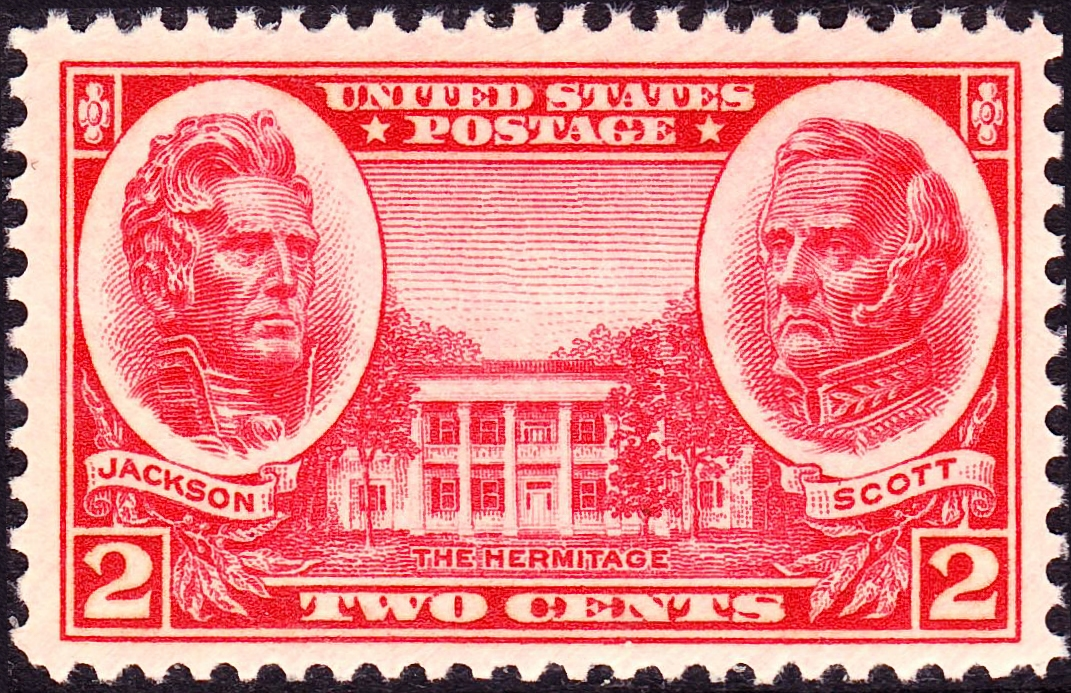
1937
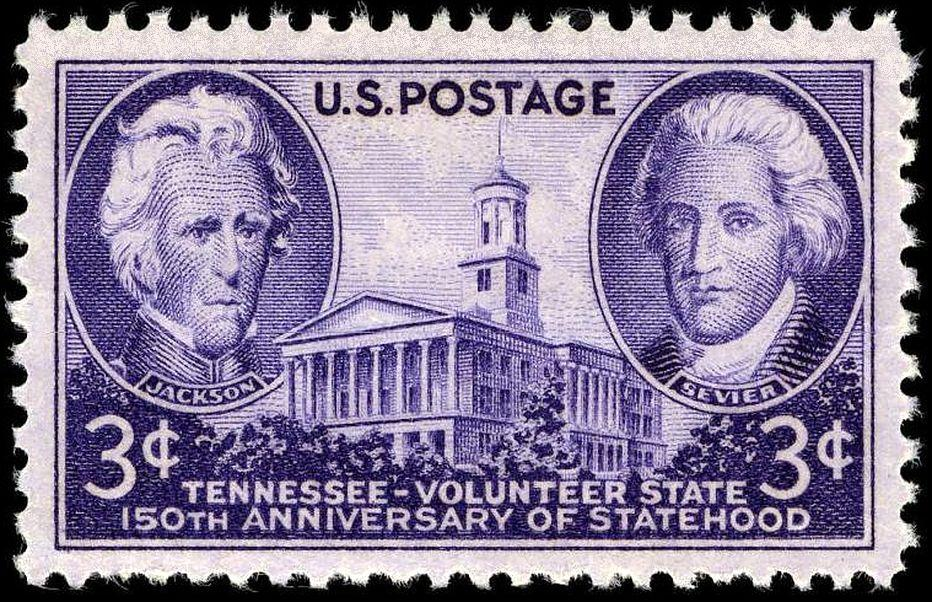
1946
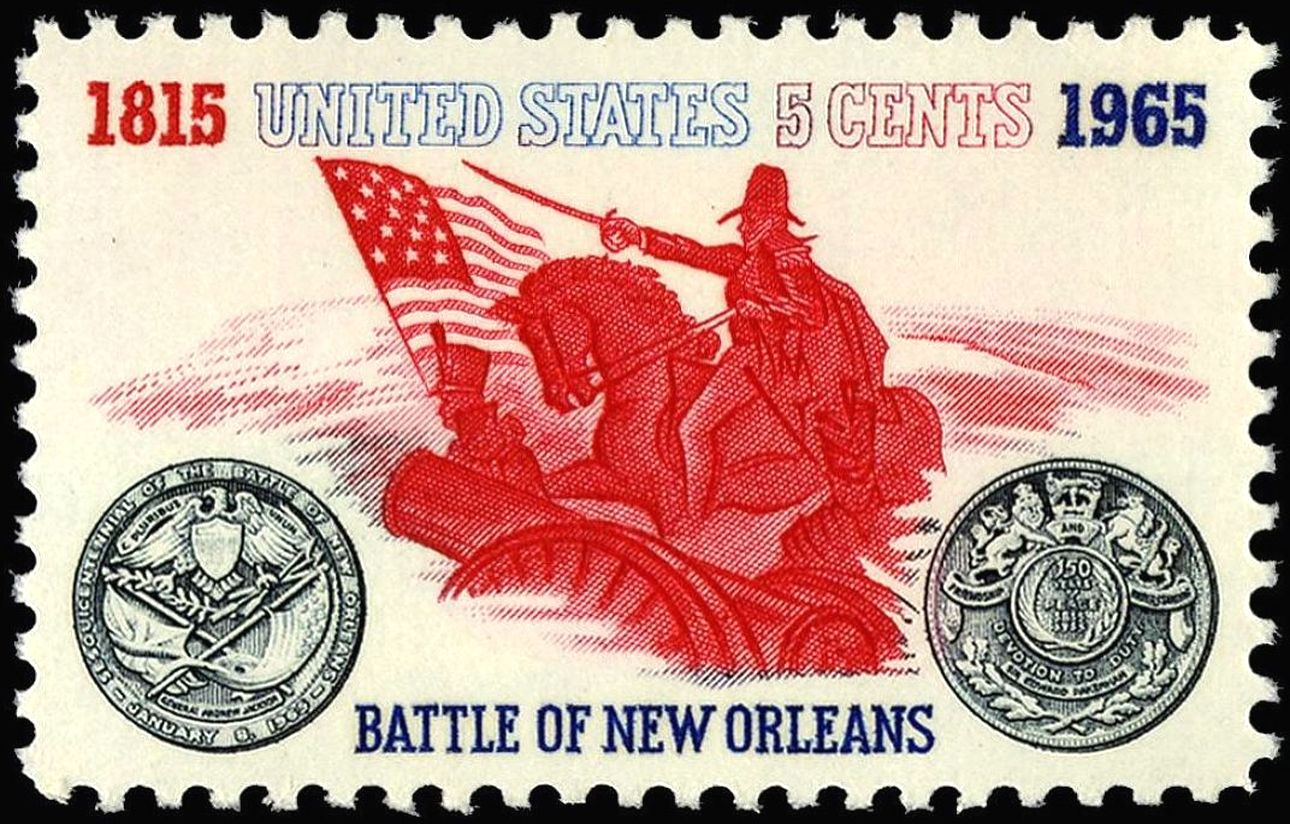
1961

- تم إصدار طابع الجيش بقيمة 2 سنت في 15 يناير 1937، ويحتوي على صُورتي أندرو جاكسون ووينفيلد سكوت على الجانبين، مع تصوير منزل جاكسون، "هيرميتاج"، في الخلفية. كان جاكسون بطلًا في حرب عام 1812، حيث هَزمت قواته البريطانيين في معركة نيو أورلينز. أما سكوت، فقد خدم كجنرال في الجيش الأمريكي لفترة أطول من أي شخص آخر في تلك الحقبة.[36][37]
- في الأول من يونيو 1946، تم الاحتفال بالذكرى الـ150 لقيام ولاية تينيسي بإصدار طابع أرجوانيّ بقيمة 3 سنتات، يُصوِّر أندرو جاكسون على اليسار وجون سيفر [الإنجليزية]‏ على اليمين، مع صورة لمبنى كابيتول ولاية تينيسي في وسط التصميم. كان جاكسون أول رئيس أمريكيّ من ولاية تينيسي.
- يصور إصدار "معركة نيو أورلينز" بقيمة 5 سنتات الجنرال جاكسون وهو يهزم الجيش البريطاني، الذي كان يهدف إلى الاستيلاء على نيو أورلينز والسيطرة على الأراضي الشاسعة التي حصلت عليها أمريكا عبر صفقة شراء لويزيانا.

في 19 أغسطس 1994، أصدرت خدمة البريد طابع واشنطن-جاكسون بقيمة 5 دولارات في بيتسبرغ، بنسلفانيا، خلال معرض الطوابع السنوي الذي تنظمه الجمعية الأمريكية لهواة جمع الطوابع. استُوحي تصميم الطابع من نموذج صُمم عام 1869 بواسطة شركة الأوراق المالية الوطنية. كان التصميم قد أُعِّد في الأصل ولكنه لم يُستخدم في سلسلة طوابع البريد الأمريكية لعام 1869. يحتوي التصميم الرئيسي على صورتي جورج واشنطن وأندرو جاكسون. تم نقش صور واشنطن وجاكسون باستخدام تقنية "الحفر الغائر" من قبل شركة "ستامب فينتشرز"، وتم إصدار الطابع في أوراق صغيرة تضم عشرين طابعًا.
تم تكريم أندرو جاكسون في الإصدار الرئاسي (أميريبكس) لعام 1986.

## أبراهام لنكولن
أبراهام لنكولن (12 فبراير 1809 - 15 أبريل 1865) الرئيس السادس عشر للولايات المتحدة. تولّى منصبه من عام 1861 إلى عام 1865. كان أول جمهوريّ يُنتخب رئيسًا، وقادَ الولايات المتحدة بنجاح خلال الحرب الأهلية، مما مكَّنَ الحفاظ على الاتحاد وإنهاء العبودية، فأصدرَ أولاً إعلان تحرير العبيد في عام 1863، ثم عزَّزَ التصديق على التعديل الثالث عشر للدستور. انتهت فترة رئاسته مبكرًا عندما تم اغتياله في أبريل 1865، بعد ستة أسابيع فقط من بدء ولايته الثانية.
كان ظهوره الأول على البريد الأمريكيّ في الذكرى السنوية الأولى لوفاته.

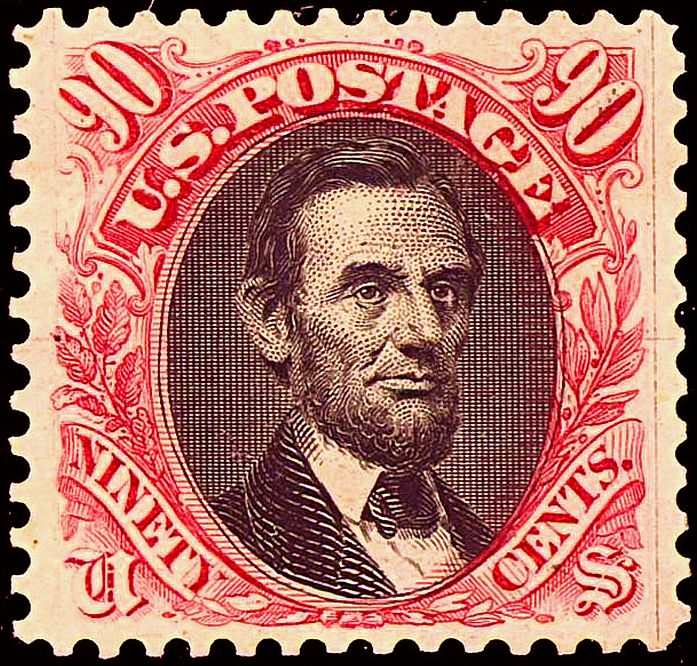
1869
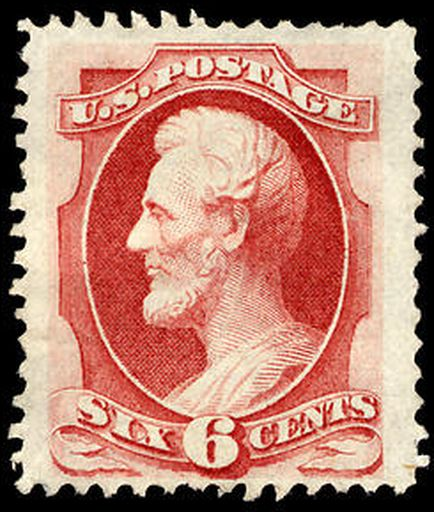
1870
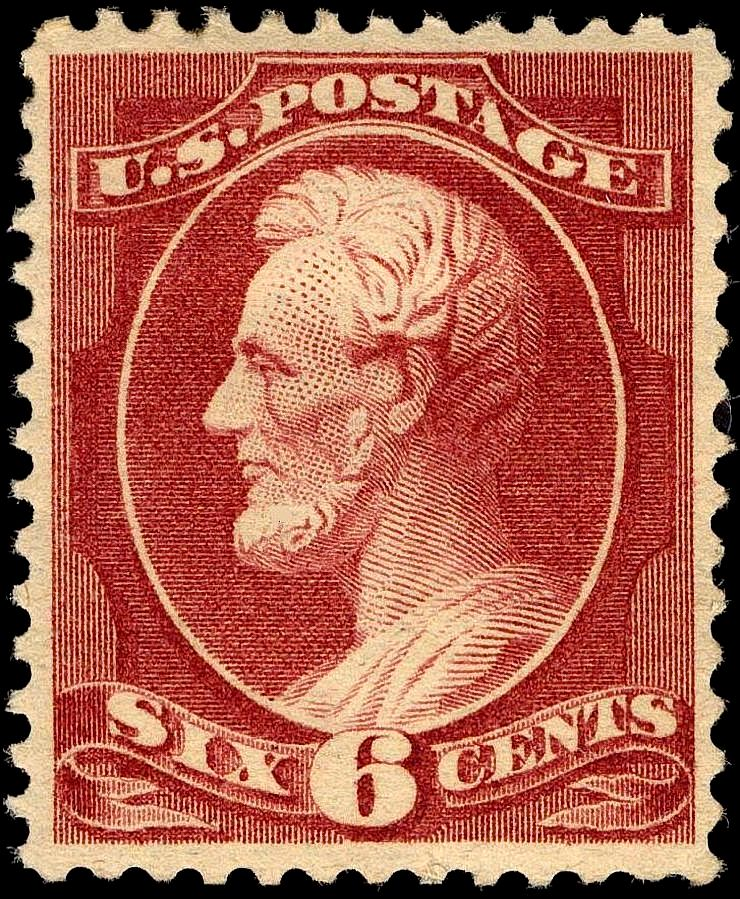
1882

- تم إصدار أول طابع بريديّ لتكريم أبراهام لنكولن إما في 14 أبريل 1866، أي بعد عام واحد من وفاته في عام 1865، أو بعد ذلك بأسبوع تقريبًا (يختلف الخبراء وسجلات البريد الأمريكية في هذا الرأي). نُقشت صورة لنكولن على غِرار صورة فوتوغرافية التقطها ماثيو برادي.
- يعرضُ إصدار 90 سنتًا لعام 1869 نقشًا للنكولن تم تصميمه على غِرار نفس الصورة التي التقطها ماثيو برادي والتي استُخدمت كنموذج لإصدار عام 1866. طُبع ما مجموعه 47,460 طابعًا فقط من قبل شركة الأوراق المالية الوطنية.
- يصور إصدار 1870 من فئة 6 سنتات نقشًا للنكولن، صُمِّم على غِرار منحوتة لتوماس داو جونز.[38]

هناك العديد من الفنانين البارزين الآخرين وراء تصميم طوابع لنكولن. على سبيل المثال، في إصدار عام 1890، نقشَ ألفريد جونز الصورة، مُصممًا إياها على غِرار صورة لنكولن التي التقطها ماثيو برادي، والذي يعدّ أحد أبرز المصورين في فترة الحرب الأهلية. أيضًا كلير أوبري هيوستن (الذي عمل في مكتب النقش والطباعة قرابة 20 عامًا) صمَّمَ طوابع المكتب باستخدام نقشٍ موجود للصورة المُصغرة.
نُقش إصدار 4 سنتات لعام 1898 بواسطة جورج إف. سي. سميلي (بالإنجليزية: George F. C. Smillie)، وهو الذي قامَ بالنقش السابق في عام 1898. كما استند سميلي في عمله على صورة فوتوغرافية للنكولن التقطها ماثيو برادي في عام 1864.
صُمِّم الطابع الأزرق بقيمة 5 سنتات من قبل آر. أوستراندر سميث (بالإنجليزية: R. Ostrander Smith). أُنجز النقش بواسطة ماركوس و. بالدوين (بالإنجليزية: Marcus W. Baldwin)، كما تم أخذه من الصورة التي التقطها ماثيو برادي.

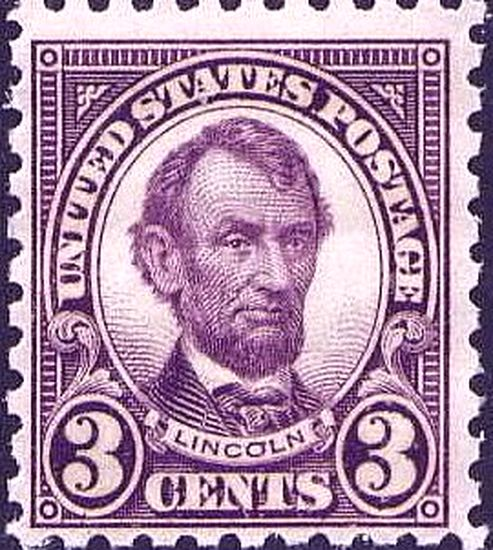
1926
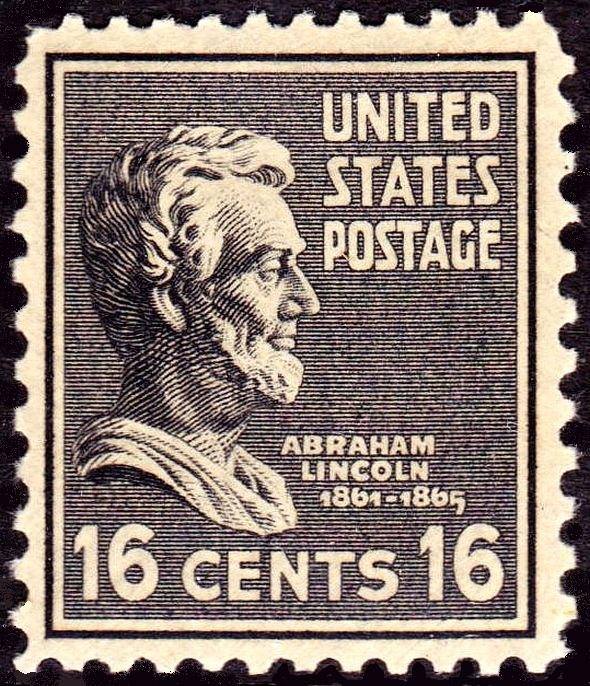
1938
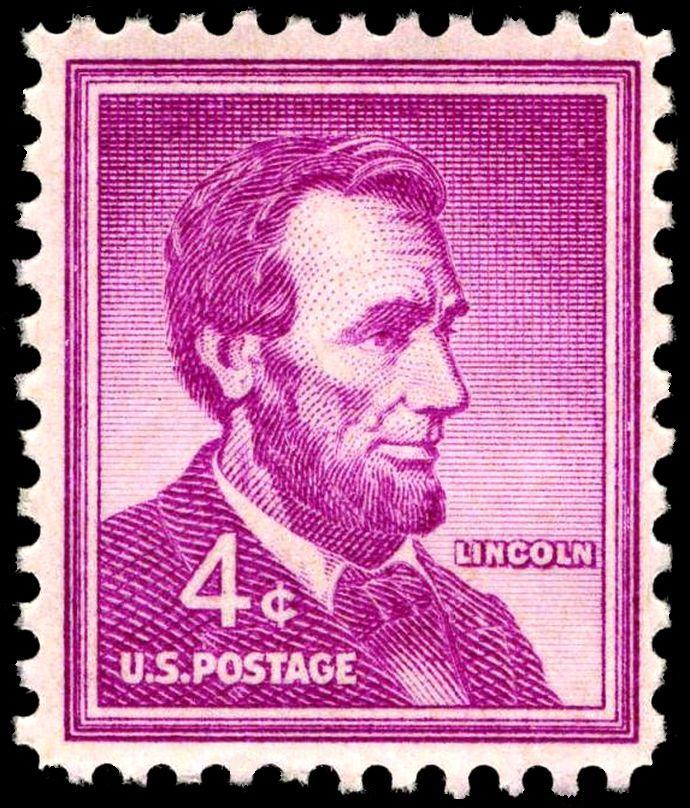
1954

الإصدارات الثلاثة سنتات في أعوام 1923 و1925 و1927 تُصوِّر أبراهام لنكولن. صمَّمَ كلير أوبري هيوستن الطابع باستخدام نقش موجود للنكولن استخدمه المكتب في عام 1894 للصورة المصغرة. كان جورج سميلي، النقّاش في مكتب النقش والطباعة، هو من أجرى النقش الأقدم في عام 1898. استندَ سميلي في عمله على صورة فوتوغرافية للنكولن التقطها ماثيو برادي في عام 1864. تم إصدار تلك الطوابع لأول مرة في ذكرى ميلاد لنكولن، 12 فبراير 1923، في واشنطن العاصمة، وفي هودجنفيل بولاية كنتاكي، بالقرب من مسقط رأس لنكولن. مع زيادة سعر البريد من 2 سنت إلى 3 سنتات في عام 1932، أصبح لنكولن أول رئيس - بخلاف واشنطن - يظهر على طابع بريديّ مُحدد بسعر البريد القياسي. وبما أنه كان هناك طابعان من فئة 3 سنتات لواشنطن متاحان أيضًا بحلول ذلك الوقت، فقد أوقفَ مكتبُ البريد إنتاجَ طابع لنكولن فئة 3 سنتات، وأوقف تسليمه في يوليو 1933 وألغى جميع ألواح الطباعة الخاصة به. ومع ذلك، وبسبب الطلب الشعبي - وخاصة من هواةِ الجَمع الذين رغبوا في الحصول على نماذج من الطوابع البريدية التي تحمل تاريخ 12 فبراير 1934 (الذكرى السنوية 125 لميلاد لنكولن) - أُعيد إصدار طابع لنكولن بقيمة 3 سنتات عبر لوحات جديدة في 7 فبراير من ذلك العام.
يظهرُ لنكولن في الإصدار 16 سنتًا من السلسلة الرئاسية لعام 1938. كان التمثال النصفيّ المعروض في معرض مجلس الشيوخ، والذي قامت بنحته سارة فيشر إيمز ‏، هو النموذج الذي ألهم صورة لنكولن على النقش الخاص بهذا الإصدار. صدر لأول مرة في واشنطن العاصمة، في 20 أكتوبر 1938.
كانت السلسلة النهائية التالية، طابع الحرية، تتميز بصورة لنكولن على طابعها بقيمة 4 سنتات، والذي تم إصداره في 16 نوفمبر 1954. صُمِّم بواسطة تشارلز ر. تشيكرينج على غِرار رسم من صورة فوتوغرافية التقطها دوجلاس فولك ‏. خلال فترة سريانه؛ كان يعتبر طابع البريد الأكثر شعبية في الولايات المتحدة.

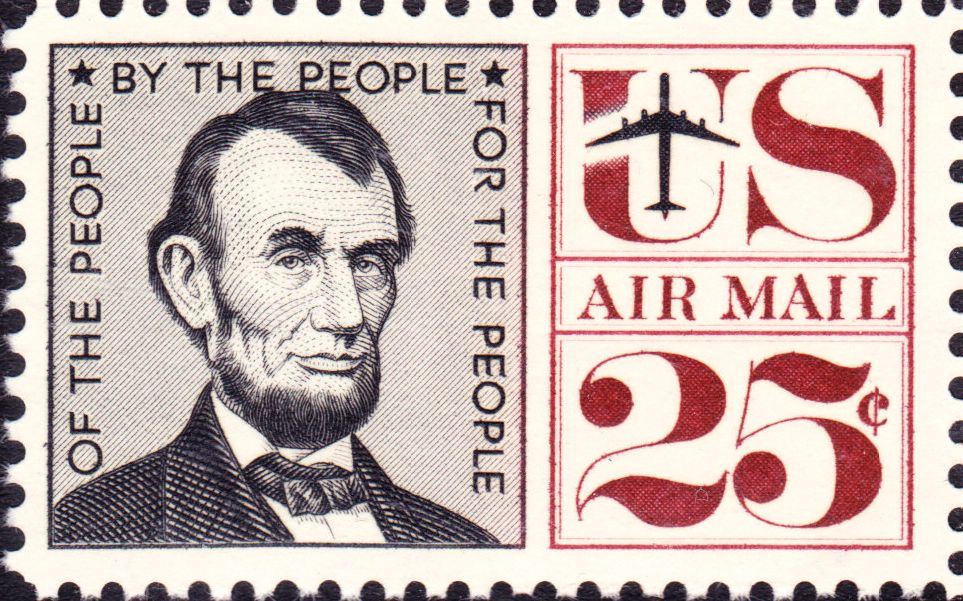
1960
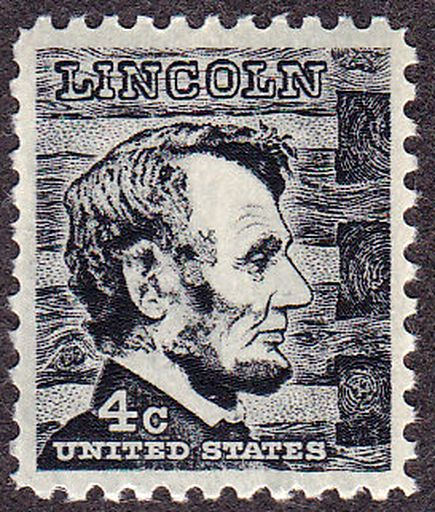
1965

- لنكولن هو الرئيس الوحيد الذي ظهرَ على وجه طابع بريد جويّ أمريكي، والذي صدرَ لأول مرة في 22 أبريل 1960، في سان فرانسيسكو، كاليفورنيا.
- في 17 نوفمبر 1965، أصدرَ مكتب البريد الأمريكيّ طابعًا أسود بقيمة 4 سنتات يحمل صورة لنكولن مع خلفية "الكوخ الخشبي"، وتم إصداره لأول مرة في نيويورك. وهو الإصدار الأول ضمن سلسلة الأمريكيين البارزين. صُمِّم النقش لهذا الإصدار على غِرار صورة التقطها ماثيو برادي.[40]

### الإصدارات التذكارية

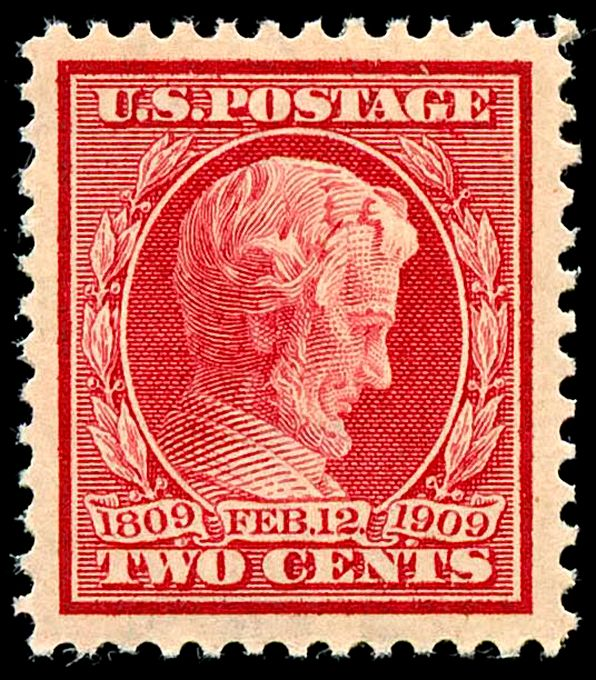
1909
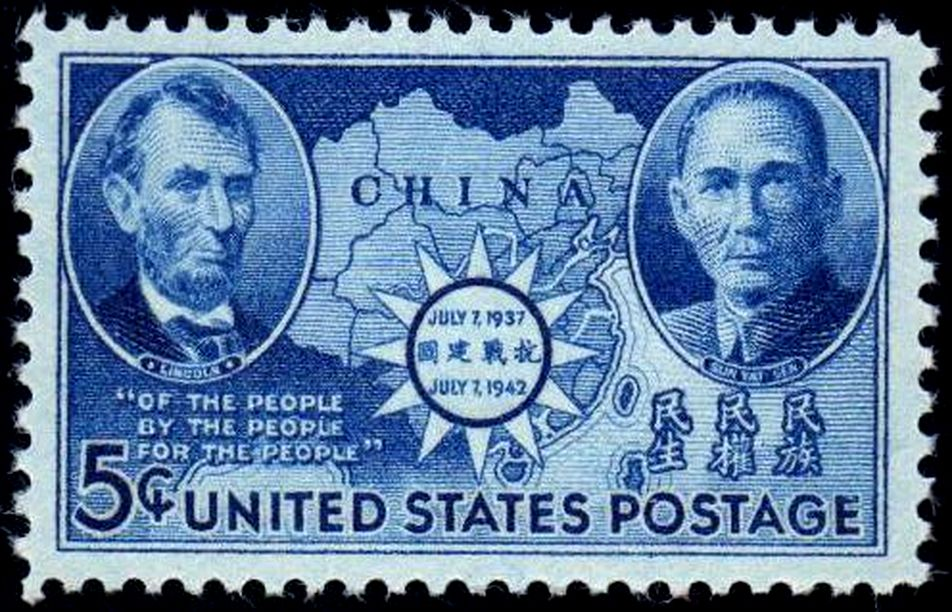
1942

- طابع لنكولن بقيمة 2 سنت لعام 1909 - أول إصدار تذكاري لطابع فردي في الولايات المتحدة - كان له نفس أبعاد الطابع النهائي. وذلك لأنه تم استنساخه من إصدار واشنطن النهائيّ ذو السنتين في العام السابق. وباستخدام صورة فوتوغرافية لتلك الطوابع كقالب، قام المصمم كلير أوبري هيوستن بإدراج صورة لنكولن في الشكل البيضاوي المحيط بالإكليل الذي يشغله واشنطن، ثم قام بوضع شرائط التاريخ فوق بعضها البعض، ثم سُلِّمت الصورة المركبة إلى النقّاشين.[41] كان لنكولن يظهر على الأقل في فئة واحدة من كل إصدار منتظم منذ عام 1866. وعندما تضمنت الإصدارات النهائية لعام 1908 صور واشنطن وفرانكلين فقط، كان هناك خيبة أمل لدى البعض بسبب استبعاد لنكولن. وقد أتاحت قضية الذكرى المئوية لميلاده فرصة لإيجاد حلّ. صُمِّم نقش لنكولن في هذا الإصدار بواسطة ماركوس بالدوين على غِرار تمثال من تصميم النحات أوغسطس سانت جودنز (بالإنجليزية: Augustus Saint-Gaudens).
- في 7 يوليو 1942، أصدرَ مكتب البريد الأمريكيّ طابع بريد بقيمة 5 سنتات لإحياء الذكرى الخامسة للمقاومة الصينية للقمع الياباني كتقدير للصين ونضالها. يتضمن تصميم هذا الإصدار خريطة للصين مع صورة الشمس، الرمز الوطني للصين، مطبوعة على الخريطة. توجد صورتا أبراهام لنكولن وسون يات صن، أول رئيس لجمهورية الصين، على جانبي الطابع.
- في 19 نوفمبر 1948، وبعد مرور خمسة وثمانين عامًا على إلقاء الرئيس أبراهام لنكولن خطابه الأكثر شهرة، أصدرَ مكتب البريد الأمريكيّ الإصدار التذكاري لخطاب جيتيسبيرج. ألقى لنكولن خطاب جيتيسبيرج في حفل تدشين المقبرة الوطنية للجنود في جيتيسبيرج، بنسلفانيا، في 19 نوفمبر 1863، بعد أربعة أشهر ونصف من هزيمة جيوش الاتحاد لقوات الكونفدرالية في معركة جيتيسبيرج، والتي كانت بمثابة بداية الحرب الأهلية الأمريكية.

### الذكرى الـ 150
أصدرَ مكتب البريد الأمريكيّ سلسلة من أربعة طوابع تذكارية خلال عامي 1958 و1959 تكريمًا للذكرى السنوية الـ150 لميلاد أبراهام لنكولن في عام 1809. صُممت الطوابع الأربعة على غرار العديد من الأعمال الفنية الشهيرة.

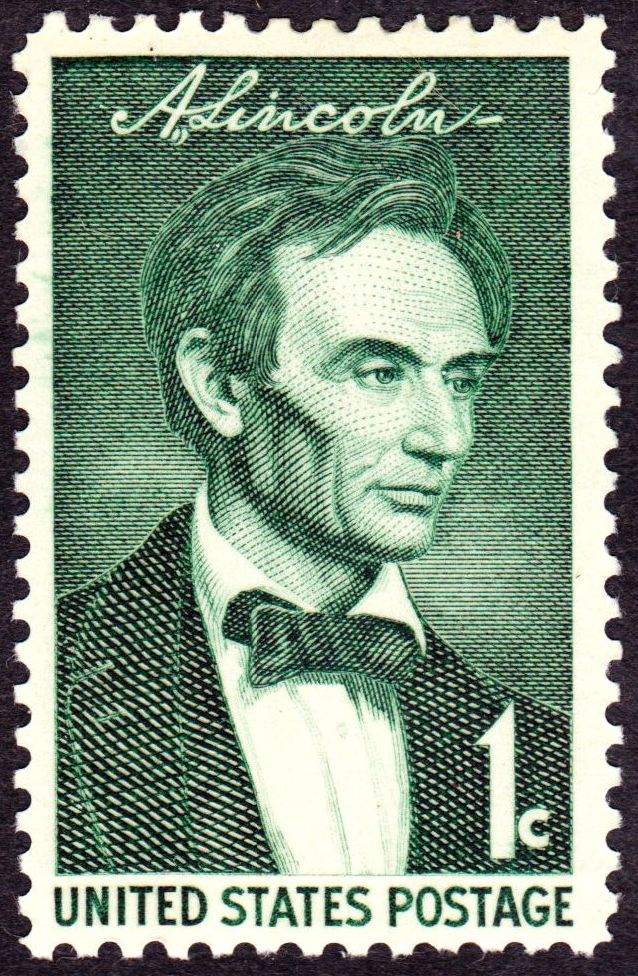
أبراهام لنكولن شابًا، 1959
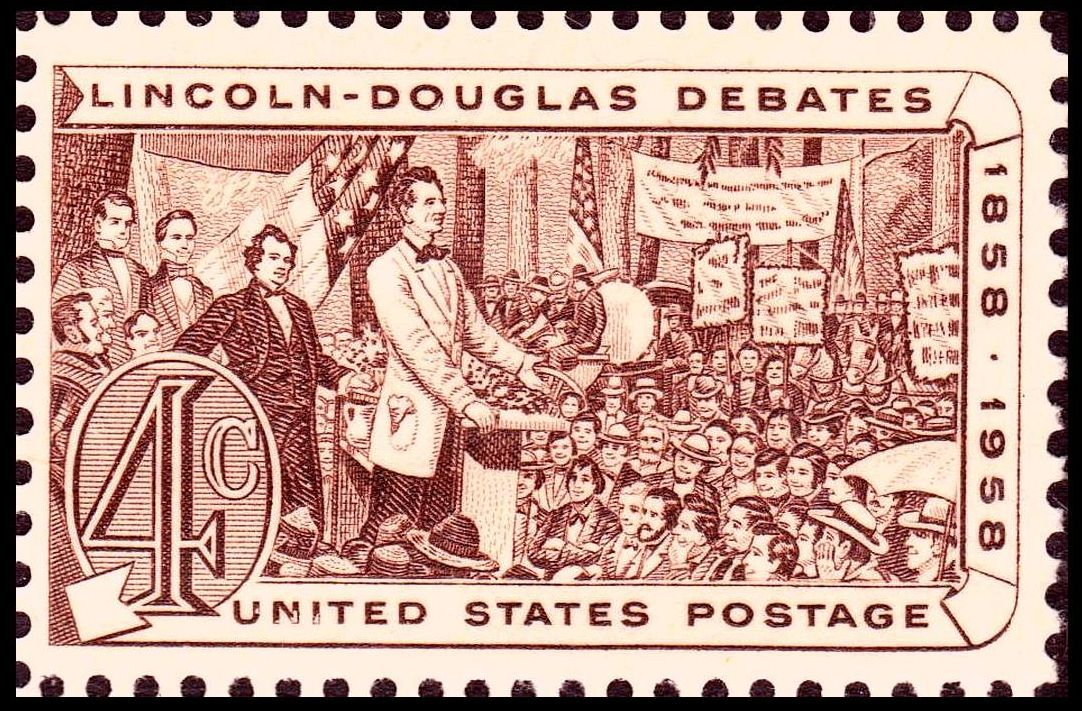
مناظرات لنكولن ودوجلاس عام 1858، طابع 1958
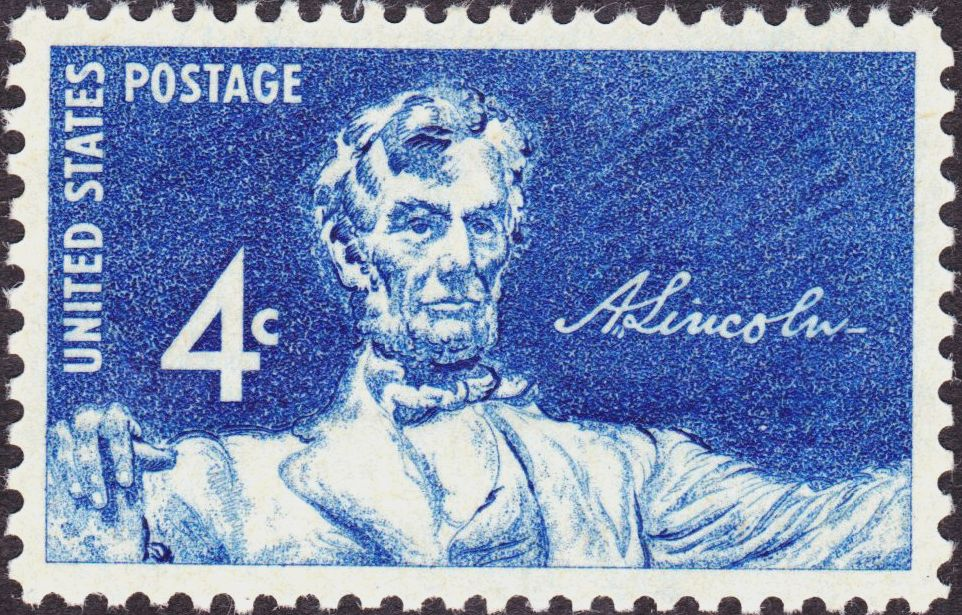
إصدار لنكولن التذكاري، 1959
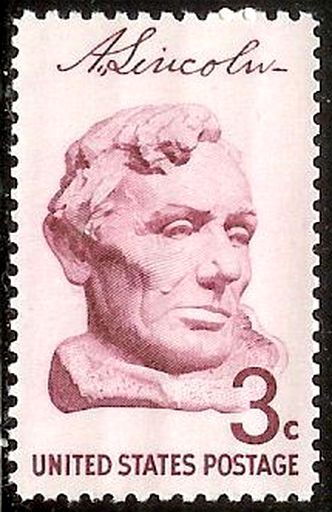
طابع 3 سنت التذكاري، 1959

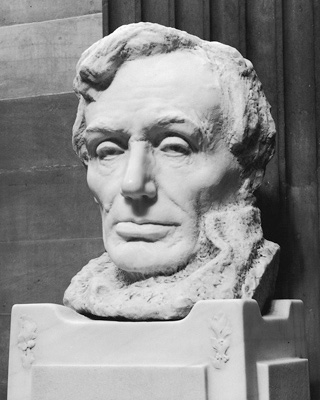
تمثال نصفي للنكولن، 1909، من إنجاز جوتزون بورجلوم. تم استخدامه كنموذج لنقش طابع عام 1959.

- طُرح إصدار لنكولن الأخضر بقيمة 1 سنت لأول مرة للجمهور في 12 فبراير 1959، في الذكرى السنوية الـ 150 لميلاده في عام 1809، في هودجنفيل، كنتاكي، بالقرب من مكان ميلاد لنكولن. صُمِّم النقش على غِرار لوحة لجورج هيلي. قام روبرت إل. ميلر (بالإنجليزية: Robert L. Miller) من مكتب النقش والطباعة بتصميم نموذج الطابع العام. يتميز طابع لنكولن بقيمة سنت واحد بصورة "لنكولن بلا لحية" الشهيرة التي رسمها هيلي في عام 1860 في سبرينجفيلد، إلينوي، بعد وقت قصير من انتخاب لنكولن رئيسًا.[2]
- صدرَ طابع بريديّ بقيمة 4 سنتات لمناظرة لنكولن-دوجلاس لأول مرة في 27 أغسطس 1958، في فريبورت، إلينوي. كان هذا الإصدار هو الأول في السلسلة وتم إصداره لأول مرة في الذكرى المئوية لمناظرات لنكولن-دوجلاس. صُمِّمت الصورة المحفورة على غِرار لوحة لجوزيف بوجز بيل تصوِّر لنكولن وهو يخاطب حشدًا مع وقوف دوجلاس خلفه. قام ويليام شراج (بالإنجليزية: William Schrage) من مكتب النقش والطباعة بتصميم الطابع بناءً على العمل الذي قام به إرفين ميتزل.
- أصدرَ مكتب البريد الأمريكيّ طابع لنكولن الأزرق بقيمة 4 سنتات في 30 مايو 1959، في واشنطن العاصمة. ويظهر في الإصدار جزء من تمثال نحته دانيال تشيستر فرينش، والذي يوجد في نصب لنكولن التذكاري في واشنطن العاصمة.
- في 27 فبراير 1959، في نيويورك، أصدرَ مكتب البريد طابعًا تذكاريًا بقيمة 3 سنتات بمناسبة مرور 150 عامًا على ميلاد لنكولن، وهو الطابع الثالث في سلسلة مكونة من أربعة طوابع. تتميز تلك الطوابع بوجود تصوير لتمثال نصفيّ منحوت للنكولن من إنجاز جوتزون بورجلوم. تم صُنعه من الرخام في عام 1906، وهو الآن موجود في القاعة المستديرة في مبنى الكابيتول.

أصدرت هيئةُ البريد طابعًا في 16 أبريل 1984، احتفالًا بالذكرى الخمسين للأرشيف الوطني، وتضمَّنَ الطابع صورًا ظلّية للنكولن وجورج واشنطن في التصميم.
في 16 أكتوبر 1984، أصدرت هيئةُ البريدِ طابعًا بريديًا تذكاريًا بقيمة 20 سنتًا لإحياء ذكرى موضوع "أُمّة القُراء". أقيم حفل اليوم الأول في واشنطن العاصمة، في قاعة كوليدج بمكتبة الكونجرس. صُمِّم هذا الإصدار من قبل برادبري تومسون من ريفرسايد، كونيتيكت، والذي استندَ في تصميمه على صورة فوتوغرافية التقطها ماثيو برادي والتي تُظهر أبراهام لنكولن وهو يقرأ من كتابٍ لابنه توماس.
أصدرت هيئةُ البريد ورقة مكونة من 20 طابعًا بقيمة 32 سنتًا من طوابع الحرب الأهلية في 29 يونيو 1995، في جيتيسبيرج، بنسلفانيا. صُمِّمت تلك الطوابع بواسطة مارك هيس (بالإنجليزية: Mark Hess) من كاتونا، نيويورك.
يظهر لنكولن أيضًا في سلسلة أميريبكس الرئاسية المكونة من 36 طابعًا تذكاريًا، أصدَرها مكتب البريد في 22 مايو 1986.
في 9 فبراير 2009، في سبرينجفيلد، إلينوي، احتفالاً بالذكرى المئوية الثانية لميلاد لنكولن، أصدرت هيئةُ البريد لأول مرة مجموعة من أربعة إصدارات تذكارية تُصوِّر لنكولن في فترات مختلفة من حياته. كان تصوير لنكولن بواسطة مارك سامرز. ظهرت مواضيع مختلفة في الخلفية، من بينها مناظرات لنكولن-دوجلاس.

## أندرو جونسون

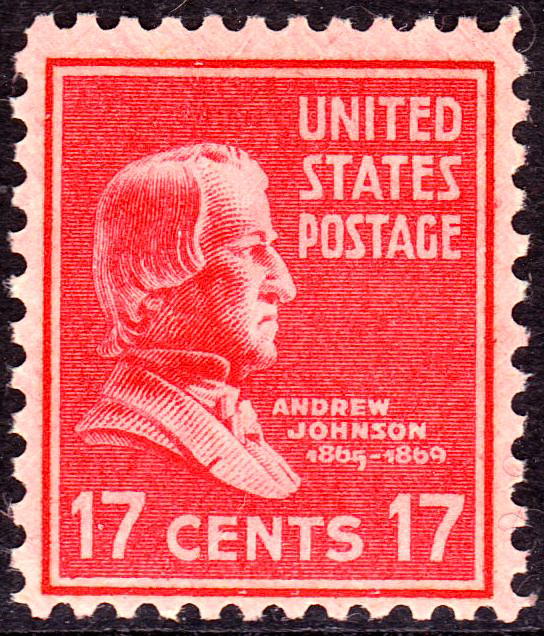
1938

أندرو جونسون (29 ديسمبر 1808 - 31 يوليو 1875) الرئيس السابع عشر للولايات المتحدة. تولّى المنصب من عام 1865 إلى عام 1869. كان السيناتور الجنوبي الوحيد الذي لم يتنازل عن منصبه عند الانفصال. كان جونسون أبرز الديمقراطيين في الحرب والاتحاديين الجنوبيين أثناء الحرب الأهلية قبل أن يصبح نائب الرئيس السادس عشر في عهد الرئيس أبراهام لنكولن في مارس 1865. بعد توليه الرئاسة عقب اغتيال لنكولن في 15 أبريل 1865، ترأس جونسون السنوات الأربع الأولى من عصر إعادة الإعمار بعد الحرب الأهلية.
تم إصدار طابع بريد باللون الورديّ الأحمر بقيمة 17 سنتًا من الإصدار الرئاسي في 27 أكتوبر 1938، وكان بمثابة الظهور الأول لأندرو جونسون على طابع بريد. صُمِّم نقش صورة جونسون الشخصية على غِرار تمثال نصفي معروض في معرض مجلس الشيوخ في واشنطن العاصمة.
ظهر جونسون أيضًا مرة واحدة في سلسلة أميريبكس الرئاسية، والتي صدرت في 22 مايو 1986. وهو الطابع التذكاري الوحيد الذي صدر تكريمًا له حتى اليوم.

## يوليسيس جرانت
يوليسيس جرانت (27 أبريل 1822 - 23 يوليو 1885) الرئيس الثامن عشر للولايات المتحدة من عام 1869 إلى عام 1877. كان جرانت يعتبر بطلاً قوميًا في الحرب الأهلية، وانتُخبَ رئيسًا في عام 1868، وكان أصغر الرؤساء في ذلك الوقت. أُعيد انتخابه في عام 1872. بدأ جرانت مسيرته المهنية كجنديّ بعد تخرّجه من الأكاديمية العسكرية في عام 1843. شارك في الحرب المكسيكية الأمريكية. خلال فترة حكم الرئيس أندرو جونسون، تم تعيينه وزيرًا للحرب.

ظهرت صورة جرانت لأول مرة على طوابع البريد الأمريكية بعد خمس سنوات من وفاته في عام 1890.

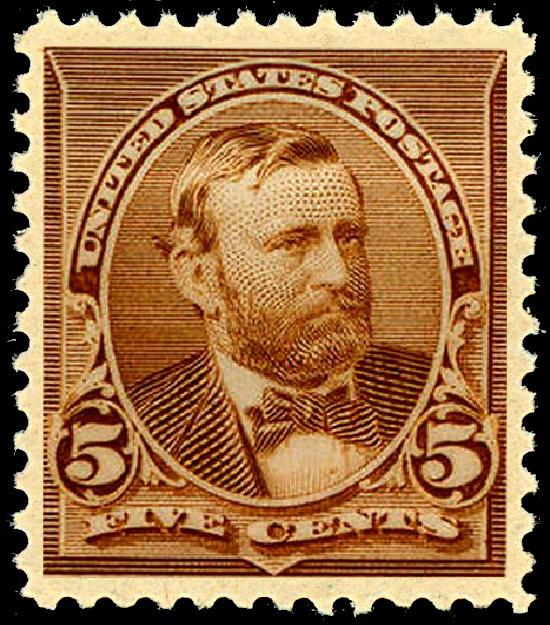
1890
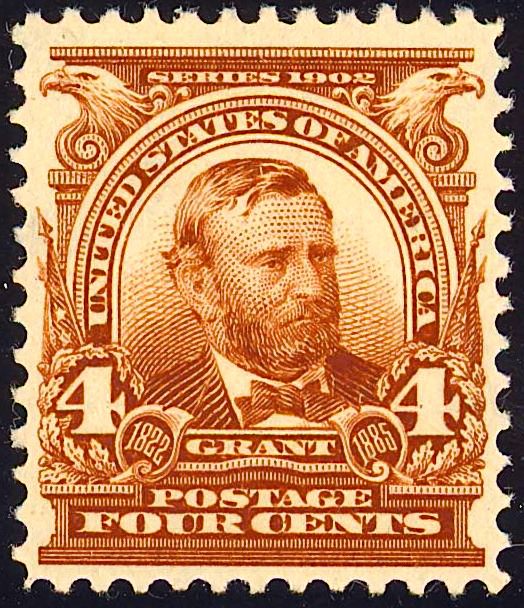
1903
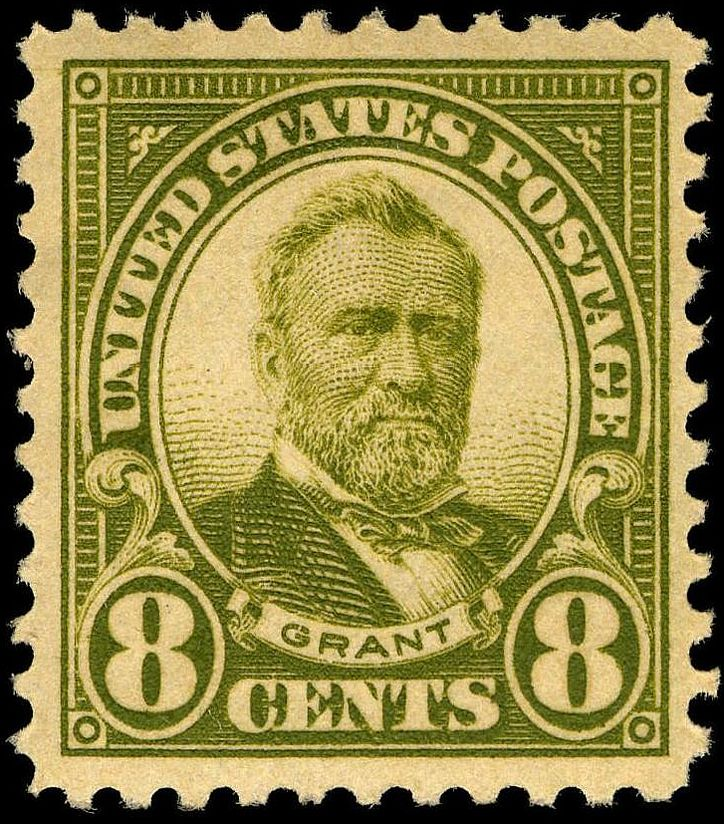
1923
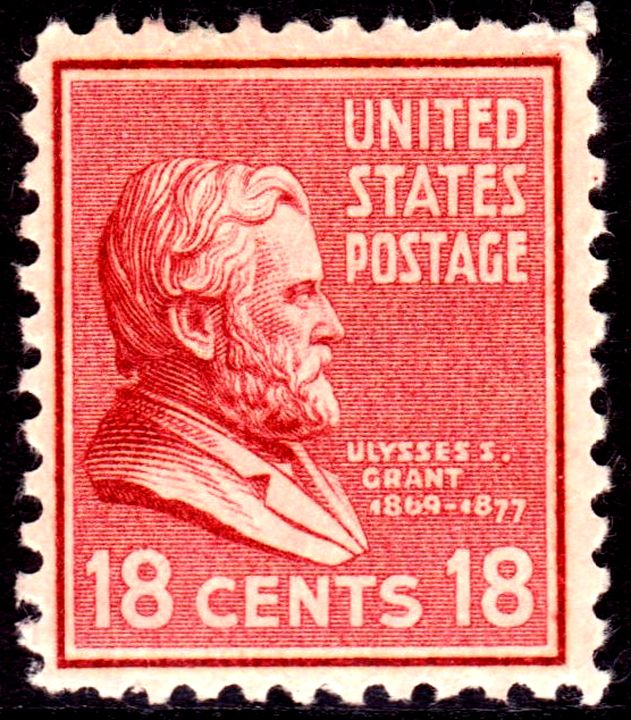
1938

- في الثاني من يونيو عام 1890، أصدرَ مكتب البريد طابعًا بُنيّ اللون بقيمة 5 سنتات تكريمًا لجرانت. كان هذا أول طابع بريد أمريكي يّصوِّر الرئيس السابق والجنرال في الحرب الأهلية. صدرَ هذا الطابع بعد خمسة وعشرين عامًا بالضبط من استسلام الجنرال إدموند كيربي سميث واستسلام آخر جيش كونفدراليّ رئيسي في جالفستون، تكساس، في الثاني من يونيو عام 1865. طُبع هذا الإصدار بواسطة شركة الأوراق المالية الأمريكية.[43]
- في 10 فبراير 1903، تم إصدار طابع جرانت البُني بقيمة 4 سنتات. التصميم بواسطة آر. أوسترندر سميث (بالإنجليزية: R. Ostrander Smith)، وكان مبنيًا على صورة فوتوغرافية لكورتز. تم نقش الطابع على يد جورج إف سي سميلي.
- في الأول من مايو عام 1923، أصدرَ مكتب البريد إصدارًا نهائيًا بقيمة 8 سنتات تكريمًا لجرانت. صمَّمَ كلير أوبري هيوستن صورة الطابع. كانت صورة جرانت التي التقطها مصور الحرب الأهلية ماثيو برادي بمثابة نموذج للصورة المصغرة التي صمَّمَها هيوستن. تم نقش القالب للصورة المصغرة بواسطة لويس سكوفيلد.
- تظهر الصورة المحفورة لجرانت على فئة 18 سنتًا من سلسلة العملات الرئاسية لعام 1938. كان شكل جرانت مُستوحى من تمثال لفرانكلين سيمونز الموجود في القاعة المستديرة في مبنى الكابيتول.[25]

### الإصدارات التذكارية
ظهرَ جرانت ثلاث مرات على الطوابع التذكارية.

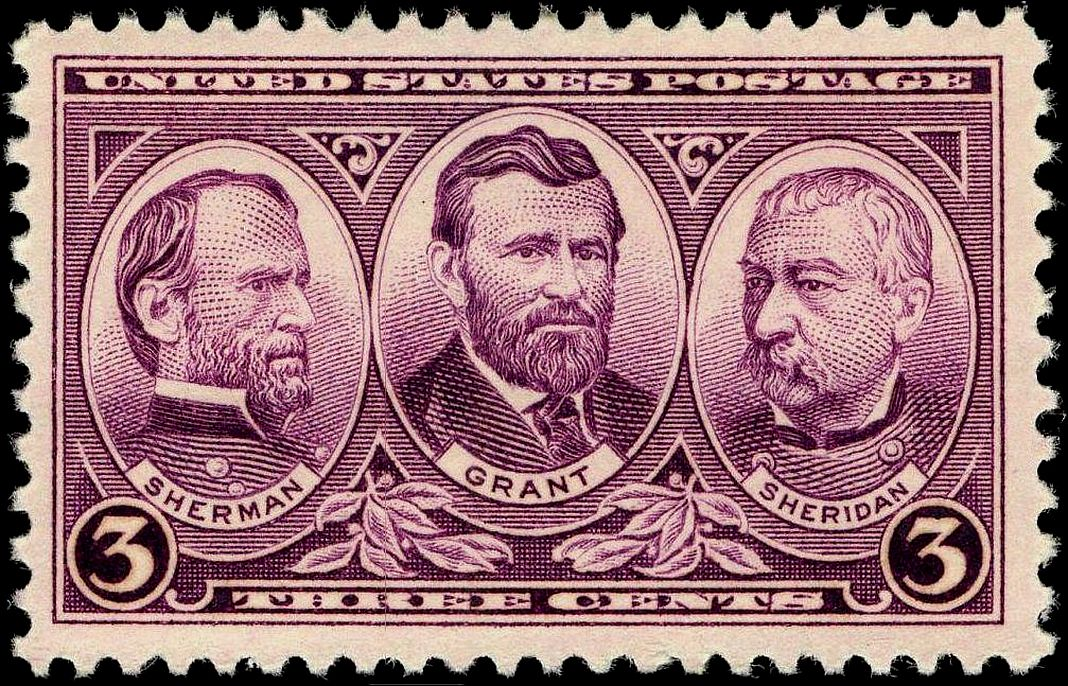
طابع 1937، جرانت إلى جانب ويليام شيرمان وفيليب شيريدان

- ظهرَ جرانت (إلى جانب ويليام ت. شيرمان وفيليب إتش. شيريدان) على طابع تذكاري للجيش بقيمة 3 سنتات لعام 1937، وهو إصدار واحد من مجموعة مكونة من خمسة طوابع ضمن هذا الإصدار.
- ظهرَ جرانت في سلسلة أميريبكس الرئاسية، وهي 36 طابعًا تذكاريًا، أصدرها مكتب البريد في 22 مايو 1986.
- كان الطابع التذكاري الثالث لتكريم جرانت هو الإصدار الذي بلغت قيمته 32 سنتًا في عام 1995. صُمِّمت صورة جرانت بواسطة مارك هيس، وتم رسمها من صورة التقطها ماثيو برادي في يونيو 1864 في سيتي بوينت في فيرجينيا.[44] الصورة الملونة المستخدمة في تصميم الطابع تُصوِّر جرانت وهو يرتدي زيّ جنرال الاتحاد الخاص به مُتكئًا على عمود في المعسكر.[45]

## رذرفورد هايز

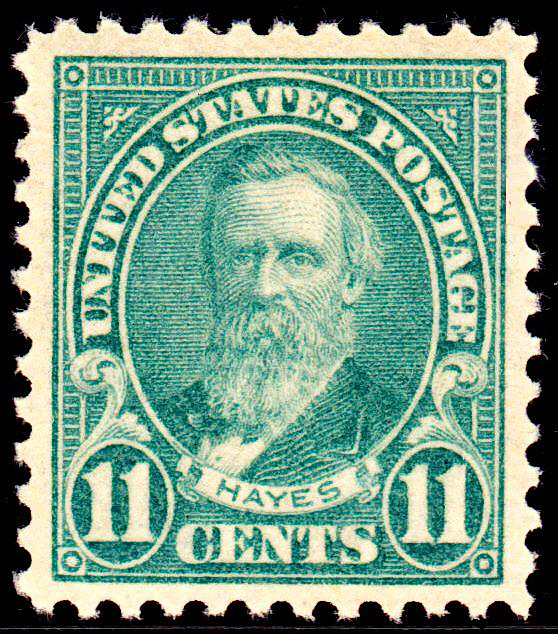
1922

رذرفورد بيرشارد هايز (4 أكتوبر 1822 - 17 يناير 1893) الرئيس التاسع عشر للولايات المتحدة من عام 1877 إلى عام 1881. في السنوات التي سبقت رئاسته كان حاكمًا لولاية أوهايو لفترتين منفصلتين. خدمَ هايز في الحرب الأهلية برتبة عميد، وقادَ اللواء الأول من فرقة كاناواها في جيش فرجينيا الغربية وتمكن من صد العديد من تقدمات الكونفدرالية. أثناء خدمته العسكرية أصيب في خمسة حوادث منفصلة.
تم إصدار طابع بقيمة 11 سنتًا في الذكرى المئوية لميلاد هايز، في 4 أكتوبر 1922، في واشنطن العاصمة، وفي مسقط رأس هايز، فريمونت، أوهايو، وكان أول طابع يصدر في الإصدارات العادية الأمريكية من 1922 إلى 1931. صُمِّم الطابع البريديّ من قبل كلير أوبري هيوستن. صُمِّم نقش هايز على غِرار صورة فوتوغرافية التقطها مُصور الحرب الأهلية ماثيو برادي. قامَ جون إيسلر بنقشِ القالب للصورة المُصغرة.
تظهرُ صورة هايز على فئة 19 سنتًا من سلسلة العملات الرئاسية لعام 1938. تم استمداد صورة هايز من ميدالية صممها جورج تي مورجان من دار سك العملة في فيلادلفيا. تم إصدار هذا الإصدار لأول مرة للجمهور في 10 نوفمبر 1938، إلى جانب الإصدار الرئاسي الذي كان سعره 20 سنتًا لعام 1938.
ظهر هايز في إصدارات أميريبكس الرئاسية في عام 1986 .

## جيمس جارفيلد
جيمس أبرام جارفيلد (19 نوفمبر 1831 - 19 سبتمبر 1881) الرئيس العشرين للولايات المتحدة من مارس إلى سبتمبر 1881. أنهت رصاصةٌ قاتلةٌ حياتَهُ ورئاستَهُ وقلَّصت مدة ولايته لتكون 200 يوم فقط. خدمَ جارفيلد في القوات البرية برتبة لواء، وكعضو في مجلس النواب، وكعضو في لجنة انتخابات الرئاسة لعام 1876. كان ثاني رئيس أمريكي يتم اغتياله. كان جارفيلد هو العضو الوحيد في مجلس النواب الذي تم انتخابه رئيسًا.

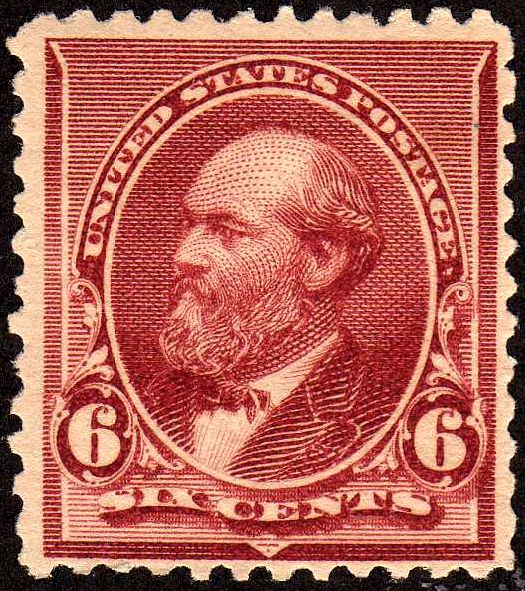
1890
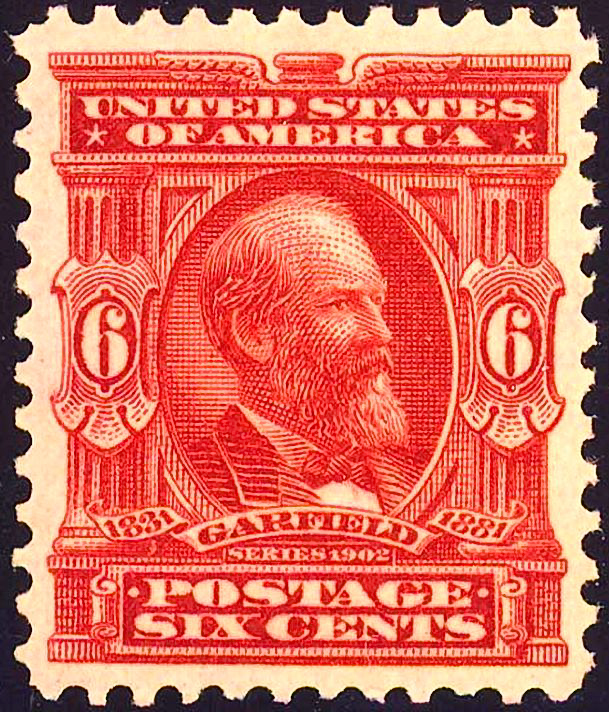
1902
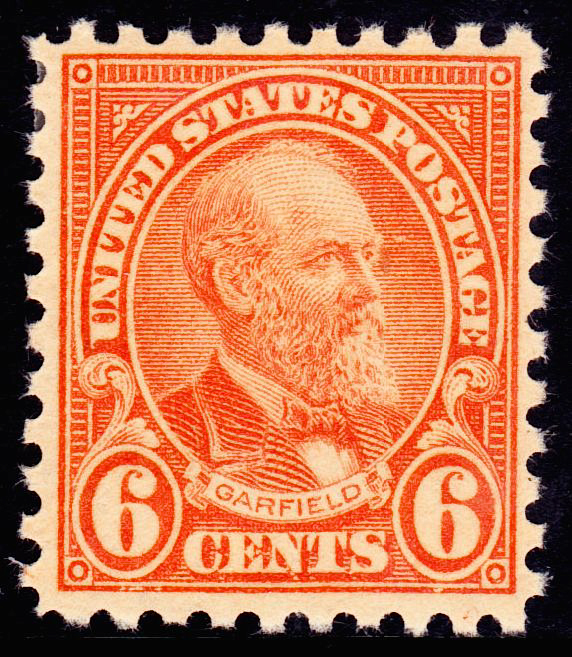
1922
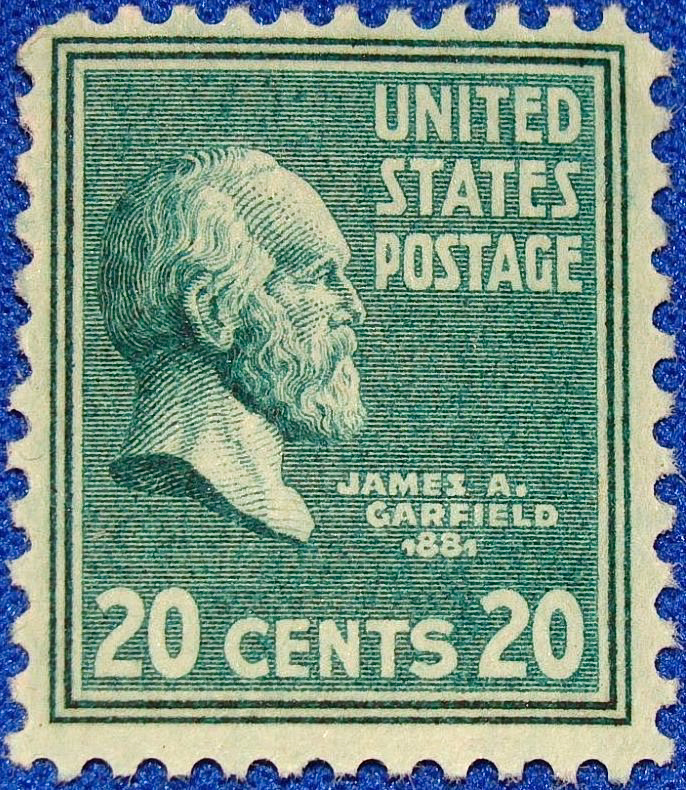
1938

صدرَ أول طابع للاحتفاء بجارفيلد في عام 1882، وتم طباعته بواسطة شركة الأوراق المالية الأمريكية. كان طابع جارفيلد الذي يبلغ سعره 5 سنتات هو طابع البريد الأمريكيّ الثاني لتكريم رئيس تم اغتياله خلال العام التالي لوفاته، ويعتبره الكثيرون أيضًا "طابع حِداد". على عكس إصدار لنكولن الأول، والذي صدر بعد عام كامل من وفاته، تم إصدار طابع جارفيلد بقيمة 5 سِنتات بعد سبعة أشهر فقط من وفاته في عام 1881. كانت إصدارات عام 1882 هي الإصدارات الأولى المُنتجة من النقوش التي أكمَلتها شركة الأوراق المالية الأمريكية منذ أن بدأت في إنتاج طوابع البريد للحكومة الفيدرالية. قبل هذا الوقت، استخدمت شركة الأوراق المالية الأمريكية قوالب موجودة مع إجراء تغييرات طفيفة على الإطارات والصور الشخصية التي كانت في الأساس من تصميم شركة الأوراق المالية الوطنية. تُعد الإصدارات المُعاد نَقشها لعامي 1881 و1882 مثالاً على ذلك.
صُمِّم الإصدار العادي للطابع البريديّ لعام 1902-1903 بواسطة آر. أوسترندر سميث (بالإنجليزية: R. Ostrander Smith)، وتم نقشه بواسطة جورج سميلي. تمّت طباعته على ورق مائي مُزدوج الخطوط.
كان إصدار طابع جارفيلد العادي بقيمة 6 سنتات هو المرة السادسة التي تظهر فيها صورة جارفيلد على البريد الأمريكي. كان من المقرر في الأصل إصداره في عيد ميلاد جارفيلد في 19 نوفمبر، وهو يوم أحد، أي يوم عطلة للبريد، ولكن تم إصداره بدلاً من ذلك في العشرين من الشهر في واشنطن العاصمة، حيث لم يكن هناك مكتب بريد في مسقط رأس جارفيلد في أورانج، أوهايو في وقت إصدار هذا الطابع.
كانت صورة جارفيلد على الإصدار الرئاسي لعام 1938 مُستوحاة من ميدالية أنشأتها دار سك العملة الأمريكية. تم إصدار الإصدار للجمهور في 10 نوفمبر 1938.
اعتبارًا من عام 2011، لا يوجد سوى طابع تذكاريّ واحد لتكريم جارفيلد، تم إصداره في عام 1986 ضمن إصدار أميريبكس الرئاسي.

## تشيستر آرثر

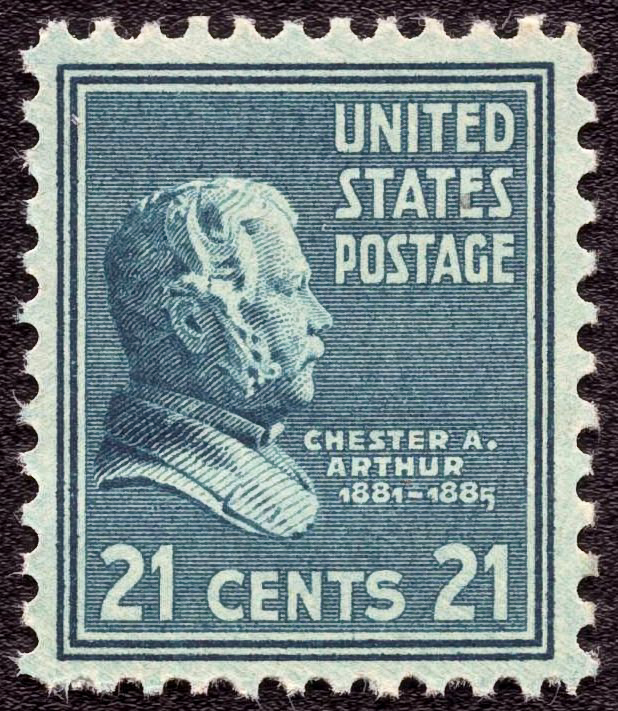
1938

تشيستر آلان آرثر (5 أكتوبر 1829 - 18 نوفمبر 1886) الرئيس الحادي والعشرين للولايات المتحدة من عام 1881 إلى عام 1885. كان آرثر جمهوريًا وعمل محاميًا قبل أن يصبح نائب الرئيس العشرين، تحت قيادة جيمس جارفيلد. في 2 يوليو 1881، قُتل الرئيس جارفيلد برصاصة أطلقها تشارلز جيتو، لكن جارفيلد لم يمت حتى 19 سبتمبر من ذلك العام، وفي ذلك الوقت تم تنصيب آرثر رئيسًا، وظل في منصبه حتى 4 مارس 1885.
يظهر نقش تشيستر آرثر على طابع بقيمة 21 سنتًا من السلسلة الرئاسية لعام 1938، والتي صدرت لأول مرة في 22 نوفمبر 1938. صُمِّم التمثال على غِرار تمثال نصفي من الرخام بواسطة أوغسطس سانت جودنز (بالإنجليزية: Augustus Saint-Gaudens) في عام 1891، وهو معروض الآن في معرض مجلس الشيوخ الأمريكي.
لا يوجد سوى طابع تذكاري واحد صدر تكريمًا لأرثر، وهو طابع ضمن سلسلة أميريبكس الرئاسية لعام 1986.

## جروفر كليفلاند

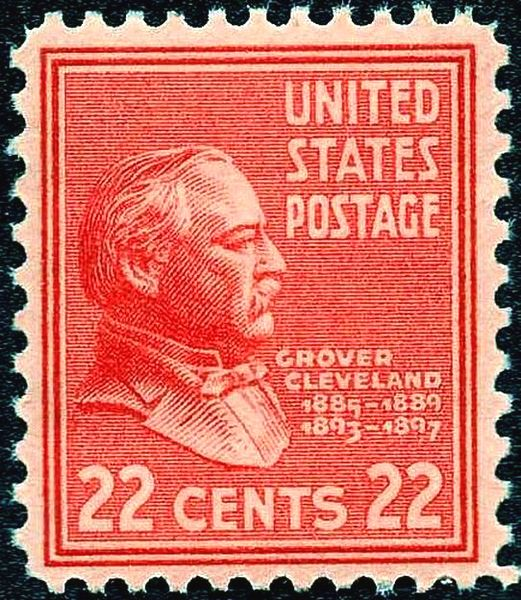
1938

ستيفن جروفر كليفلاند (18 مارس 1837 - 24 يونيو 1908) الرئيس الثاني والعشرون والرابع والعشرون للولايات المتحدة. كليفلاند هو الرئيس الوحيد (إلى جانب دونالد ترامب في 2024) الذي خدم فترتين غير متتاليتين (1885-1889 و1893-1897) كرئيس، وبالتالي فهو الشخص الوحيد الذي تم احتسابه مرتين في ترقيم الرؤساء من حيث الطوابع.
في 20 مارس 1923، أصدرَ مكتب البريد طابع بصورة كليفلاند بقيمة 12 سنتًا، وتم إصدارها لأول مرة في واشنطن العاصمة وفي كالدويل، نيو جيرسي، مسقط رأس كليفلاند. صمَّمَ كلير أوبري هيوستن الطابع البريدي، ونقش جون إيسلر صورة كليفلاند. تم إدراج نموذج النقش بواسطة مكتب النقش والطباعة على أنه "غير معروف". تمت إعادة طباعة عملة كليفلاند ذات الـ 12 سنتًا وإصدارها مرة أخرى في عام 1931.
ظهر كليفلاند على طابع بريد رئاسي بقيمة 22 سنتًا صدر في 22 نوفمبر 1938، وهو نفس يوم طابع تشيستر آرثر بقيمة 21 سنتًا من تلك السلسلة. تم نقش صورة كليفلاند على غِرار الميدالية التي صاغها تشارلز باربر (بالإنجليزية: Charles Barber) من دار سك العملة الأمريكية.

## بنجامين هاريسون
بنجامين هاريسون (20 أغسطس 1833 - 13 مارس 1901) الرئيس الثالث والعشرون للولايات المتحدة، خدمَ لفترة واحدة من 1889 إلى 1893. وُلِد هاريسون في نورث بيند، أوهايو، وفي سن الحادية والعشرين انتقل إلى إنديانابوليس، إنديانا، حيث انخرط في السياسة في ولاية إنديانا. أثناء الحرب الأهلية الأمريكية، خدم هاريسون برتبة عميد في جيش كمبرلاند.

في عهد هاريسون ومدير مكتب البريد العام جون واناميكر، طُرحت أولى الطوابع التذكارية في الولايات المتحدة وصدرت خلال المعرض الكولومبي العالمي (نسخة من معرض العالم) في شيكاغو في عام 1893. كان واناميكر مَن قدَّمَ في الأصل فكرة إصدار الطوابع التذكارية إلى هاريسون والكونجرس ومكتب البريد. وعلى عكس توجّه الكونجرس في ذلك الوقت، توقع واناميكر أن الطوابع التذكارية سيكون لها مردود جيّد من الإيرادات. وقد صدرت أولى الطوابع التذكارية (الطوابع الكولومبية) بالتزامن مع المعرض الكولومبي العالمي، وكلاهما كان احتفالاً بالذكرى السنوية الـ400 لاكتشاف كريستوفر كولومبوس لأمريكا. ولإظهار ثقته في إصدارات الطوابع التذكارية الجديدة، اشترى واناميكر طوابع بقيمة 10 آلاف دولار باستخدام أمواله الخاصة. وكان هاريسون حاضرًا أيضًا في المعرض الكولومبي وألقى خطابًا خلال الاحتفال حيث قال. "باسم حكومة وشعب الولايات المتحدة، أدعو جميع دول العالم للمشاركة في إحياء ذكرى حدث بارز في تاريخ البشرية، وله أهمية دائمة للبشرية. استمر المعرض لعدة أشهر، وبحلول انتهائه كان قد تم جمع أكثر من 40 مليون دولار من مبيعات الطوابع البريدية التذكارية وحدَها. ومنذ ذلك الوقت فصاعدًا، أصبح مكتب البريد الأمريكيّ يصدر بريدًا تذكاريًا بشكل منتظم. يظهر هاريسون في أربعة إصدارات منتظمة وفي عددين تذكاريين.

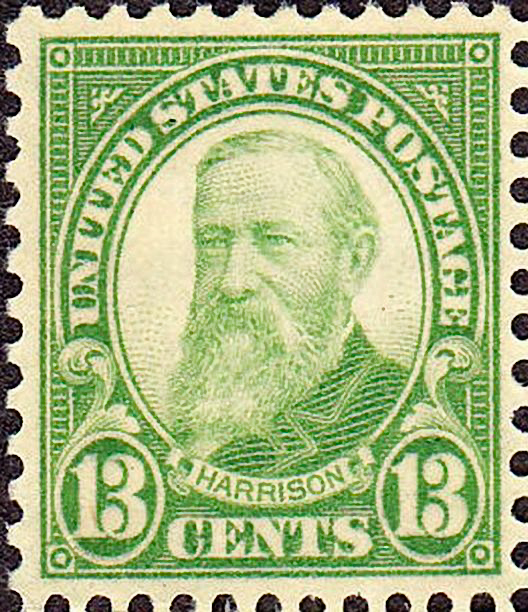
1926
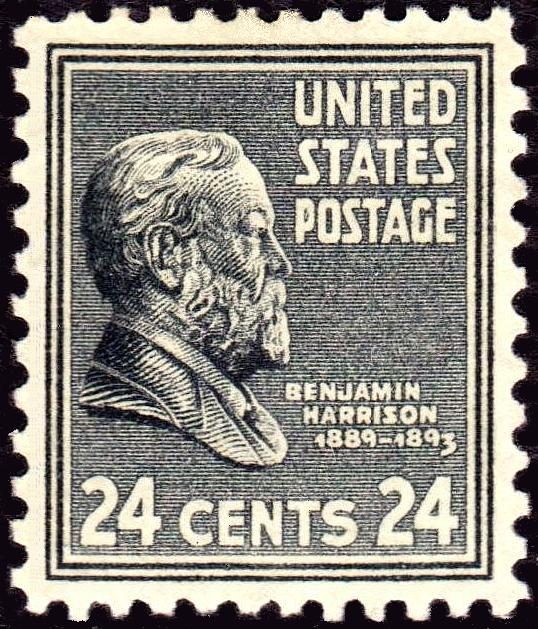
1938
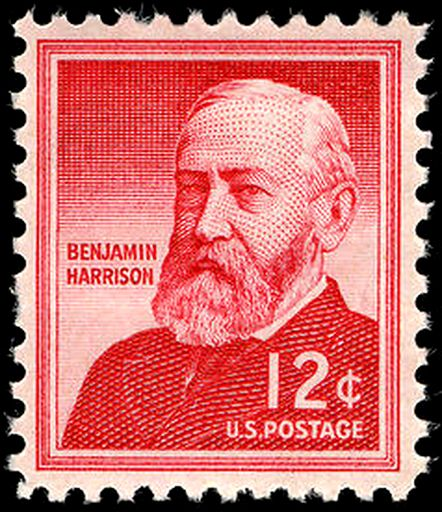
1959

- نُقش طابع عام 1926 بواسطة كلير أوبري هيوستن مُستندًا في تصميم الصورة على نفس صورة هاريسون استُخدمت في طابع 1902.
- كانت صورة هاريسون في طابع 1938، والذي تبلغ قيمته 24 سنتًا، مُستوحاة من تمثال نصفيّ لأدولف أ. وينمان [الإنجليزية]‏ (المعروض في معهد جون هيرون للفنون (بالإنجليزية: John Herron Art Institute)).
- اعتمدت صورة هاريسون في إصدار 12 سنتًا لعام 1959 على صورة التقطها تشارلز باركر.[25]

كان طابع البريد البالغ قيمته 13 سنتًا والذي صدر عام 1902 هو أول إصدار لتكريم بنجامين هاريسون، وقد صدر في 18 نوفمبر 1902، بعد أقل من عامين من وفاته. كان هذا أول طابع بقيمة 13 سنتًا يصدرهُ مكتب البريد، وأول طابع من 14 طابعًا تم إصدارها للجمهور في سلسلة 1902-1903. صُمِّم الطابع البريديّ من قبل آر. أوسترندر سميث (بالإنجليزية: R. Ostrander Smith). بناءً على صورة فوتوغرافية قدمتها السيدة هاريسون. تم نقش الصورة بواسطة ماركوس دبليو بالدوين.
صدرَ طابع هاريسون التذكاري بقيمة 22 سنتًا في 22 مايو 1986، كجزء من سلسلة من الطوابع التكريمية لرؤساء الولايات المتحدة، والتي صدرت لأول مرة خلال سلسلة أميريبكس في عام 1986.
في عام 2003، أصدرت هيئةُ البريد طابعًا تذكاريًا بقيمة 37 سنتًا من شركة "Old Glory" في 3 أبريل 2003، في معرض أقيم في نيويورك، نيويورك. صُمِّم الطابع بواسطة ريتشارد شيف. يصور الطابع شارة الحملة الرئاسية لعام 1888 مع صورة بنجامين هاريسون في وسطها.

## ويليام ماكينلي
ويليام ماكينلي (29 يناير 1843 – 14 سبتمبر 1901) الرئيس الخامس والعشرون للولايات المتحدة من عام 1897 إلى عام 1901، وهو آخر محارب قديم في الحرب الأهلية يتم انتخابه للرئاسة. كان آخر رئيس أمريكي يشغل منصبه في القرن التاسع عشر، وأول رئيس يشغل منصبه في القرن العشرين. أمضى معظم حياته في السياسة وكان عضوًا في الكونجرس لستة فترات، وكان أيضًا حاكمًا لولاية أوهايو قبل أن يهزم ويليام جينينجز برايان في الانتخابات الرئاسية (1897-1901). اُغتيل ماكينلي في وقت مبكر من ولايته الثانية أثناء حضوره المعرض الأمريكيّ في بوفالو عام 1901.

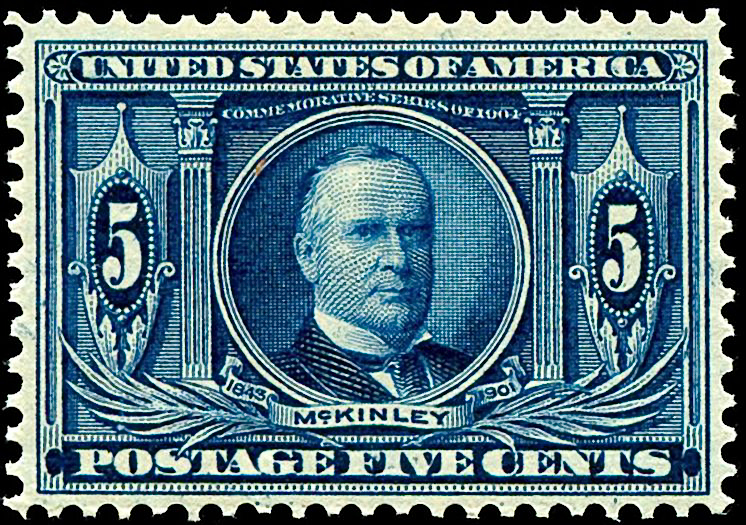
1904
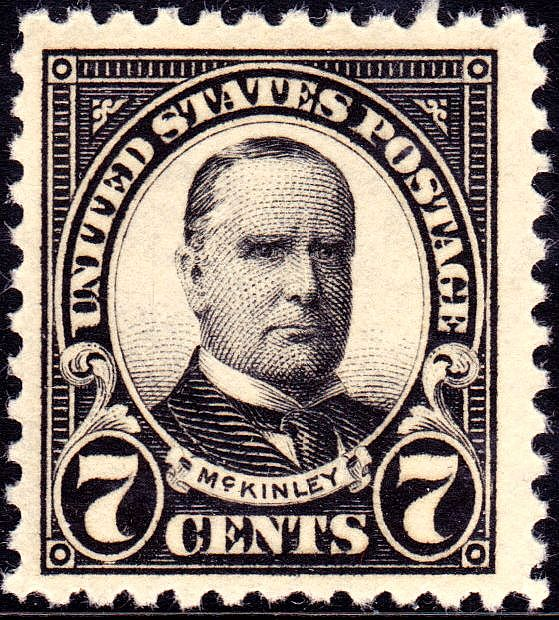
1923
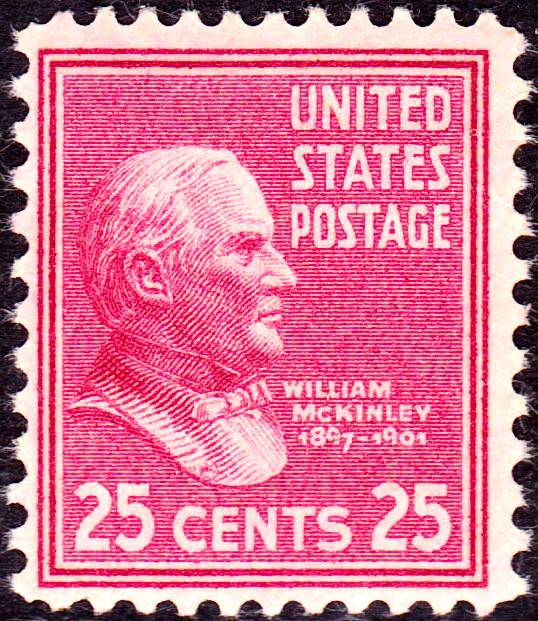
1938

- ظهرت شخصية ماكينلي لأول مرة على البريد الأمريكيّ في إصدار تذكاري ضمن سلسلة صفقة شراء لويزيانا عام 1904. تم اختيار ماكينلي باعتباره الرئيس الذي وقع على التشريع الذي يمنح الموافقة الفيدرالية لإقامة المعرض وكان من المُفترض أن يرأس المعرض لو كان على قيد الحياة. كما كان هذا الإصدار أيضًا كتذكار للرئيس الذي اغتيل، حيث صدر بعد أقل من ثلاث سنوات من وفاته.
- يظهر ويليام ماكينلي في ثلاثة إصدارات منتظمة في أعوام 1923 و1926 و1927، وكان تصميمها ولونها وفئتها متماثلين.[55]
- الإصدار الرئاسي لعام 1938 يظهر ماكينلي في طابع بقيمة 25 سِنت، وقد صدرَ عام 1938.

صدرَ طابع ماكينلي التذكاري بقيمة 22 سنتًا في 22 مايو 1986 كجزء من سلسلة من الطوابع تكريمًا لرؤساء الولايات المتحدة، والتي صدرت لأول مرة ضمن سلسلة أميريبكس في عام 1986.

## إصدارات أميريبكس لعام 1986
في 22 مايو 1986، أصدرَ مكتبُ البريد سلسلة من الطوابع البريدية يحمل كل منها صورةً لرئيسٍ أمريكيّ سابق تحت عنوان مجموعة أميريبكس (بالإنجليزية: AMERIPEX) والتي ضمّت 36 طابعًا في مجموعة من أربع أوراق صغيرة منفصلة، تحتوي كل منها على تسعة طوابع؛ كل طابع يحمل فئة 22 سنتًا.
شملت السلسلة جميع الرؤساء الذين كانوا مُتوفين في ذلك الوقت (أول 35 رئيس شغلوا منصب الرئيس؛ بدايةً من جورج واشنطن حتى ليندون جونسون)، كما كرّمت بعض الإصدارات رؤساء لم يظهروا من قبل على الطوابع التذكارية الأمريكية.
في "الورقة الرابعة"، يظهرُ على الطابع الموجود في المنتصف مدخلَ البيت الأبيض.